# Les Très Riches Heures du duc de Berry
Vous lisez un « article de qualité » labellisé en 2011.
Ne doit pas être confondu avec Les Très Belles Heures du duc de Berry, Les Belles Heures du duc de Berry, Les Petites Heures de Jean de Berry ou Les Grandes Heures du duc de Berry.
Les Très Riches Heures du duc de Berry est un livre d'heures commandé par le duc Jean Ier de Berry, conservé au musée Condé à Chantilly (France) sous la cote Ms. 65.
Il est commencé par les frères Paul, Jean et Herman de Limbourg vers 1411. Inachevé à la mort des trois peintres et de leur commanditaire en 1416, le manuscrit est probablement complété, dans certaines miniatures du calendrier, par un peintre anonyme dans les années 1440. Certains historiens de l'art y voient la main de Barthélemy d'Eyck. En 1485-1486, il est achevé par le peintre Jean Colombe pour le compte du duc de Savoie. Acquis par le duc d'Aumale en 1856, il est ensuite conservé dans son château de Chantilly, dont il ne peut sortir, en raison des conditions du legs du duc.
Sur un total de 206 feuillets, le manuscrit contient 66 grandes miniatures et 65 petites. La conception du livre, longue et complexe, a fait l'objet de multiples modifications et revirements. Pour ses décors, miniatures mais aussi calligraphie, lettrines et décorations de marges, il a été fait appel à de nombreux artistes, mais la détermination de leur nombre précis et de leur identité reste à l'état d'hypothèse. Réalisées en grande partie par des artistes venus des Pays-Bas, à l'aide des pigments les plus rares, les peintures sont fortement influencées par l'art italien et antique.
Après un oubli de trois siècles, les Très Riches Heures ont acquis rapidement une grande renommée au cours des XIXe et XXe siècles, malgré leur très rare exposition au public. Les miniatures ont contribué à façonner une image idéale du Moyen Âge dans l'imaginaire collectif. C'est particulièrement le cas des images du calendrier, les plus connues, représentant à la fois des scènes paysannes, aristocratiques et des éléments d'architectures médiévales remarquables. Il s'agit de l'un des plus célèbres manuscrits enluminés.

## Histoire du manuscrit

### L'œuvre des frères de Limbourg

#### Les Limbourg et le duc de Berry

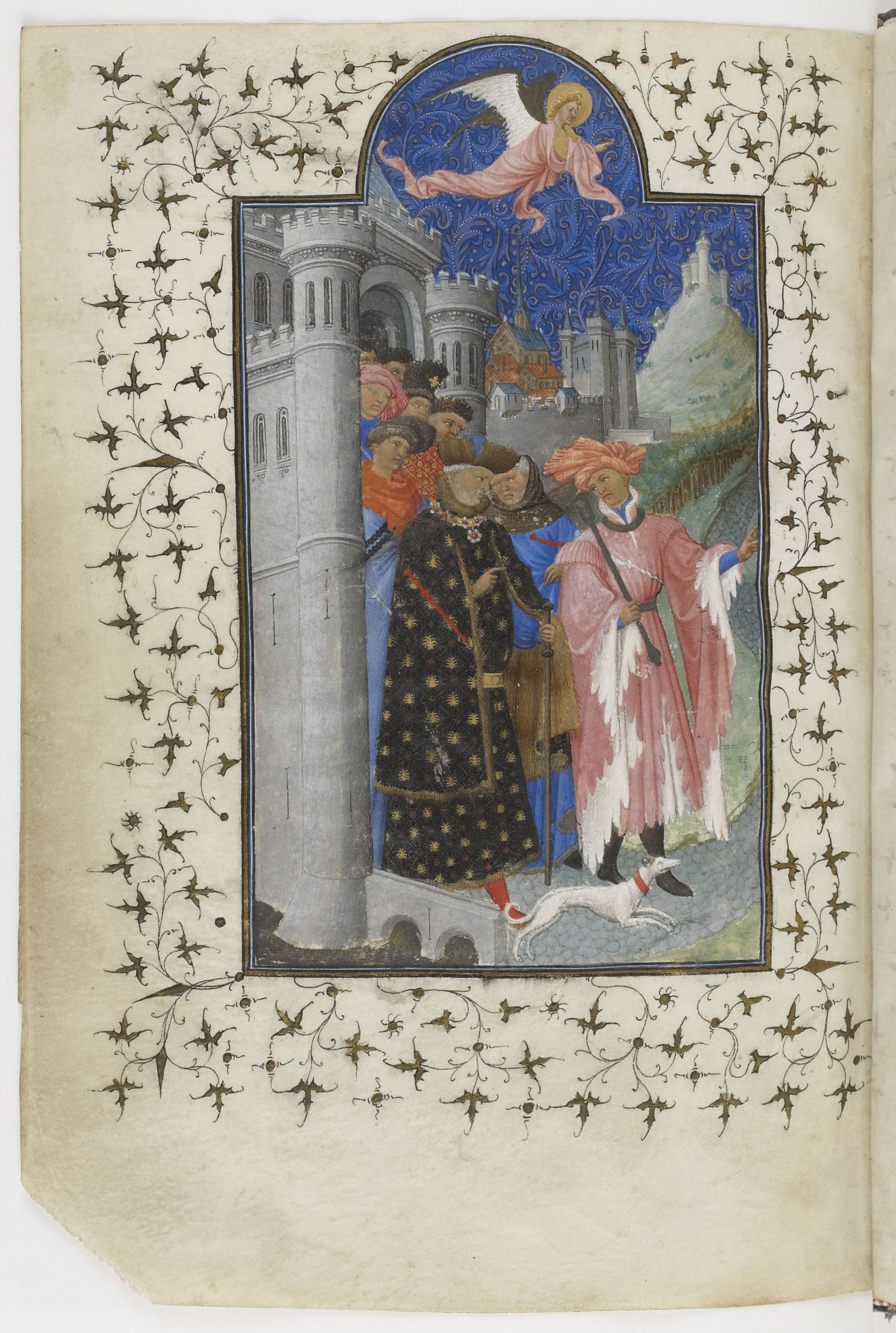
La miniature ajoutée aux Petites Heures de Jean de Berry par les frères de Limbourg et représentant le duc de Berry partant en pèlerinage.

Lorsque Jean, premier duc apanagé du Berry, troisième fils de Jean II Le Bon, commande aux frères de Limbourg, Paul (ou Pol), Jean (ou Jannequin, Jehannequin ou Hennequin) et Herman (ou Herment) un nouveau livre d'heures, les liens entre les artistes et leur commanditaire sont déjà étroits. Il leur a déjà commandé vers 1405 la réalisation de ses Belles Heures qu'ils achèvent vers 1408-1409. Outre les deux livres déjà cités, le duc de Berry, grand bibliophile et amateur d'art dans tous les domaines, est par ailleurs déjà le propriétaire de quatre autres livres d'heures commandés à d'autres artistes : les Petites Heures de Jean de Berry (réalisées entre 1375-1380 puis 1385-1390), son premier livre d'heures pour lequel il demande à Paul d'ajouter une miniature en 1412, les Très Belles Heures ou Heures de Bruxelles, des Grandes Heures et enfin des Très Belles Heures de Notre-Dame, aujourd'hui démembrées, dans lesquelles les frères de Limbourg ont ajouté au moins trois miniatures,.
Les conditions de travail réservées aux frères de Limbourg par le duc sont exceptionnelles : ils bénéficient d'un contrat exclusif pour le duc et ils sont sans doute d'abord logés dans son château de Bicêtre, au sud de Paris, puis dans une maison luxueuse que leur a offerte le duc à Bourges. Ils se retrouvent ainsi exclus de la concurrence des autres ateliers et peuvent pleinement laisser libre cours à leur talent de peintres.

#### L'intervention des trois frères
Pour Patricia Stirnemann, chercheur à l'Institut de recherche et d'histoire des textes, un petit détail du texte indique que le début de la rédaction du manuscrit ne commence qu'en 1411. Au folio 73, la litanie des confesseurs mentionne un saint Albert qui désigne, selon elle, Albert de Trapani. Celui-ci n'a été officiellement canonisé qu'en 1476, mais l'ordre du Carmel instaure en 1411, à l'occasion d'un chapitre général, une « fête par dévotion » afin de vénérer le religieux sicilien. Le manuscrit serait ainsi le premier témoignage de cette dévotion.
En 1411, un premier texte atteste d'ailleurs que les frères de Limbourg sont au service du duc ; ils le restent de manière assurée jusqu'en 1415. Un plan est tout de suite élaboré et des enluminures réalisées, principalement celles dont les thèmes sont tirés des Évangiles. Peut-être vers 1413, le premier plan est bouleversé. Les frères réalisent alors les miniatures du « cycle de la Passion », ainsi que quatre miniatures du calendrier et une série de huit miniatures exceptionnelles par leur taille et leur sujet, parmi lesquelles L'Homme anatomique et le Plan de Rome. Il est difficile de savoir si les trois frères réalisent ensemble toutes les enluminures ou s'ils se répartissent le travail. Pour autant, l'historien de l'art américain Millard Meiss a tenté de répartir les miniatures entre les trois frères, en se fondant sur les autres manuscrits qui leur sont attribués : parmi les grandes enluminures, selon lui, dix-neuf seraient de la main de Paul, 16 de Jean et 9 d'Herman. Cependant, ces hypothèses ont été fortement critiquées, notamment par François Avril, conservateur à la Bibliothèque nationale de France. Raymond Cazelles, ancien conservateur du musée Condé, préfère distinguer les trois frères de manière anonyme en les désignant sous les noms de « Limbourg A » (peut-être Paul), « Limbourg B » (peut-être Herman) et « Limbourg C » (peut-être Jean). Ils disparaissent tous les trois en 1416, peut-être à la suite d'une épidémie de peste, sans que le manuscrit soit achevé, et notamment les représentations des mois. Une partie du manuscrit garde encore des traces de ce brusque arrêt : le folio 26 verso conserve le dessin d'un iris dans un pot et d'un oiseau qui n'ont pas été coloriés.

#### Après la mort des enlumineurs et du commanditaire
Le 15 juin de cette même année 1416, leur commanditaire disparaît. Son inventaire après décès mentionne le manuscrit en plusieurs cahiers rangés dans une boîte : « Item, en une layette plusieurs cayers d'unes tres riches Heures que faisoient Pol et ses freres, tres richement historiez et enluminez ; prisez Vc [500] l[ivres] t[ournois] ». Si l'estimation n'est pas très importante en comparaison des 4 000 livres des Grandes Heures, cela reste une forte somme pour un manuscrit inachevé et non relié. C'est la seule mention dans les archives qui permet de rattacher le livre aux frères de Limbourg. Cette indication si ténue a parfois contribué à mettre en doute l'attribution du manuscrit aux trois frères.
Selon Millard Meiss, le manuscrit reste en possession des rois de France après 1416. La liquidation des biens du duc semble avoir été interrompue pendant la période d'occupation de Paris par les Anglais, à partir de 1420, en pleine Guerre de Cent Ans et le manuscrit reste, semble-t-il, inaccessible jusqu'en 1436, année de la libération de la ville par les troupes françaises de Charles VII. Selon Mathieu Deldicque, conservateur du musée Condé, le manuscrit, non relié et sans intérêt bibliophilique, pourrait avoir été acquis par un libraire qui l'aurait mis à disposition tardivement, après 1436, d'enlumineurs pour servir de modèle, comme par exemple le Maître de Dunois pour la décoration des Heures de Dunois ou le Heures de Prigent de Coëtivy,.

### Les autres peintres, après la mort des frères de Limbourg

#### Le peintre intermédiaire, Barthélemy d'Eyck
D'après l'historien de l'art italien Luciano Bellosi, le manuscrit est complété par un peintre qui serait intervenu dans les années 1440. Les miniatures de certains mois — mars, juin, septembre, octobre et décembre — sont complétées à cette époque : certains costumes y sont caractéristiques de la mode apparue dans les années 1440. Même si cette datation par la mode a été discutée, plusieurs innovations graphiques présentes dans ces miniatures — comme le plus grand réalisme des paysans ou de la nature — peuvent ainsi s'expliquer par une datation du milieu du XVe siècle. Cette existence d'un peintre intermédiaire un peu avant le milieu du siècle fait désormais l'objet d'un quasi-consensus parmi les historiens de l'art. Selon Bellosi, ce peintre vivait sans doute dans l'entourage royal ou dans celui de René d'Anjou, beau-frère de Charles VII. Le style de ce peintre, qui possède des caractères eyckiens, peut être rapproché notamment de celui de l'auteur du manuscrit du Livre du cœur d'Amour épris de Vienne, commandé par le roi René. Celui-ci a depuis été attribué à Barthélemy d'Eyck, ce qui fait dire à Nicole Reynaud, entre autres, que ce peintre officiel du roi de Provence serait l'auteur de ces ajouts dans le manuscrit des Très Riches Heures avant 1450.
Cette attribution à Barthélemy d'Eyck a été contestée par plusieurs spécialistes. C'est le cas par exemple de l'historienne de l'art britannique Catherine Reynolds, pour qui le style des ajouts de ce peintre intermédiaire ne correspond pas à celui de Barthélemy d'Eyck. D'autre part, des emprunts à ces parties des Très Riches Heures se retrouvent très tôt dans certaines miniatures de manuscrits dans deux livres d'heures attribués au maître de Dunois : une scène de semailles d'octobre dans un manuscrit conservé à Oxford et une Présentation au temple dans les Heures de Dunois. Or, c'est entre 1436 et 1440 que ces manuscrits sont produits. Dès lors, les ajouts du peintre intermédiaire doivent être datés au plus tard à la fin des années 1430. Cependant, à cette époque, Barthélemy d'Eyck, actif uniquement à partir de 1444, ne peut avoir eu entre les mains les cahiers inachevés du duc de Berry selon Reynolds.
Pour l'historienne de l'art Inès Villela-Petit, ce problème de datation s'expliquerait par le fait que les dessins du calendrier avaient déjà été en grande partie tracés par les frères de Limbourg, à défaut d'en avoir achevé la peinture. Ainsi, le maître de Dunois aurait consulté ces dessins pour réaliser ses propres miniatures dans les années 1436-1440, et non les ajouts à ces dessins effectués par Barthélemy d'Eyck après 1440. Cette hypothèse justifierait l'intervention du peintre du roi René à telle période. Plus précisément, le peintre serait intervenu à la demande de Charles VII, propriétaire de l'ouvrage, alors que le roi séjournait à Saumur à l'été 1446 chez son cousin René d'Anjou. Cette intervention aurait été réalisée à l'occasion d'un tournoi, ce qui expliquerait le peu de temps que l'artiste a pu consacrer au manuscrit et qui se limiterait ainsi à quelques ajouts sur des pages déjà entamées par les frères de Limbourg et sans doute laissés inachevés.

#### La campagne finale de Jean Colombe

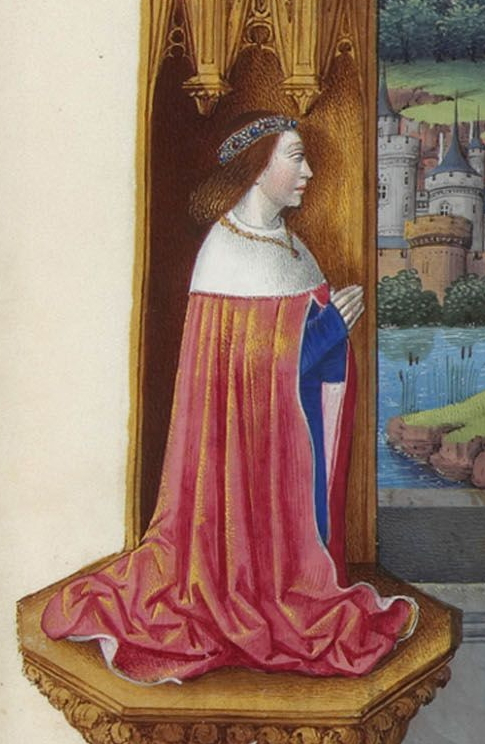
Charles Ier de Savoie, propriétaire du manuscrit à la fin du XVe siècle, représenté au.

Dans les années 1480, le manuscrit est en possession de Charles Ier de Savoie. En effet, celui-ci est le neveu de Louis XI, ce qui fournit l'occasion de faire passer le manuscrit d'une famille à l'autre. Pour Nicole Reynaud, c'est Charlotte de Savoie, femme de Louis XI, qui possède les cahiers du manuscrit à sa mort, le 1er décembre 1483. En effet, son inventaire après-décès comporte la mention imprécise d'un livre d'heures qui pourrait être les Très Riches Heures. Elle le lègue à son neveu Charles. Un texte du 31 août 1485 atteste que le duc de Savoie fait appel au peintre berrichon Jean Colombe pour achever le manuscrit. Celui-ci le complète sans doute à Bourges, dans son atelier. Il le rapporte au prince dans son château à Chambéry. Le 3 juin 1486, le duc récompense le travail du peintre en lui accordant une rente de 100 écus par an ; le manuscrit est alors sans doute achevé. Jean Colombe a notamment réalisé ou achevé 27 grandes miniatures et 40 petites.

### Les pérégrinations du manuscrit

#### Entre les Pays-Bas et l'Italie
Le parcours du manuscrit est obscur après 1486. Selon Raymond Cazelles, le manuscrit reste en possession de la famille de Savoie, passant de Chambéry à Turin dans le courant du XVIe siècle avec le reste de la bibliothèque des ducs. Celle-ci est léguée officiellement à la bibliothèque royale de Turin en 1720 par Victor-Amédée II. Selon Cazelles, le livre d'heures n'a donc jamais quitté le Piémont. Paul Durrieu, dès 1903, est d'un tout autre avis. À la mort de Philibert II de Savoie, descendant de Charles Ier, sa veuve en secondes noces, Marguerite d'Autriche, quitte la Savoie pour regagner les Pays-Bas, emportant avec elle une quinzaine de livres de la bibliothèque des ducs, dont probablement l'Apocalypse figurée des ducs de Savoie et peut-être les cahiers non reliés des Très Riches Heures. Selon Durrieu, un inventaire de la chapelle de Marguerite à Malines mentionne en 1523 une « grande heure escripte à la main », qu'il rapproche des Très Riches Heures. Il n'est alors pas conservé dans la bibliothèque ce qui expliquerait l'absence de marque de propriété de la régente des Pays-Bas. Il aurait été donné à sa mort à Jean Ruffault de Neufville, trésorier de l'empereur Charles Quint qui l'aurait confié à une communauté religieuse. Toujours selon Durrieu, le manuscrit serait passé ensuite en possession d'Ambrogio Spinola, militaire génois au service de la couronne espagnole aux Pays-Bas décédé en 1630 et grand amateur d'art. C'est par ce biais qu'il serait retourné en Italie, et plus particulièrement dans la région de Gênes. On retrouve les armes de sa famille sur la reliure actuelle qui date du XVIIIe siècle. Les Heures de Spinola, qui possèdent une reliure tout à fait similaire, auraient connu le même trajet.
Le manuscrit aurait été légué en 1826 par le marquis Vincenzo Spinola di San Luca (1756-1826) à son neveu Gio Battista Serra (1768-1855), issu d'une autre grande famille génoise. C'est alors que les armes de cette dernière sont ajoutées à la reliure. La fille naturelle légitimée de Serra se fiance au baron Felix de Margherita, commissaire de la Marine royale en 1849, et ce dernier hérite des Très Riches Heures.

#### L'acquisition par le duc d'Aumale

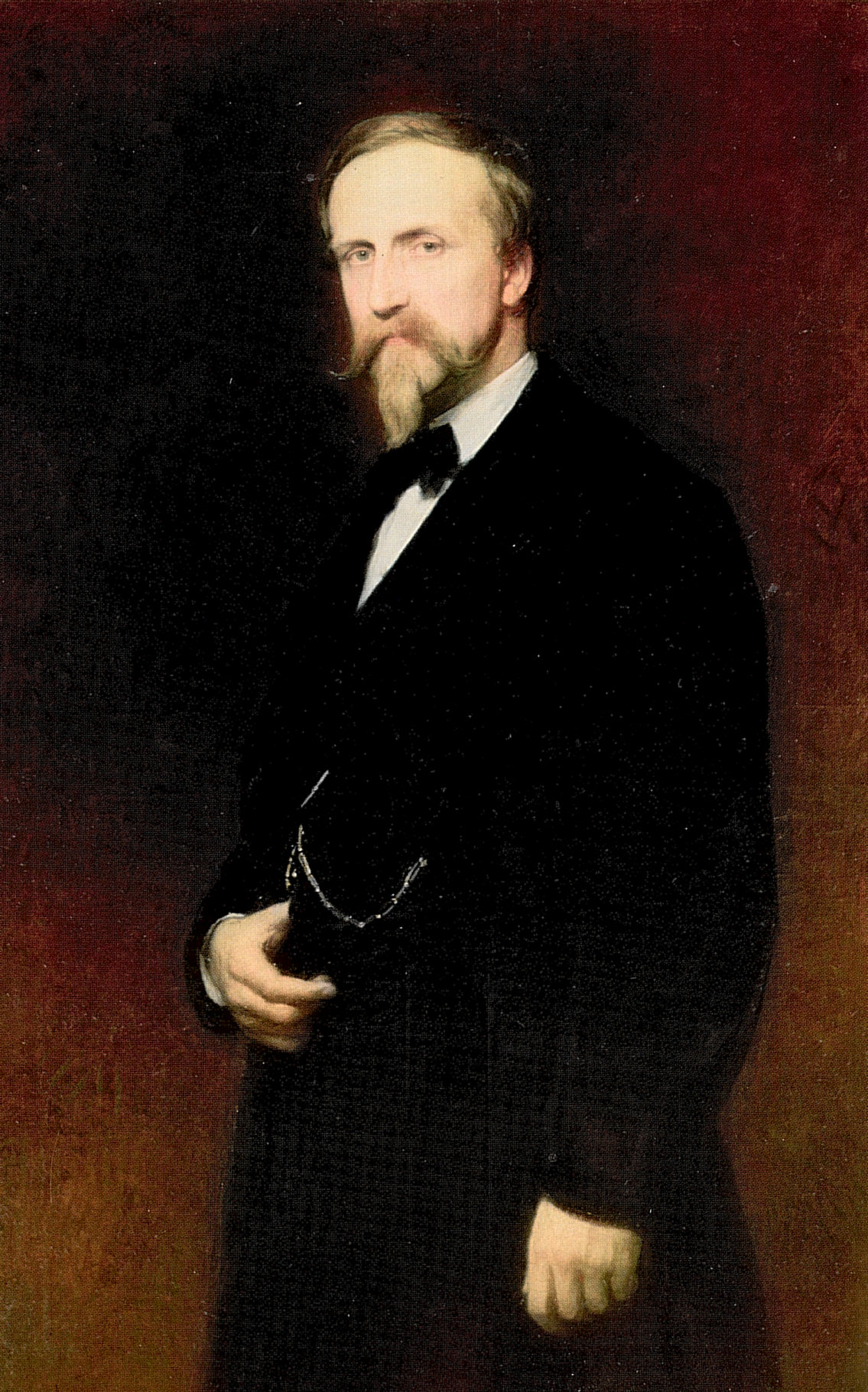
Portrait du duc d'Aumale en 1866 par Charles Jalabert.

En décembre 1855, le bibliophile d'origine italienne et bibliothécaire-adjoint du British Museum Antoine Panizzi indique à Henri d'Orléans, duc d'Aumale, que le propriétaire cherche à vendre son bien. Le duc, alors en voyage en Ligurie pour visiter sa mère, se déplace en personne à Pegli pour consulter l'ouvrage qui est déposé dans un pensionnat de jeunes filles. Il est aussi proposé en parallèle à Adolphe de Rothschild. L'ancien militaire Angelo Mengaldo (it) sert d'intermédiaire. Le duc l'achète le 20 janvier 1856 pour la somme de 18 000 francs, soit 19 280 francs avec les frais d'intermédiaires. Le duc le fait venir en Angleterre, où il vit alors en exil. En 1877, à son retour en France, le livre intègre la collection du cabinet des livres du château de Chantilly. Il est donné dès 1886 à l'Institut de France, avec l'ensemble de ses collections, de son château et de son domaine. Le musée Condé ouvre au public en 1898, cependant, l'exposition du manuscrit reste très rare car le testament du duc d'Aumale, entré en vigueur à sa mort en 1897, empêche toute sortie du musée.

## Composition du manuscrit
L'ouvrage contient 206 feuillets, d'un format de 21 cm de largeur sur 29 cm de hauteur, répartis en 31 cahiers reliés. Les feuillets sont fabriqués à partir d'une feuille de vélin très fin pliée en deux, formant deux feuillets de quatre pages. Chaque cahier était sans doute formé, à l'origine de la constitution du livre, de quatre de ces feuillets doubles, soit seize pages. Seuls 20 des 31 cahiers suivent encore cette forme, les 11 autres ayant été réduits ou augmentés. Le manuscrit compte 66 grandes miniatures couvrant la totalité d'un feuillet ou ne laissant que trois à quatre lignes de texte et 65 petites, s'insérant dans une des deux colonnes de texte.

### Organisation actuelle du manuscrit
Le livre d'heures se répartit de la façon suivante (les œuvres dont les titres sont en gras illustrent la ligne concernée) :
| Chapitre                         | Cahiers | Feuillets           | Nombre de miniatures | Exemple de miniature                                                                                             |
| -------------------------------- | ------- | ------------------- | --- | --- |
| Calendrier                       | 1 à 3   | 1 à 12              | 12 grandes miniatures (1 par mois) plus une miniature exceptionnelle (L'Homme anatomique) | Les Très Riches Heures du duc de Berry#Janvier, fo 1 vo                                                          |
| Quatre péricopes des Évangiles   | 4       | 17 à 19             | 2 grandes (Saint Jean à Patmos, Le Martyre de saint Marc) et 2 petites (Saint Luc, Saint Mathieu) | Saint Jean sur un îlot, un aigle à ses côtés, surmonté du Christ et des 24 vieillards, une ville en fond d'image |
| Oraison à la Vierge              | 4       | 20 à 25 verso       | 3 petites (La Vierge à l'Enfant, La Sibylle et L'Empereur Auguste) et 1 miniature exceptionnelle (Adam et Ève expulsés du paradis) | La Vierge à l'Enfant en médaillon en haut, une prophétesse en bas à gauche et l'empereur Auguste en bas à droite |
| Les Heures de la Vierge          | 6 à 10  | 26 à 63 verso       | 10 grandes miniatures (L'Annonciation, Le Baptême de saint Augustin, La Visitation, La Nativité, L'Annonce aux bergers, Scènes de la fuite en Égypte, Le Couronnement de la Vierge), 3 miniatures exceptionnelles (La Rencontre des rois mages, L'Adoration des rois mages, La Purification de la Vierge) et 34 petites | La Vierge bénie par son fils le Christ entourés des anges et des saints                                          |
| Les Psaumes pénitentiaux         | 10 à 11 | 64 à 71 recto       | une miniature exceptionnelle (La Chute des anges rebelles) et sept petites miniatures (Imploration dans l'épreuve, L'Aveu libéré du péché, Prière dans la détresse, Miserere, Prière dans le malheur, De Profundis, Humble supplication) | David sur son trône donne à Urie une lettre dans un intérieur du XVe siècle                                      |
| La Grande Litanie                | 11      | 71 verso à 74 verso | 2 grandes miniatures (Procession de saint Grégoire, sur 2 pages) | Sous le texte, une procession sort par d'une porte, devancé par une chasse, puis le pape                         |
| Les Heures de la croix           | 11 à 12 | 75 à 78 verso       | 1 grande miniature (Le Christ de pitié) | Le Christ aux stigmates devant sa croix et un paysage, entouré du duc et de la duchesse de Savoie agenouillés    |
| Les Heures du Saint-Esprit       | 12      | 79 à 81 verso       | 1 grande miniature (La Pentecôte) | La Vierge entourée des apôtres reçoivent le Saint-Esprit dans une basilique                                      |
| L'Office des morts               | 12 à 16 | 82 à 108            | 5 grandes miniatures (Job sur son fumier, Les Obsèques de Raymond Diocrès, La Légende des morts reconnaissants, Action de grâce auprès d'un danger mortel, Miserere), 1 miniature exceptionnelle (L'Enfer), 9 petites (Hymne d'action de grâces, Hymne au Dieu secourable, Prière du juste persécuté, Prière dans le péril, Près de Dieu, point de crainte, Action de grâces, appel au secours, Complainte du lévite exilé, Hymne d'action de grâce, Le Cantique d'Ézéchias) | David en armure, agenouillé devant une grotte dans un paysage et réclamant la miséricorde                        |
| L'Office de la semaine           | 17 à 21 | 109 à 140           | 7 grandes miniatures (Dimanche - Le Baptême du Christ, Lundi - Le Purgatoire, Mardi - La Dispersion des Apôtres, Mercredi - Le Paradis, Jeudi - Le Saint Sacrement, Vendredi - L'Invention de la Croix, Samedi - La présentation de la Vierge au temple) et 1 miniature exceptionnelle (Le Plan de Rome) | Le Christ baptisé par saint Jean dans le Jourdain, surmonté de la Trinité                                        |
| Les Heures de la Passion         | 22 à 24 | 142 à 157 verso     | 9 grandes miniatures (L'Arrestation de Jésus (Ego Sum), Le Christ conduit à la demeure de son juge, La Flagellation, La Sortie du prétoire, Le Portement de croix, La Crucifixion, Les Ténèbres, La Déposition de croix, La Mise au tombeau) et 4 petites (Psaume imprécatoire, Parmi la sexte, souffrances et espoirs du juste, Lamentation, Au milieu des lions) | Dans la nuit, le Christ accompagné de saint Pierre, les soldats venus le chercher atterrés à ses pieds           |
| Les Heures de l'année liturgique | 25 à 31 | 158 à 204 verso     | 12 grandes miniatures (La Messe de Noël, Premier dimanche de Carême - La tentation du Christ, 2e dimanche de Carême - La Cananéenne, 3e dimanche de Carême - La Guérison du possédé, 4e dimanche de Carême - La Multiplication des pains, Dimanche de la Passion - La Résurrection de Lazare, Dimanche des Rameaux - L'Entrée du Christ à Jérusalem, Dimanche de Pâques - La Résurrection, Fête de l'Ascension - L'Ascension, L'Exaltation de la croix, Fête de l'archange - Le Mont-Saint-Michel, Le Martyre de saint André) et 6 petites miniatures (La Pentecôte, La Trinité - Le Christ bénissant le monde, Fête-Dieu - La Communion des apôtres, Fête de la Vierge - Vierge à l'Enfant, La Toussaint - La Bénédiction du pape, Fête des Morts - La Messe des morts) | Le Christ, debout sur son tombeau accompagné d'un ange et entourés de ses gardiens atterrés                      |

Dans son état actuel, le texte du manuscrit est incomplet : il lui manque les matines et les laudes du cycle de la Passion. Concernant sa décoration, aux miniatures, s'ajoutent des lettrines au début de chaque phrase et des bouts-de-lignes en fin de phrase, ainsi que de grandes initiales au début de chaque prière ou de chaque psaume, accompagnées de décorations de fleurs et de feuillages séparant les colonnes de texte ou décorant les marges. Les huit miniatures exceptionnelles sont des pages peintes probablement en dehors du cadre du plan du manuscrit et ajoutées a posteriori aux cahiers.

### Les étapes de l'élaboration du manuscrit
L'analyse des miniatures, de leur style et de leurs formes a permis à Millard Meiss puis à Raymond Cazelles de proposer un schéma de la chronologie dans l'élaboration du manuscrit des Très Riches Heures. Meiss est ainsi parvenu à distinguer la main de 13 artistes distincts. Une nouvelle analyse approfondie du manuscrit, menée par Patricia Stirnemann, lui a permis de distinguer cette fois 27 différents artistes.
Elle distingue ainsi les copistes (au nombre de cinq, selon elle), les enlumineurs de petites lettrines et de « bouts-de-lignes » en début en et fin de chaque phrase (neuf artistes), les peintres de bordures de pages ou d'initiales ornées et historiées en début de chapitre (huit personnes) et les miniaturistes (cinq personnes). Contrairement à ce que l'on pourrait croire, les Très Riches Heures ne sont pas le résultat d'un programme établi à l'avance et dirigé par un maître selon des instructions préétablies. Bien au contraire, elles sont le résultat de multiples revirements, de coupures et de retouches.
Inès Villela-Petit parvient également à déterminer les auteurs des décorations de feuilles d'acanthe qui parsèment plusieurs marges de miniatures et de lettrines. Selon elle, huit enlumineurs y participent et ce ne sont pas toujours les auteurs de la lettrine. Les peintres des marges interviennent notamment en même temps que le Maître de Bedford.
| Période                                 | Cahiers ou folios concernés                                              | Artistes/artisans | Miniatures | Exemple de miniature                                                                  |
| --------------------------------------- | ------------------------------------------------------------------------ | --- | --- | ------------------------------------------------------------------------------------- |
| Première campagne (entre 1411 et 1416)  | Cahiers 4, 6 à 11, 25 à 29 et folio 198 r/v du cahier 30                 | Initiales par les frères de Limbourg ainsi que par le Maître du Bréviaire de Jean sans Peur et le Maître de l'Iris, 4 enlumineurs de lettrines et bouts-de-ligne différents. 13 miniatures par les frères de Limbourg avec la participation de Jean Malouel (?) | Saint Jean à Patmos (f.17), Martyre de saint Marc (f.19), La Vierge, L'Annonciation (f.26), La Visitation (f.38v), La Nativité (f.44v), L'Annonce aux bergers (f.48), La Tentation du Christ (f.161v), La Guérison du possédé (f.166r), La Multiplication des pains (f.168), La Résurrection de Lazare (f.171), L'Entrée du Christ à Jérusalem (f.173v), L'Exaltation de la Croix (f.193r), Le Mont Saint-Michel (f.195) | La vierge à un pupitre et l'ange Gabriel dans un bâtiment gothique                    |
| Deuxième campagne (entre 1411 et 1416)  | Cahiers 10, 12 à 24, 27-28, 30-31                                        | Éclatement du premier plan, 5 nouveaux enlumineurs de lettrines et bouts-de-ligne, 2 nouveaux peintres d'initiales et de feuilles d'acanthe : le Pseudo-Jacquemart (cahiers 10, 17, 18, 23 et 24) et le Maître du Sarrasin ou le Maître d'Egerton et les Limbourg pour les miniatures dont 14 grandes miniatures, pour la première fois en pleine page (dont les « miniatures exceptionnelles ») | Rencontre des rois mages (f.51v), Adoration des mages (f.52), Présentation au Temple (f.54), Le Couronnement de la Vierge (f.60v), La Chute des anges rebelles (f.64v), L'Enfer (f.108), Le Plan de Rome (f.141), Ego Sum (f.142), Le Christ conduit à la demeure de son juge (f.143), La Flagellation (f.144), La Sortie du prétoire (f.146v), Le Portement de croix (f.147), Les Ténèbres (f.153), La Déposition de la croix (f.156v), et peut-être Adam et Ève expulsés du paradis (f.25v) et L'Homme zodiacal (f.14v)                                                                                   | Le Christ, entouré des larrons, descendu de la croix, la Vierge et saint Jean au pied |
| Troisième campagne (entre 1411 et 1416) | Cahiers 1-3, 11, 13, 24-25, 28 (en grande partie inachevés)              | 1 peintre de décors marginaux : le Maître de Bedford (f.86v, 152v, 158, 182), et 3 peintres d'initiales et de feuilles d'acanthe : le Maître du KL de Janvier (f.1, 2, 5, 6, 7), le Maître du KL d'août (f.8 à 12) et Maître du KL de Mars et Avril et la réalisation de 12 miniatures en totalité ou partiellement par les frères de Limbourg.                                                  | Janvier, Février, Mars (en grande partie), Avril, Mai, Juin (en partie), peut-être Juillet, Août, Octobre, Décembre (partiellement) ainsi que les médaillons des Obsèques de Raymond Diocrès (f.86v) et La Messe de Noël (f.158) | Scène de funérailles dans une église, scène des 3 morts et des 3 vifs en dessous      |
| Peintre intermédiaire (années 1440)     | Cahiers 1-3                                                              | Le Peintre intermédiaire : généralement identifié à Barthélemy d'Eyck (compléments des mois du calendrier) | Mars, Juin, Septembre, Octobre et Décembre | Les Très Riches Heures du duc de Berry#Septembre, folio 9v                            |
| Commande du duc de Savoie (1485-1486)   | Cahiers 6 (petites miniatures), 9 à 15, 17 à 20, 23 à 31 (partiellement) | Jean Colombe et Maître du Romuléon (achèvement ou réalisation de 27 grandes miniatures et 40 petites) | Entre autres : Le Christ de pitié (f.75), La Pentecôte (f.79), Job sur son fumier (f.82), Le Cavalier de la mort (f.90), Action de grâce après un danger de mortel (f.95), Miserere (f.100), Le Baptême du Christ (f.109), Le Purgatoire (f.113), La Dispersion des Apôtres (f.122), Le Paradis (f.126), Le Saint Sacrement (f.129v), L'Invention de la Croix (f.133), La Présentation de la Vierge au temple (f.137), La Mise au tombeau (f.157), Au milieu des lions (f.157v), La Messe de Noël (mise en couleur, f.158), La Résurrection (f.182), L'Ascension (f.184), Le Martyre de saint André (f.201) | Saint André crucifié sur une croix en X devant une foule                              |

Les peintres d'initiales ou de bordures ont été ici désignés par Stirnemann selon des noms conventionnels pour les distinguer ou les rapprocher d'autres peintres de manuscrits. Ainsi, le Maître du Bréviaire de Jean sans Peur est rapproché du peintre du bréviaire réalisé pour Jean Ier de Bourgogne vers 1413-1415. Le Maître de l'Iris doit son nom au dessin d'un iris qu'il a laissé inachevé au folio 26. Le Pseudo-Jacquemart, parfois identifié à Jean Petit, peintre collaborateur et beau-frère de Jacquemart de Hesdin, est l'auteur de la plupart des miniatures, initiales et drôleries des Grandes Heures du duc de Berry. Le Maître du Sarrasin doit son nom à la tête de sarrasin dans l'initiale du folio 65. Le Maître de Bedford, identifié à Haincelin de Haguenau, est notamment le peintre du Livre d'Heures du duc de Bedford vers 1414-1415. Les Maîtres du KL doivent leur nom aux initiales « K » et « L » qu'ils ont réalisées dans le texte des calendriers. Le Maître du KL de Janvier est assimilé à un collaborateur du Maître de Bedford dans les Heures du même nom et dont il a réalisé les bordures. Le Maître du KL d'août est rapproché pour sa part du peintre de plusieurs bordures des Heures Lamoignon. Le Maître du KL de mars et d'avril présente des ressemblances avec un manuscrit de la bibliothèque Bodléienne,.

Réalisations de différents peintres d'initiales
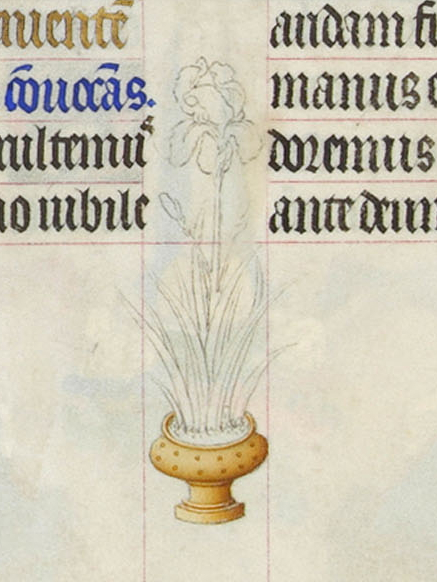
Iris inachevé, Maître de l'Iris, f.26r.
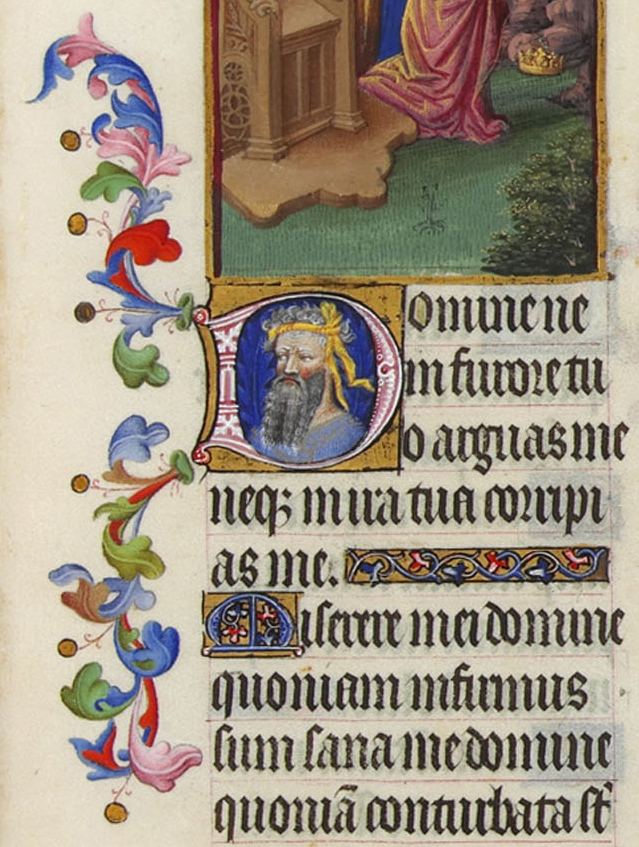
Initiale à la tête de sarrasin, Maître du sarrasin, f.65r.
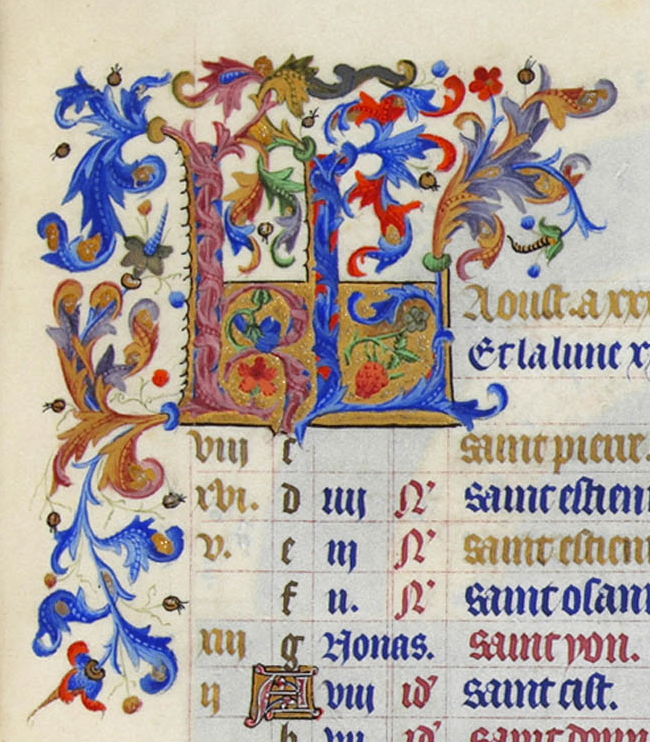
Initiales « KL » du texte d'août, f.9r.
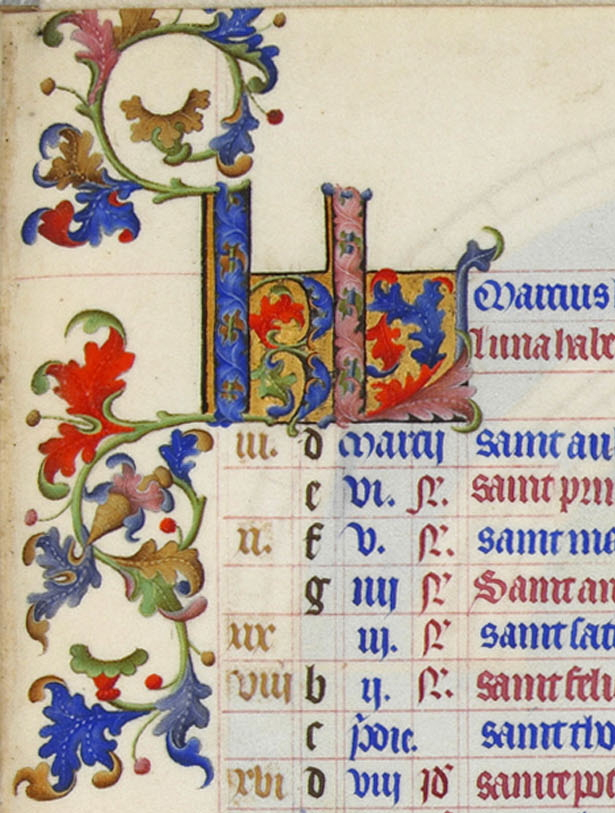
Initiales « KL » du texte de mars, f.4r.

Selon Inès Villela-Petit, la répartition est légèrement différente : le Pseudo-Jacquemart aurait été rejoint ou remplacé par le Maître d'Egerton, illustrateur principal d'un livre d'heures parisien du début du XVe siècle, le Maître de l'Iris se confondrait avec le Maître de Bedford et le Maître du KL d'Août avec le Maître du Bréviaire.
Patricia Stirnemann a également proposé de voir la main de Jean Malouel, oncle des frères de Limbourg, dans certains détails des miniatures de la première et de la seconde campagne, tels que la chasuble de saint Marc, ainsi que sa figure et sa gestuelle (f.19) qui rappellent le style du peintre du duc de Bourgogne, ainsi que dans la Vierge de L'Annonciation (f.26r.) et dans L'Adoration des mages (f.52r.) qui rappelle dans ce dernier cas la Vierge aux papillons. Mais cette attribution ne semble pas corroborée par les études des dessins sous-jacents.
Eberhard König a pensé que le peintre des années 1440 a effectué quelques ajouts aux personnages des Litanies de saint Grégoire (f.71v-72) mais l'étude du dessin sous-jacent ne valide par cette hypothèque.
Enfin, un collaborateur a été distingué dans les compléments apportés par Jean Colombe au manuscrit dans les années 1485-1486 : appelé Maître du Romuléon d'après un manuscrit de la Bibliothèque nationale de France , il aurait contribué, selon Marie Jacob, à six cadres, trois petites miniatures et plusieurs lettrines. Il pourrait être identifié à Philibert Colombe, l'un des fils de Jean Colombe.

### Le texte
Le texte en latin est disposé sur deux colonnes de 48 mm chacune et sur 21 ou 22 lignes. Selon l'habitude, le manuscrit a d'abord été entièrement écrit en laissant libre l'emplacement des enluminures. On ne connaît pas le nom du ou des calligraphes, mais un « escripvain de forme » du nom de Yvonnet Leduc travaillait au service de Jean de Berry en 1413. Des notes destinées à guider les enlumineurs ont été laissées dans les marges. Patricia Stirnemann distingue la main de cinq copistes dans l'ensemble du manuscrit : le premier copiste réalise rapidement la plus grande partie du texte, du folio 17 au folio 204 verso. Un deuxième copiste intervient à l'occasion de la troisième campagne. Un troisième copiste réalise le feuillet de remplacement 53 recto/verso et enfin un quatrième écrit les noms des mois et les chiffres sur la miniature de L'Homme zodiacal. Un cinquième copiste intervient en même temps que Jean Colombe en écrivant les feuillets 52 verso et 54. Il s'agit peut-être de Jean Colombe lui-même.

Exemples de textes des Très Riches Heures
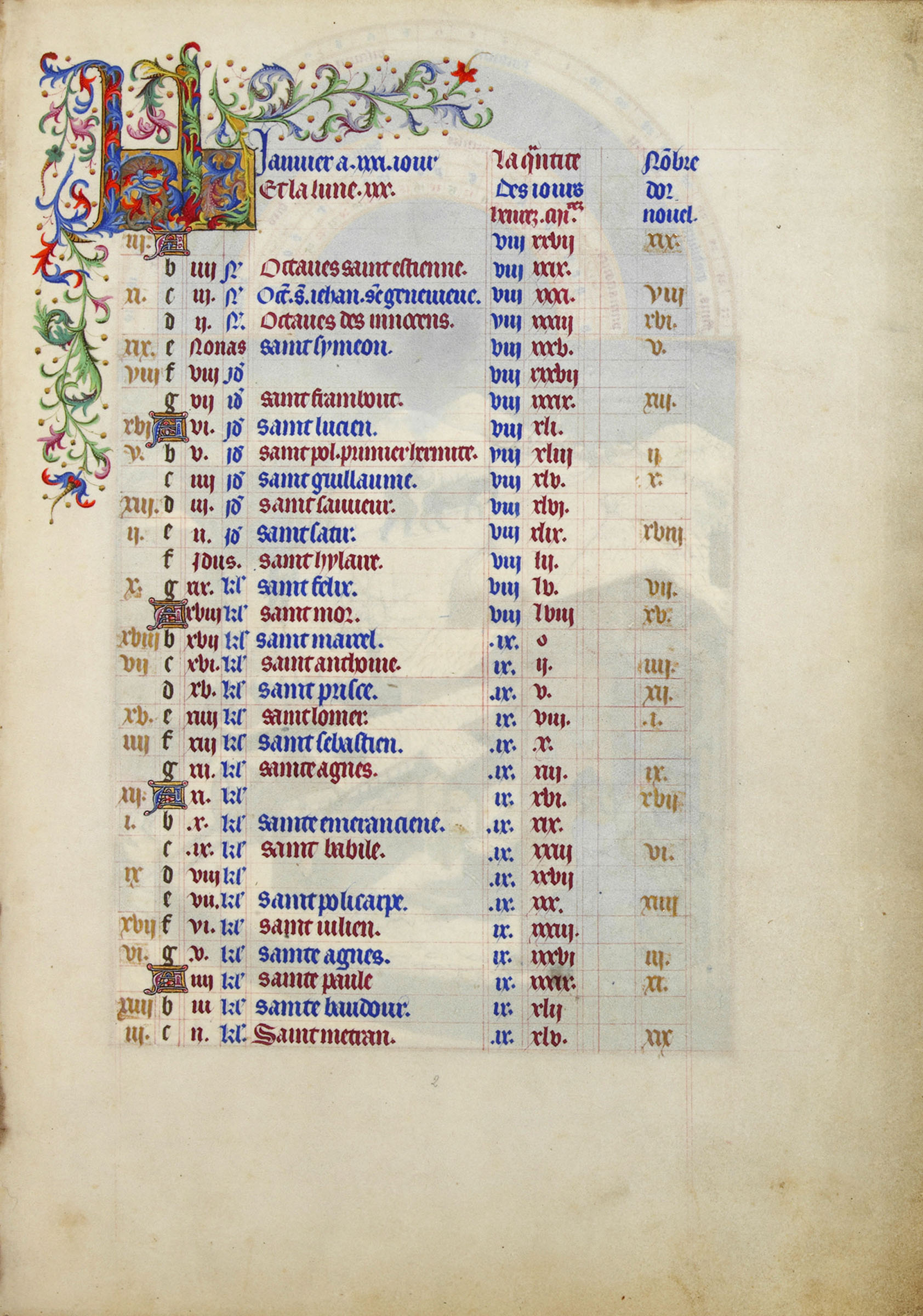
Texte du calendrier de janvier, f.1 (2e copiste ?).
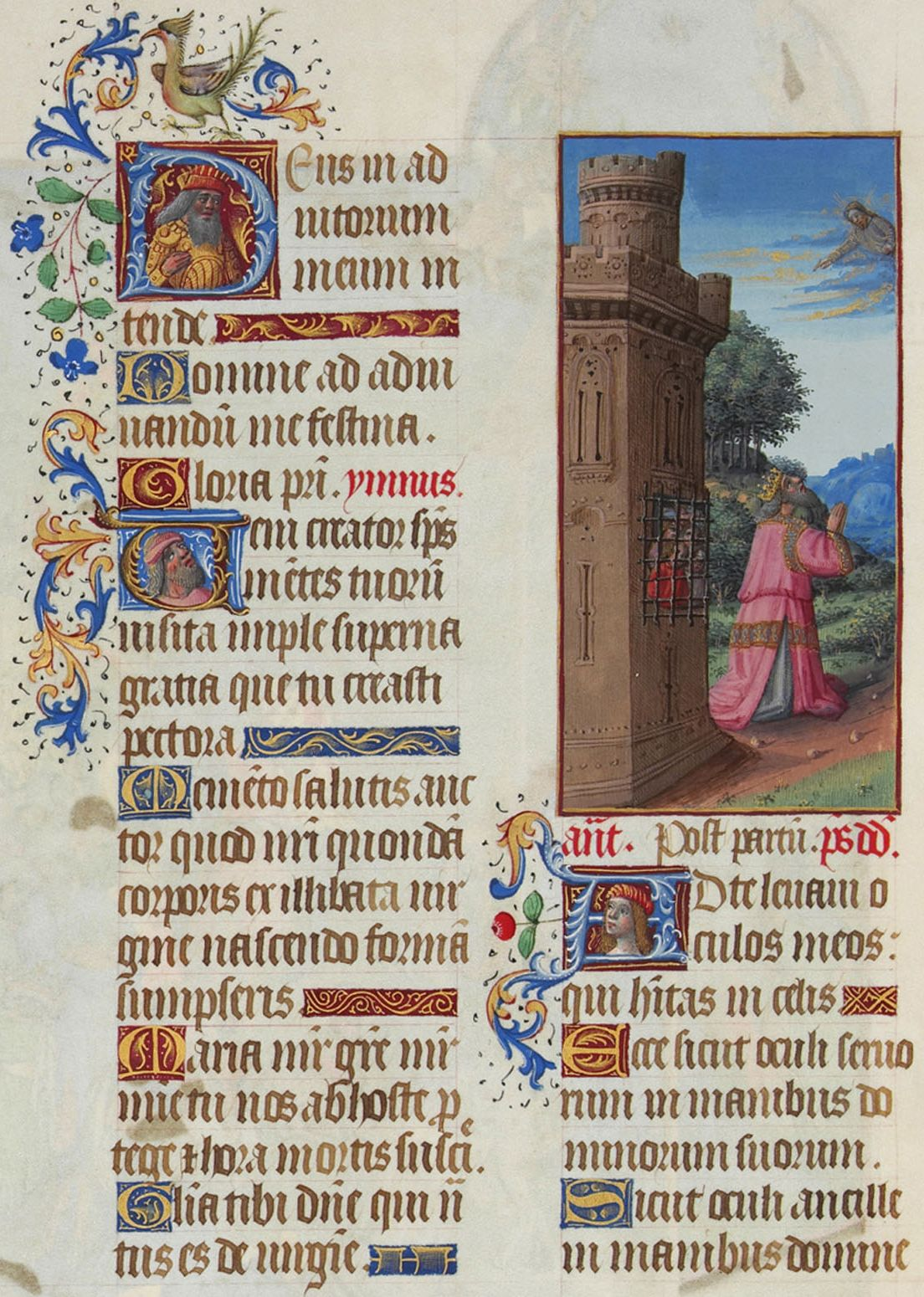
Psaume 122, Prière des malchanceux, f.52v (calligraphie de Jean Colombe ?).
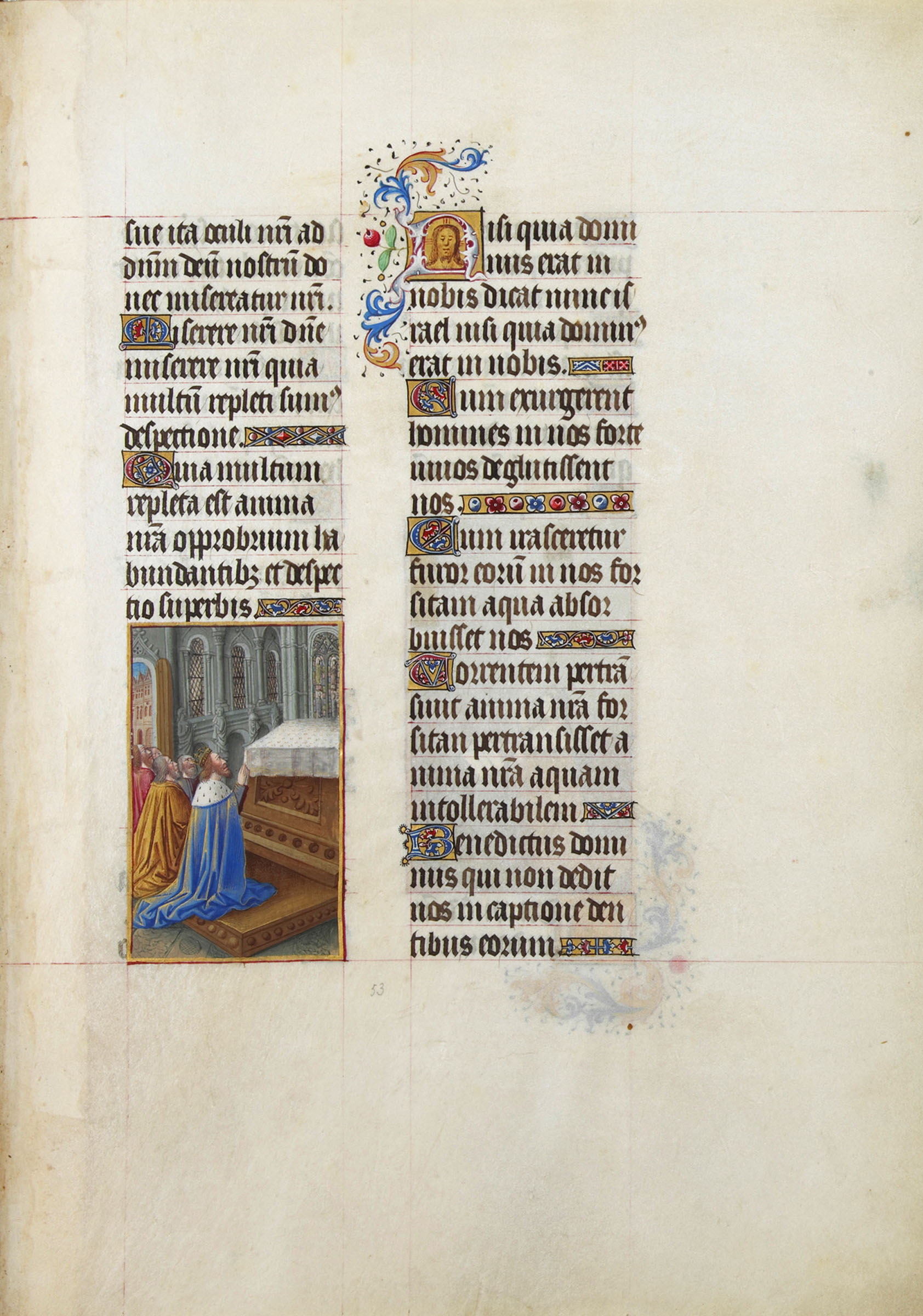
Texte des psaumes 123 et 124, f.53r (3e copiste ?).
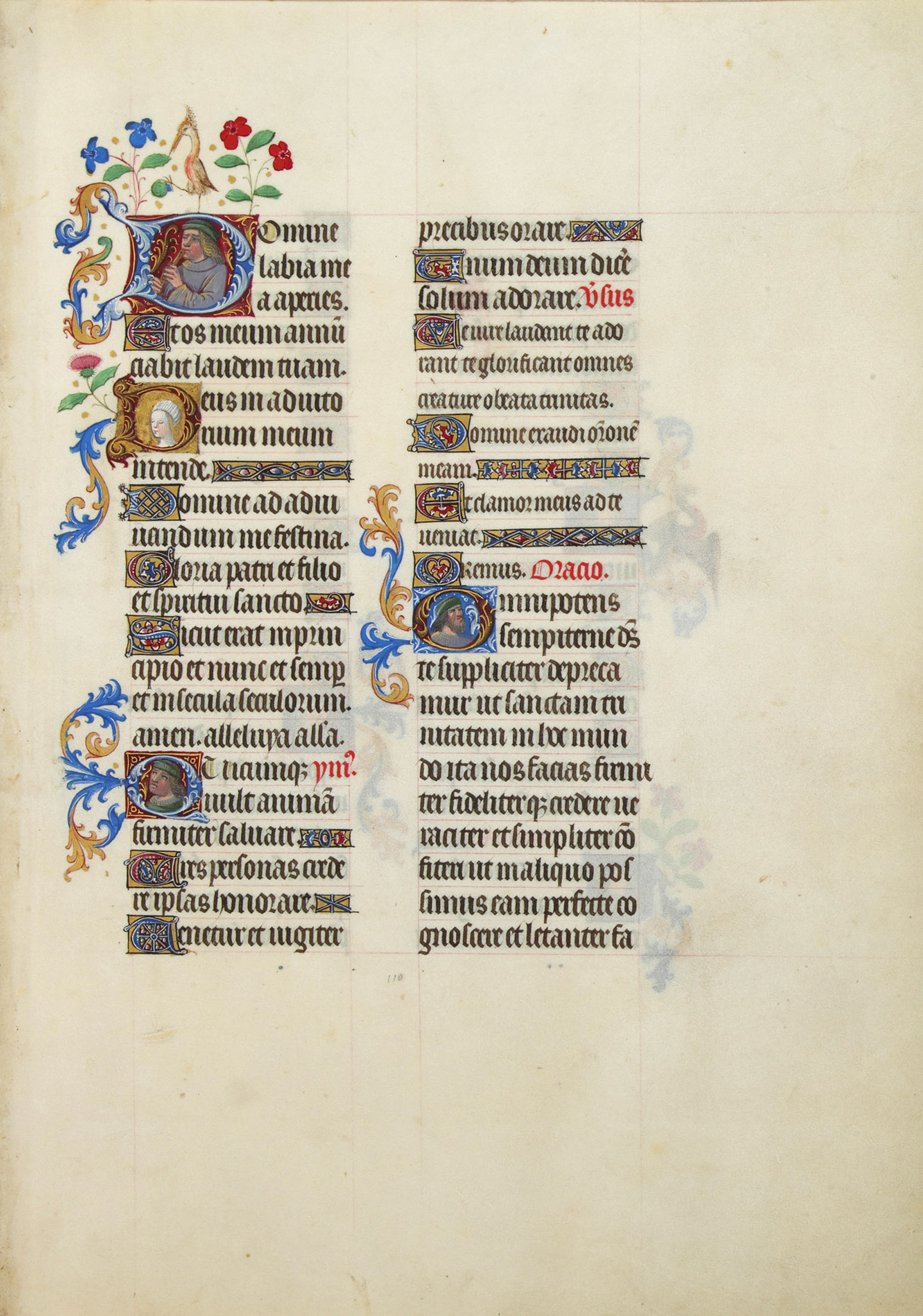
Première page de l'office de la semaine, f.110 (1er copiste ?).

### La peinture et la couleur
La palette de couleur utilisée par les Limbourg est particulièrement riche et diversifiée : tous les pigments disponibles sont utilisés avec une préférence donnée aux plus précieux. Sont ainsi retrouvés dans les peintures : le bleu lapis-lazuli, le rouge vermillon, la laque rose fabriquée à base de bois brésil, le vert de cuivre, l'indigo, le giallorino (ou « petit jaune », sorte de gaude), ainsi que des ocres, du blanc de plomb et le noir de fumée. Ils utilisent à l'inverse très peu de minium ou d'or mussif contrairement à beaucoup d'enlumineurs de l'époque.
Selon Inès Villela-Petit, il est possible de distinguer des différences dans l'usage de la couleur entre les trois frères de Limbourg, en fonction des miniatures qui leur sont attribuées. Dans les miniatures généralement attribuées à Jean, comme Avril par exemple, les personnages sont représentés avec des couleurs vives alors que les paysages y sont plus doux et le ciel saturé d'azur, sans aucun dégradé. Les miniatures attribuées à Herman, comme La Multiplication des pains (f.168v), comportent des paysages aux couleurs bleu et vert, sont pourvues d'un fond décoratif, avec des lignes claires au premier plan et un horizon généralement plus sombre. Les miniatures attribuées à Paul, telles que La Nativité (f.44v), sont composées à l'inverse d'un ciel pâle, de coloris laiteux avec des bleus et jaunes pâles, du rose saumoné, du vert d'eau, du turquoise et un camaïeu de brun pour les paysages.

Différents modes d'utilisation de la couleur chez les frères de Limbourg
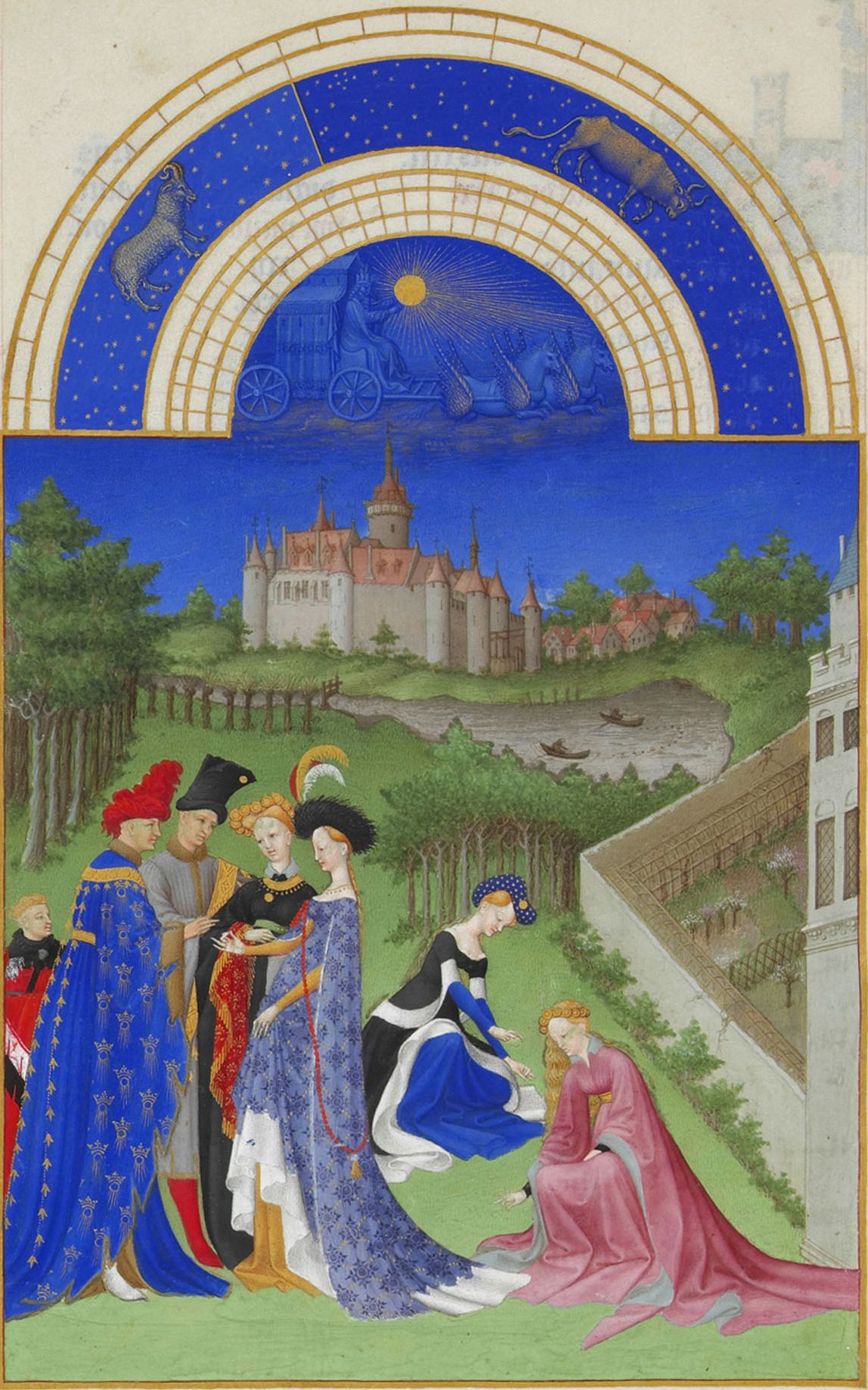
Couleurs vives et saturées : Avril, f.4.
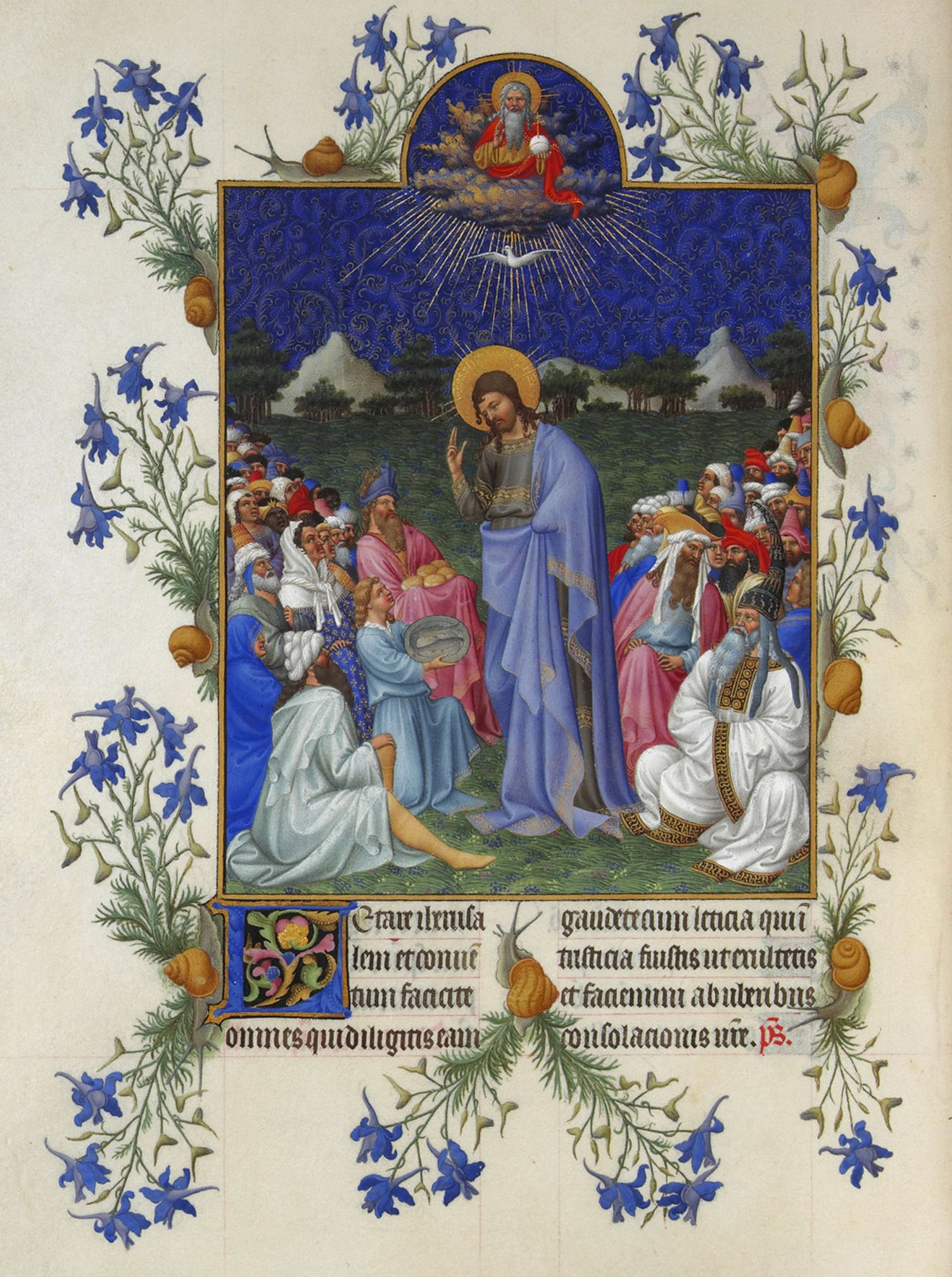
Fond décoratif, horizon sombre et premier plan clair : La Multiplication des pains, f.168v.
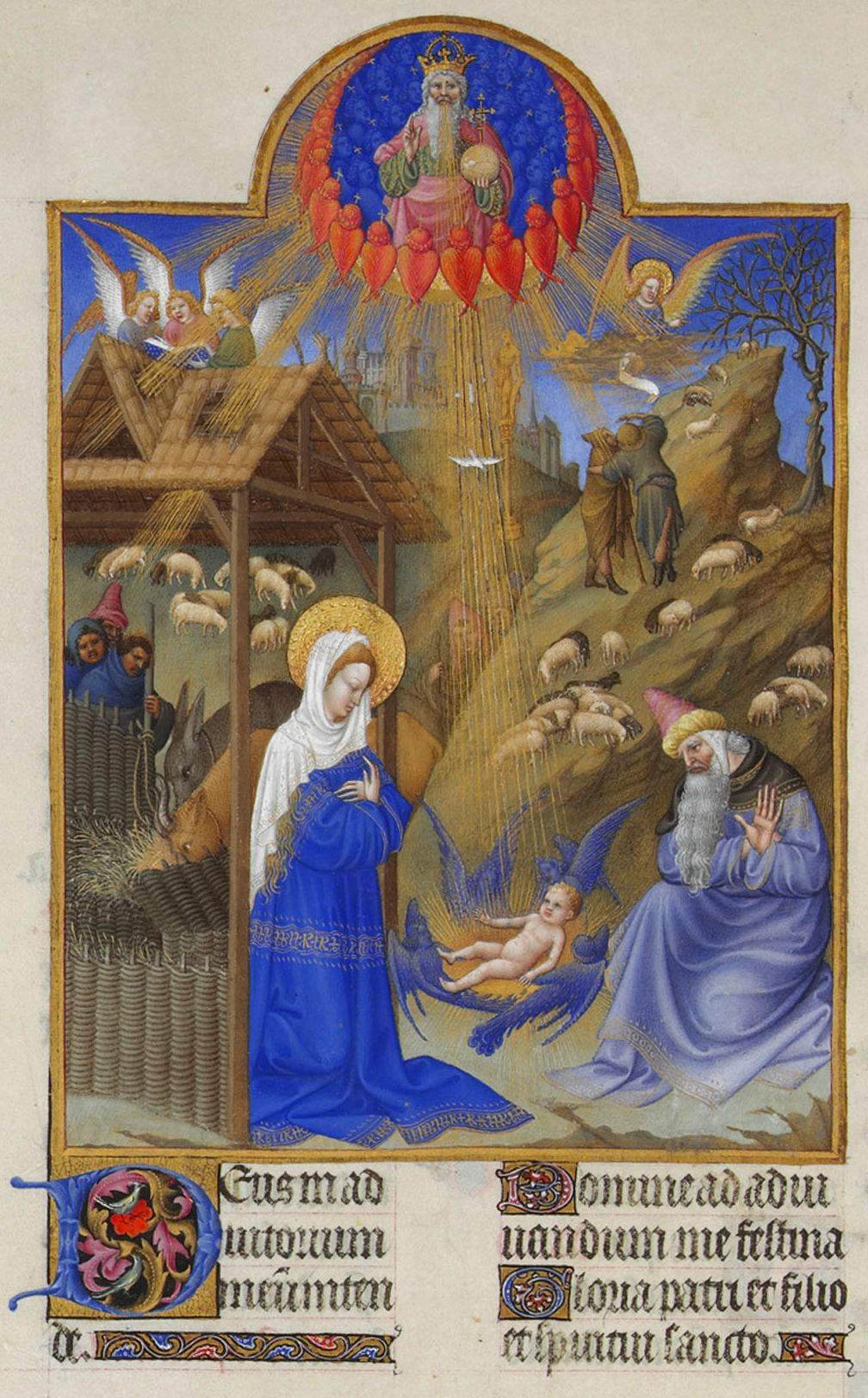
Coloris plus pâles, camaïeu de brun et ciel en dégradés : La Nativité, f.44v.

### La reliure

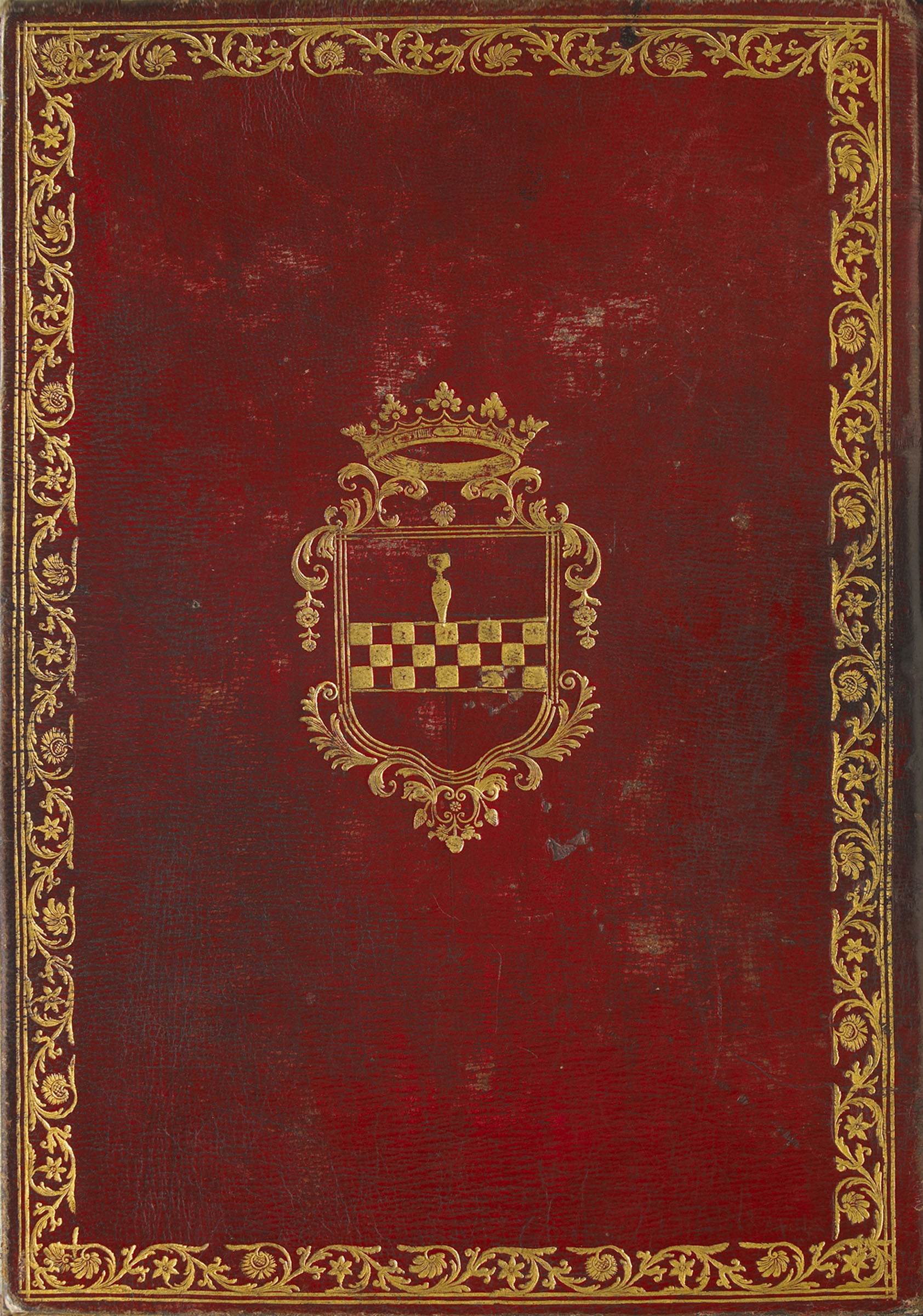
La reliure vue du plat inférieur, orné des armes de la famille Spinola.

Le manuscrit a été relié très tardivement. Comme déjà indiqué, il ne l'était ni en 1416 à la mort du duc de Berry, ni en 1485 alors qu'il est la propriété des ducs de Savoie. S'il est bien la propriété de Marguerite d'Autriche, entre 1504 et 1530, il est, pendant cette période, relié, recouvert de velours et muni d'un fermoir d'argent. Selon l'historien de l'art britannique Christopher de Hamel, la reliure aurait été effectuée en 1524 par Martin des Ableaux, un orfèvre de la cour de la régente des Pays-Bas à Malines. Les dernières pages du manuscrit contiennent encore des marques de rouille à l'emplacement des anciens fermoirs de cette reliure. Une nouvelle reliure est réalisée en cuir maroquin rouge, au cours de la seconde moitié du XVIIIe siècle. Des armes sont apposées à la feuille d'or sur les deux plats : celles de la famille Spinola. Cette reliure est identique à un autre manuscrit célèbre ayant appartenu au même propriétaire, les Heures de Spinola. Sur le plat supérieur, sont appliquées, sur une nouvelle pièce de maroquin venu en surcharge, celles de la famille Serra. Après son acquisition par le duc d'Aumale, ce dernier fait fabriquer une boîte pour le conserver, recouverte d'une plaque de métal en argent ciselé, œuvre de l'orfèvre Antoine Vechte.

## Iconographie

### Le calendrier

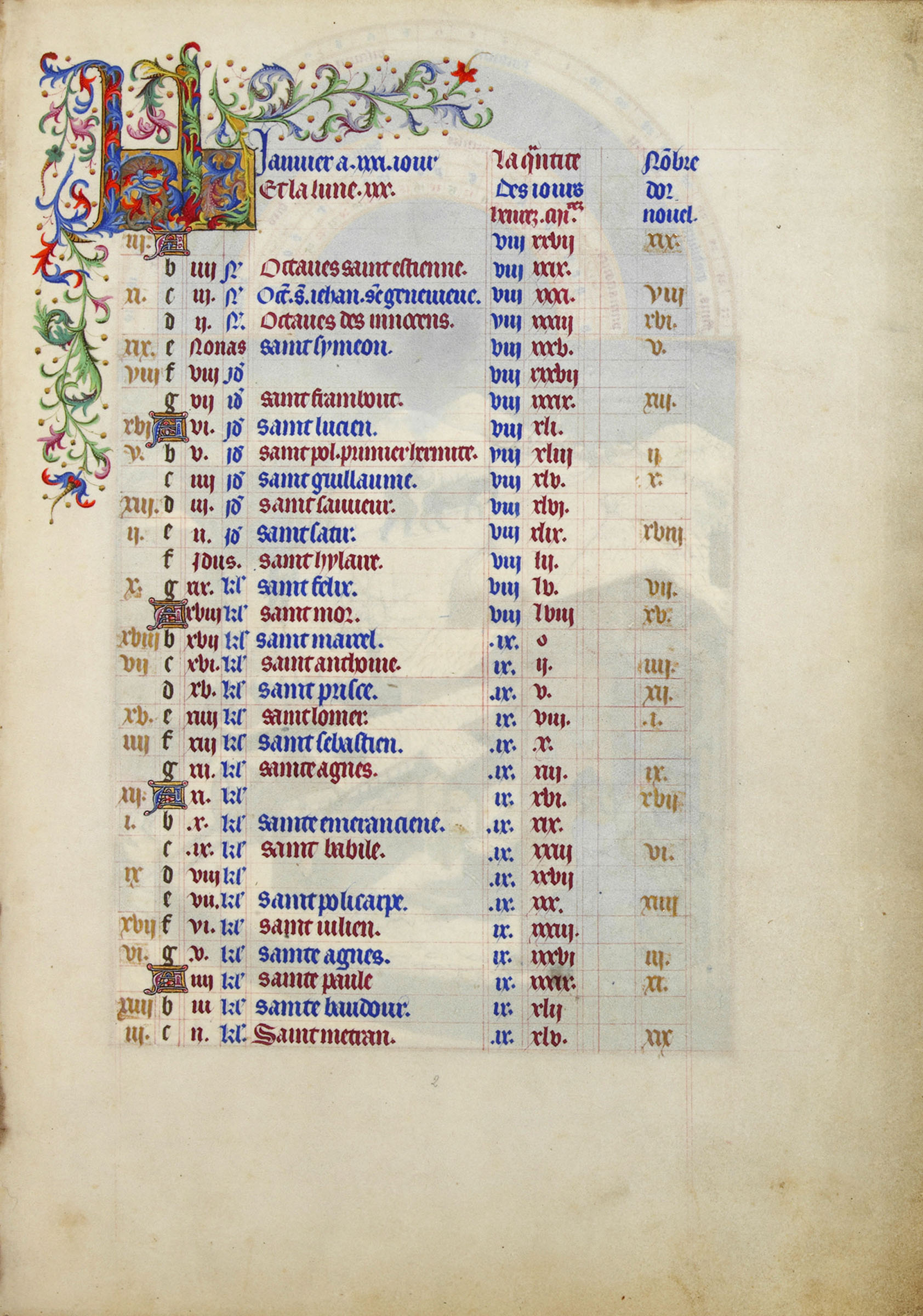
Première page manuscrite du calendrier, le mois de janvier, f.2r.

Le calendrier est sans doute l'ensemble de miniatures le plus célèbre du livre, si ce n'est de toutes les enluminures du Moyen Âge. Présent dans tous les livres d'heures, le calendrier permet au lecteur de repérer la prière correspondant au jour de l'année et à l'heure de la journée.
Il prend cependant ici une importance particulière : pour la première fois, chaque mois occupe deux pages et est illustré d'une miniature en pleine page. Par ailleurs, le calendrier inclut des données astronomiques qui atteignent un degré de précision jamais atteint jusqu'alors. La page de texte contient plusieurs colonnes, de gauche à droite : la première est consacrée au nombre d'or astronomique, qui permet le calcul entre les calendriers solaire et lunaire, la deuxième compte la lettre dominicale, la troisième et quatrième contiennent le décompte mensuel des jours conformément au calendrier julien et la cinquième colonne une liste de saints en français pour chaque jour. La sixième colonne, beaucoup plus rare dans les calendriers de l'époque, contient la durée de chaque jour diurne en heures et minutes. Enfin, la septième colonne, exceptionnelle, donne un nouveau nombre d'or, décalé par rapport au nombre d'or astronomique traditionnel de la première colonne.
Chaque miniature, sur la page de gauche, est surmontée d'un demi-disque contenant diverses informations astronomiques inscrits dans sept demi-cercles. Le premier tout en bas contient les numéros des jours dans le mois, le second contient les lettres des premières lunes (litteræ primationum lunæ), qui est une application du nouveau nombre d'or astronomique, et chaque lettre est surmontée dans le demi-cercle supérieur d'un croissant de lune. Le quatrième demi-cercle contient la mention primaciones (ou primationes) lune (premières lunes), le nom du mois et le nombre de jours. Le demi-cercle au-dessus contient une représentation des signes du zodiaque sur fond de ciel étoilé, qui débutent selon la position des astres et de la Terre au début du XVe siècle. L'équinoxe de printemps, début du signe du bélier, arrive ainsi le 12 mars, date de la position du point vernal à cette époque. Leur nom est inscrit dans le demi-cercle au-dessus. Enfin, dans le dernier demi-cercle contient les degrés de longitude contenus dans chaque signe zodiacal, à la manière des astrolabes. Cependant, le calendrier étant inachevé, quatre des miniatures (Janvier, Avril, Mai, Août) sont vierges d'inscription.
Ce calendrier, avec son nouveau nombre d'or, constituerait, selon Jean-Baptiste Lebigue, l'une des très rares applications de la proposition de réforme du calendrier faite par Pierre d'Ailly, daté de 1412, qui préfigure le futur calendrier grégorien. Ces détails peuvent s'expliquer par l'intérêt porté par le commanditaire à l'observation à l'astrologie et au comput. Cette hypothèse est cependant remise en cause par d'autres historiens.
Au centre du demi-cercle est représenté à chaque fois le dieu Apollon dans son char. Cette représentation est en grande partie inspirée d'un revers d'une médaille byzantine acquise par le duc de Berry, mentionnée dans un de ses inventaires, et représentant l'empereur Héraclius dans un char semblable.

#### Janvier, folio 1 verso

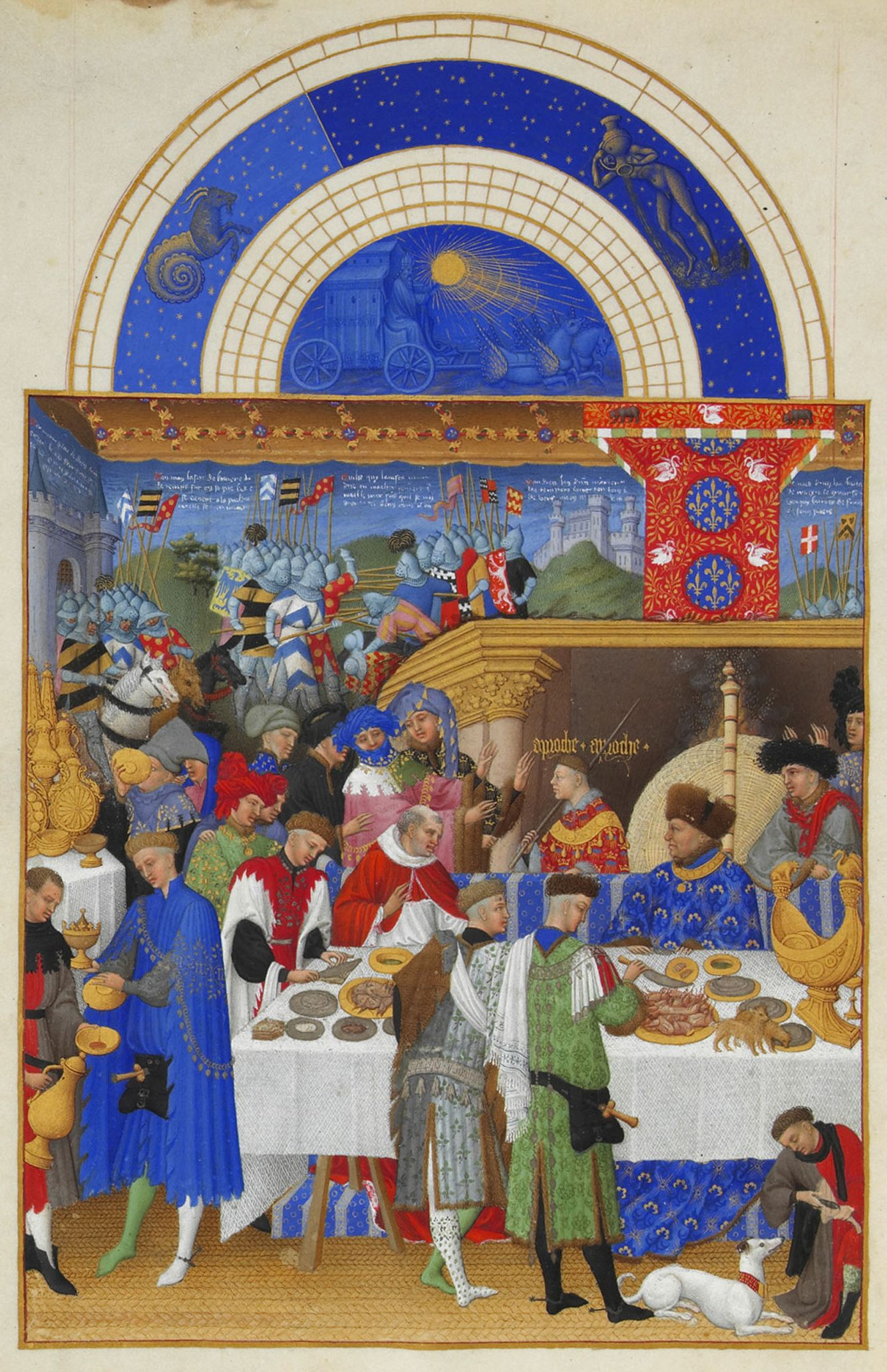
Janvier.

Le duc de Berry, assis en bas à droite, dos au feu, est habillé de bleu et coiffé d'un bonnet de fourrure. Il invite ses gens et ses proches à se présenter à lui. Derrière lui figure l'inscription « Approche Approche ». Plusieurs familiers du duc s'approchent de lui pendant que des serviteurs s'affairent : les échansons servent à boire, deux écuyers tranchants au centre sont vus de dos. Tous deux sont parés d'une écharpe blanche, signe de ralliement des Armagnacs pendant la Guerre de Cent Ans. Un jeune invité, habillé de vert au chaperon rouge, possède un collier au bâton noueux du duc d'Orléans. Au bout de la table officie un panetier. Au-dessus de la cheminée figurent les armes du duc, « d'azur semé de fleurs de lys d'or, à la bordure engrêlée de gueules », avec de petits ours et des cygnes blessés, emblèmes de Jean de Berry. Plusieurs animaux de compagnie sont représentés : petits chiens sur la table, lévrier au sol. La tapisserie du fond de la salle semble représenter des épisodes de la guerre de Troie. Sur la table, est posée sur la droite une nef qui a été identifiée à une pièce d'orfèvrerie ayant réellement appartenu au duc : il s'agirait de la Sallière du pavillon, mentionnée dans un inventaire des biens de Jean de Berry en 1413 et décrite avec le cygne navré et l'ours à chaque extrémité, symboles du prince. L'objet, aujourd'hui disparu, est estimé à 1 000 livres tournois dans son inventaire après-décès.
Dans cette miniature, le duc prend en fait la place du dieu Janus bifrons, qui était traditionnellement représenté dans les calendriers médiévaux au mois de janvier, festoyant et regardant à la fois l'année passée et l'année à venir.
Il a été proposé d'y voir une scène se déroulerant le 6 janvier 1414, lors de l'Épiphanie, dans la salle de l'hôtel de Giac à Paris, dans l'actuel quartier de Bercy. Le prélat assis au côté du duc serait Guillaume de Boisratier, archevêque de Bourges et les frères de Limbourg eux-mêmes se seraient représentés. Pourtant, ces identifications sont jugées très incertaines voire invraisemblables. La scène se déroule plutôt dans son hôtel de Nesles. Pour Paul Durrieu, le prélat est plutôt Martin Gouges, évêque de Chartres, autre proche du duc, mais il n'a jamais été cardinal. Pour l'historien de l'art Albert Châtelet, il s'agirait plutôt l'archevêque de Reims, Simon de Cramaud.
L'hypothèse la plus consensuelle y voit la festin du Nouvel An organisé par le duc le 1er janvier 1415. Il s'agissait de réconcilier Armagnacs et Bourguignons après la Paix d'Arras. Charles d'Orléans et son frère Philippe y ont participé et pourrait être représentés parmi les écuyers tranchants, soit ceux vus de dos, soit celui au bout de la table, vêtu de blanc, rouge et noir. Ces couleurs ont en effet été choisies par l'équipe d'Orléans lors de joutes qui se sont déroulées quelques jours plus tard. Le prélat pourrait être Alamanno Adimari, archevêque de Pise et légat du pape Jean XXII, qui a offert au duc ce jour-là une salière en or. Pol de Limbourg a lui aussi fait le cadeau d'un salière à son mécène le duc à cette même occasion.
Un grand nombre de personnages présentent un caractère jeune et androgyne, le duc se retrouvant ainsi au centre d'un univers homosocial. Cette miniature serait, selon certains historiens, l'un des indices de l'homosexualité de Jean de Berry. Selon Meiss, Jean de Limbourg serait l'auteur de la miniature alors que selon Cazelles, il s'agirait de « Limbourg B ».

#### Février, folio 2

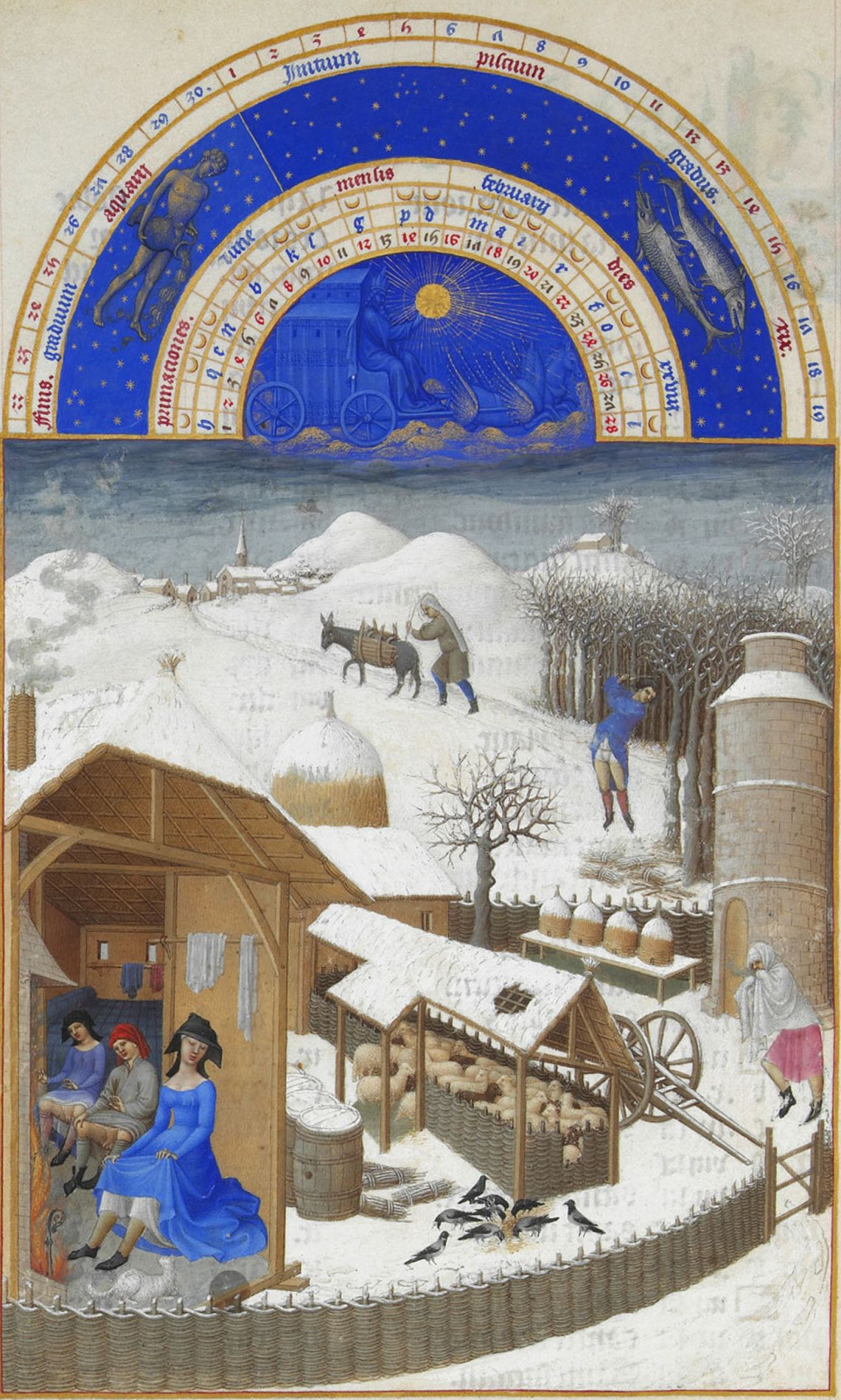
Février.

La scène représente la rudesse de la vie des paysans en hiver. Elle est en opposition radicale avec la magnificence de la scène précédente. Un enclos ceint une ferme comprenant une bergerie et, sur la droite, quatre ruches et un pigeonnier. À l'intérieur de la maison, une femme et deux jeunes gens sans sous-vêtements se réchauffent devant le feu. À l'extérieur, un homme abat un arbre à la hache, des fagots à ses pieds, tandis qu'un autre s'apprête à rentrer en soufflant sur ses mains pour se réchauffer. Plus loin, un troisième conduit un âne, chargé de bois, en direction du village voisin.
Des scènes hivernales ont été représentées dans d'autres livres enluminés de l'époque, notamment une miniature dans un manuscrit du Décaméron (vers 1414) et une autre dans un manuscrit du Miroir Historial de Vincent de Beauvais (vers 1410), toutes deux attribuées au Maître de la Cité des dames mais celle des Très Riches Heures reste la plus élaborée. Selon Meiss, Paul de Limbourg est l'auteur de la miniature ; selon Cazelles, elle a été réalisée après les frères de Limbourg car des traces de l'esquisse, visibles notamment au niveau du bûcheron et de l'ânier, indiquent que celle-ci n'a pas été suivie dans l'exécution finale. Selon Erwin Panofsky, il s'agit là du « premier paysage de neige de l'histoire de la peinture ».

#### Mars, folio 3

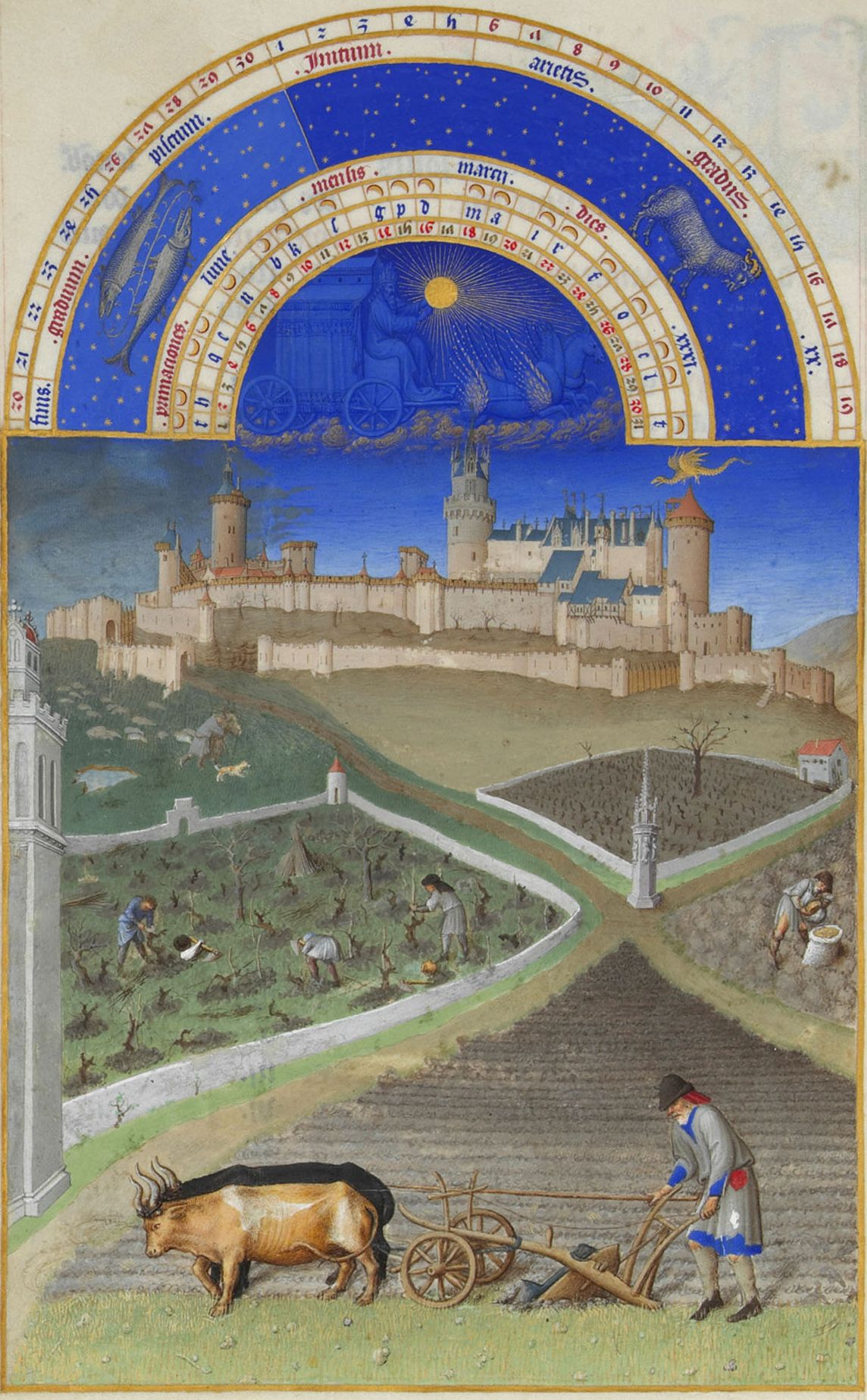
Mars.

Cette peinture représente une scène de travaux agricoles. Chaque champ contient une étape différente des travaux, tous séparés par des chemins se croisant au niveau d'un édicule appelé montjoie. Au premier plan, un paysan laboure un champ de céréales à l'aide d'une charrue à versoir et avant-train muni de deux roues, le tout tiré par deux bœufs, l'homme les dirigeant à l'aide d'une longue gaule. Des vignerons taillent la vigne dans un enclos à gauche et labourent le sol à l'aide d'une houe pour aérer le sol : ce sont les premières façons de la vigne. Sur la droite, un homme se penche sur un sac, sans doute pour y puiser des graines qu'il va ensuite semer. Enfin, dans le fond, un berger emmène le chien qui garde son troupeau,.
À l'arrière-plan figure le château de Lusignan (Poitou), propriété du duc de Berry qui l'a fait moderniser. On voit à droite de l'image, au-dessus de la tour poitevine, un dragon ailé représentant la fée Mélusine. En 1392, Jean d'Arras a composé pour Jean de Berry la Noble histoire de Lusignan, appelé aussi Roman de Mélusine, dans laquelle il raconte l'histoire de la fée, ancêtre imaginaire du duc. Selon la légende, Mélusine a donné naissance à la lignée des Lusignan et serait le bâtisseur de la forteresse. Épouse de Raymondin de Lusignan, elle lui a promis la richesse et le bonheur, à la condition qu'il ne la voit jamais le samedi, jour où son corps prend l'apparence d'un dragon. Un jour, Raymondin rompt le pacte et observe sa femme au bain. La fée s'enfuit alors en prenant la forme d'un dragon.
La miniature a été réalisée en deux temps : la partie supérieure par les frères de Limbourg, la partie inférieure par le peintre intermédiaire. Les ombres projetées par le paysan sont typiques du style eyckien apparu dans les années 1420 mais aussi du clair-obscur manié par Barthélemy d'Eyck.

#### Avril, folio 4

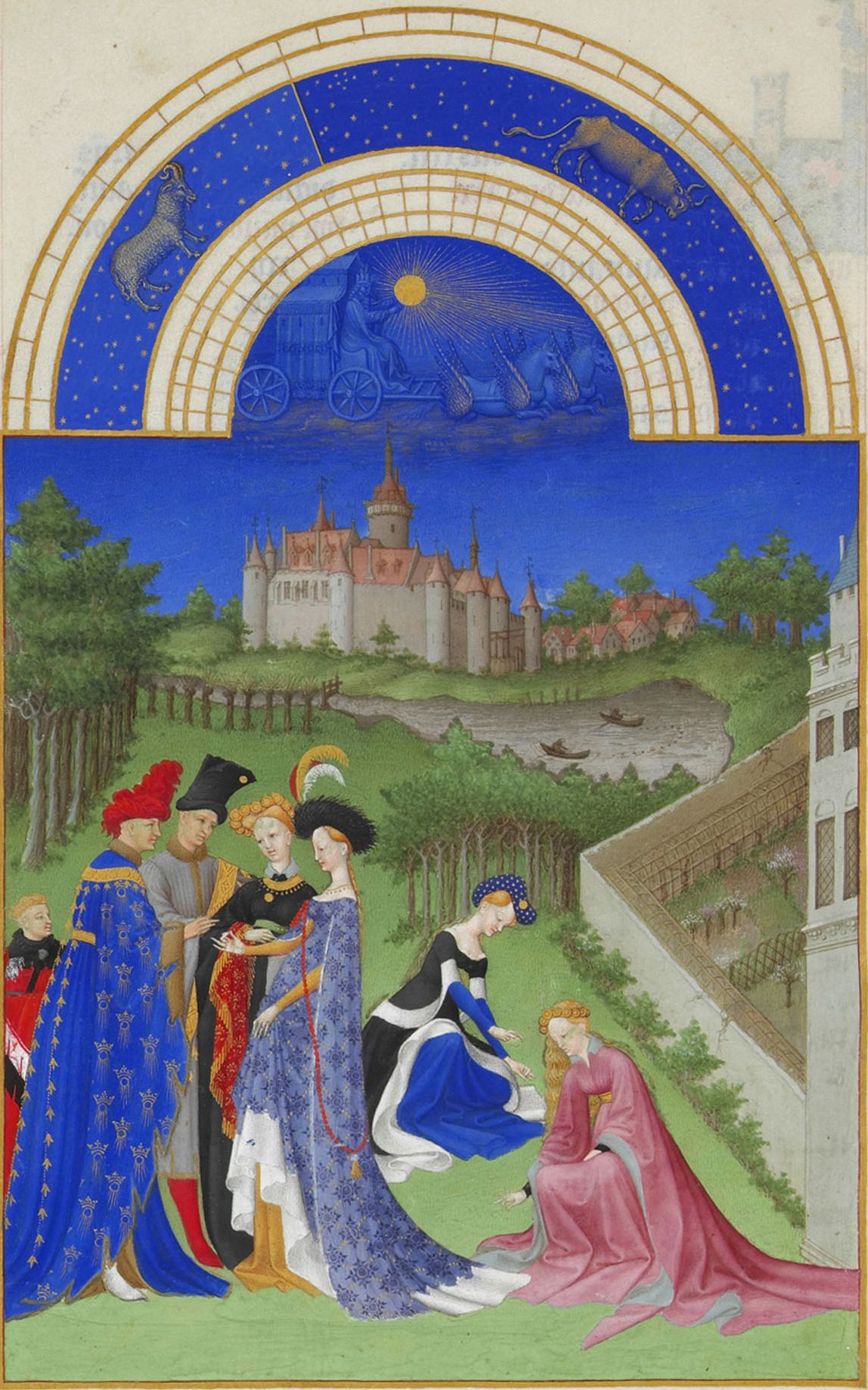
Avril.

Le sujet principal de cette peinture est une scène de fiançailles : au premier plan, à gauche, un couple échange des anneaux devant deux témoins et un autre personnage, représenté derrière, plus petit que les autres. Selon Saint-Jean Bourdin, il s'agirait d'une représentation des fiançailles de Marie de Berry, fille du duc de Berry, et de Jean Ier de Bourbon le 27 mai 1400, avis partagé par Patricia Stirnemann. Cependant, pour Cazelles, il semble difficile de représenter une scène dix ans après qu'elle a eu lieu. Selon Jean Longnon, il s'agirait plutôt des fiançailles de sa petite-fille, Bonne d'Armagnac, avec Charles Ier d'Orléans, neveu de Charles VI et connu pour son œuvre poétique, et qui se sont déroulées le 18 avril 1410 à Gien. Le page à gauche est habillé de rouge, blanc, noir et or, les couleurs du roi de France à cette époque, que l'on retrouve dans le chapeau à plume d'une des dames.
Plus au centre, deux suivantes cueillent des fleurs. À droite, on aperçoit un verger clos de murs et d’un édifice à créneaux. À l'arrière-plan se dresse un château : si Cazelles a proposé d'y voir le château de Pierrefonds avec une autre construction – Le Parcq – représenté à droite, la plupart des spécialistes s'accordent désormais pour y voir une représentation fidèle du château de Dourdan, au pied duquel coule l'Orge. La forteresse est la propriété de Jean de Berry à partir de 1400 et abrite son trésor en 1401. Alors que la ville est représentée à l'est de manière schématique, le dessin reprend fidèlement les dispositions des tours, bâtiments et pont-levis,. Pour Meiss, Jean de Limbourg est l'auteur de cette miniature alors que pour Cazelles, il s'agirait de « Limbourg B », comme pour le mois de janvier.

#### Mai, folio 5

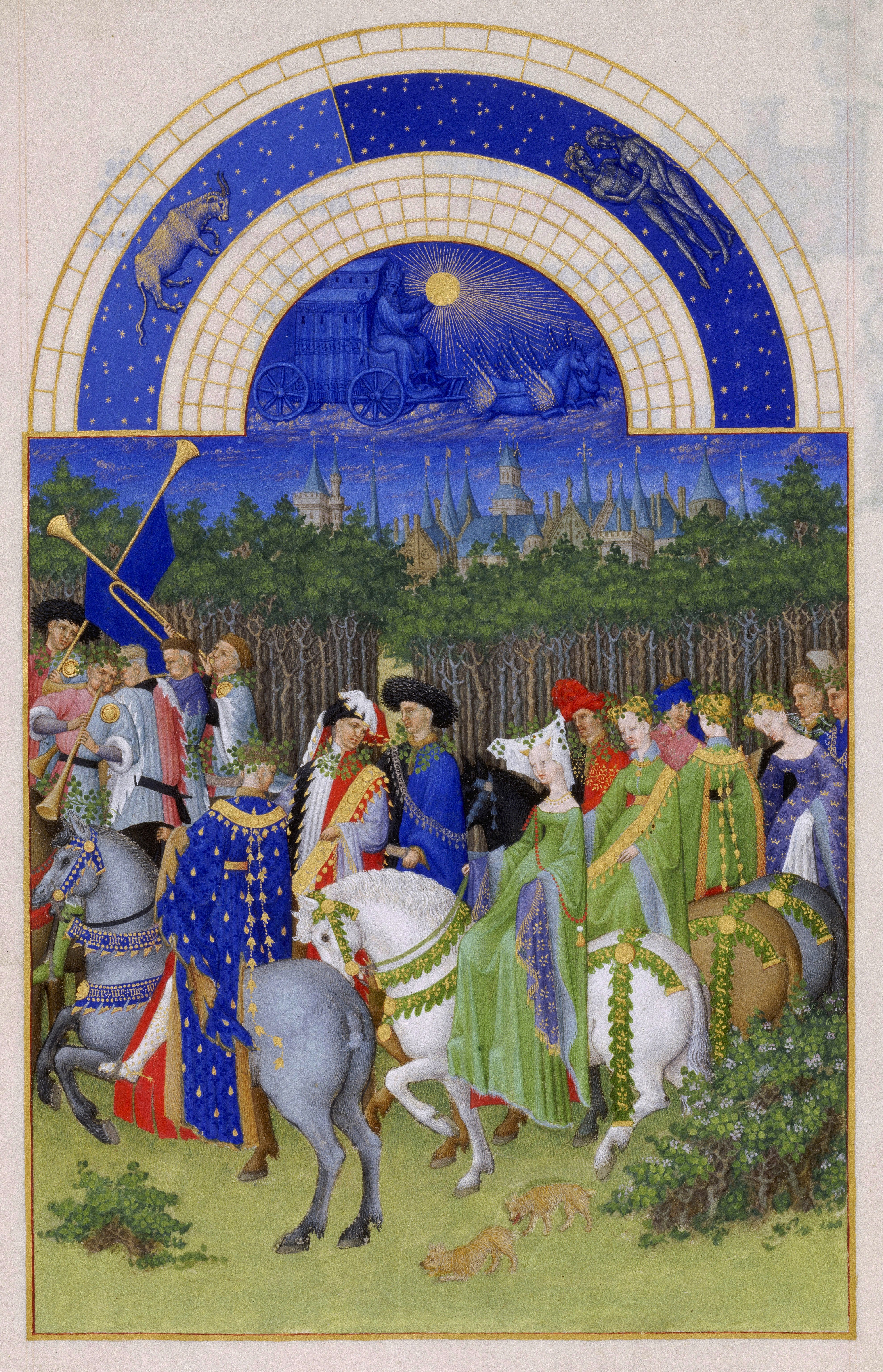
Mai.

Ce mois est illustré par la cavalcade traditionnelle du 1er mai : des jeunes gens vont à cheval, précédés de joueurs de trompettes. Ils partent en forêt chercher des rameaux qu'ils porteront sur la tête ou autour du cou. À cette occasion, les dames arborent une longue robe verte, comme c'est ici le cas de trois d'entre elles. Plusieurs personnages portent des feuillages dans leur coiffure : on leur prête des effets bénéfiques, plusieurs ouvrages conseillent de porter des chapeaux de fleurs « pour conforter le chief ».
Des propositions d'identification des personnages ont été avancées : d'après Cazelles, on pourrait voir Jean Ier de Bourbon dans le cavalier vêtu d'une tunique noire, blanche et rouge et, dans la femme à la large coiffe blanche qu'il regarde, son épouse Marie de Berry, fille du duc de Berry. Mais pour Patricia Stirnemann, c'est le personnage en bleu devant lui, coiffé de la couronne de feuillage, qui serait le fiancé : Jean de Bourbon, habillé comme lors des fiançailles dans la miniature d'Avril, y est représenté à l'occasion de son mariage avec Marie de Berry dont il est le troisième mari. Selon Millard Meiss, l'identification des personnages est confirmée par la présence, sur les harnais des chevaux, de cercles d'or à sept petits disques, emblème de la maison de Bourbon. Un autre indice tient dans l'insigne porté par les hérauts, qui est similaire à l'emblème de l'ordre de l'Écu d'or, fondé par Louis II de Bourbon en 1367, même si on en retrouve très peu de représentations après 1370.
Les constructions à l'arrière-plan ont donné lieu à des interprétations divergentes. Selon Edmond Morand, il s'agirait du palais ducal de Riom, propriété du duc de Berry qui le fit reconstruire. Cependant, la disposition des bâtiments a été modifiée. Selon Saint-Jean Bourdin, il s'agirait de l'entrée à Riom de Bernard d'Armagnac remettant sa fille, Bonne, à son fiancé Charles d'Orléans, en présence du duc de Berry, avant le mariage qui eut lieu en mai 1411. Selon Papertiant, il s'agirait plutôt du palais de la Cité à Paris avec le Châtelet à gauche, la Conciergerie et la tour de l'Horloge. Cette vue rappellerait alors le lieu du mariage de Jean de Bourbon et de Marie de Berry. En 1410, Jean de Bourbon venait d'accéder à la couronne ducale.

#### Juin, folio 6

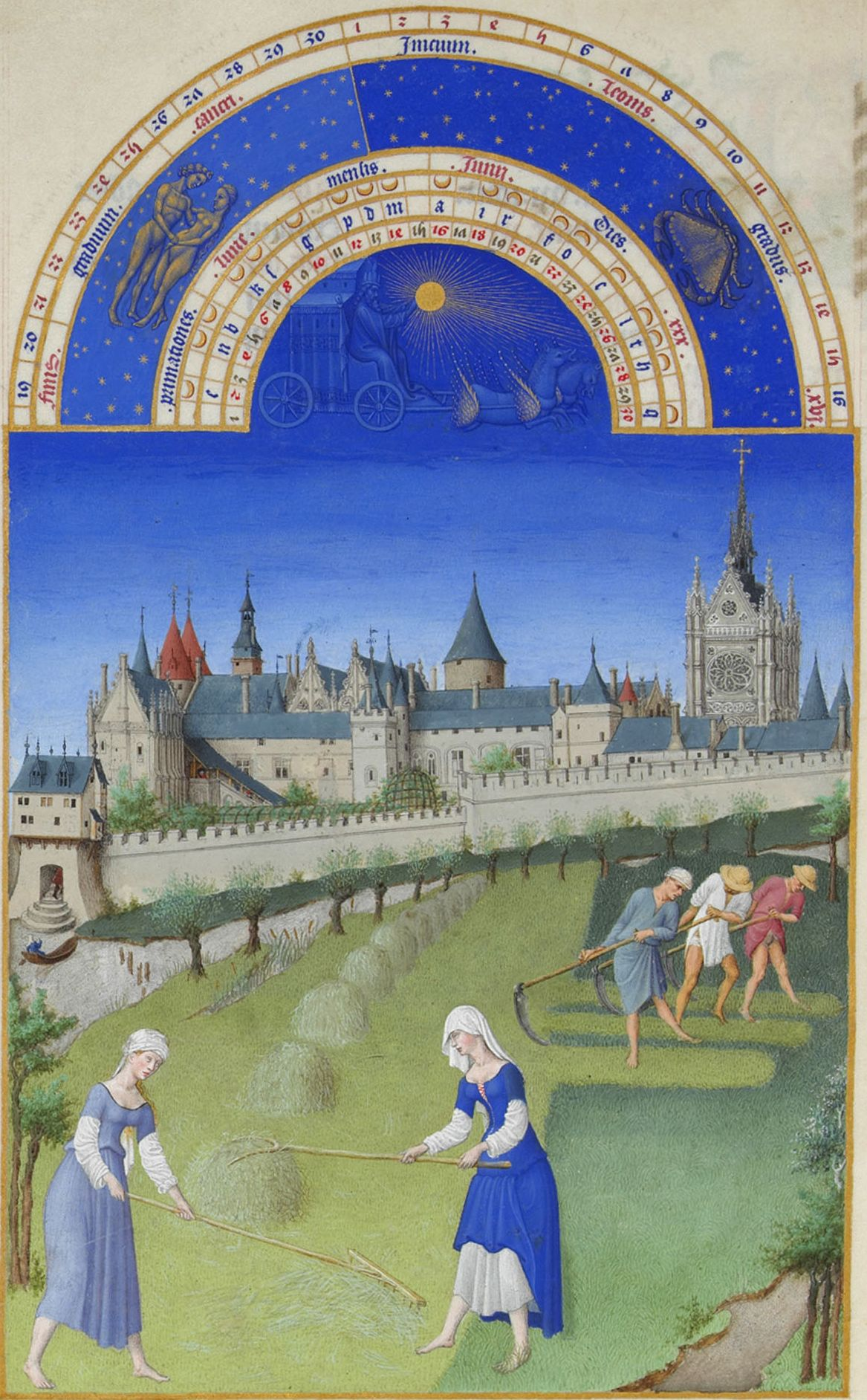
Juin.

C'est une illustration des travaux paysans avec une scène de fenaison. Au premier plan, une femme râtelle du foin et une autre le met en meule à l'aide d'une fourche. Il est en effet étalé chaque matin pour le sécher et rassemblé chaque soir en meulons pour éviter l'humidité de la nuit. Cette activité souvent féminine contribue à faciliter le séchage du foin avant qu'il soit ramassé. Trois faucheurs forment des andains au second plan à droite, en laissant de petites bandes d'herbe non fauchée. La coupe a lieu en plein soleil, c'est pourquoi chacun s'est protégé la tête d'un chapeau ou d'un tissu. Les faucheurs portent une courte chemise de toile fendue sur les cuisses et travaillent jambes et pieds nus. D'autres personnages minuscules sont représentés dans une barque sur le fleuve, dans l'escalier menant à la poterne et dans l'escalier couvert à l'intérieur du palais.
La scène se déroule en bordure de Seine, dans un champ situé à l'emplacement de l'hôtel de Nesle, résidence parisienne du duc de Berry. On y trouve de nos jours la bibliothèque Mazarine. Comme ici, les prés représentés dans les calendriers sont souvent situés près d'un ruisseau ou d'un plan d'eau. De l'autre côté du fleuve s'étend dans toute sa longueur le palais de la Cité, siège de l'administration royale, avec successivement les jardins du roi, la Salle sur l'eau, les trois tours Bonbec, d'Argent et César, puis la tour de l'Horloge. Derrière la galerie Saint-Louis au centre, les deux pignons de la Grande Salle, le Logis du roi et la tour Montgomery. À droite, la Sainte-Chapelle. Selon Stirnemann, il s'agit de la suite de la scène de Mai, avec la cérémonie du mariage qui s'est déroulée dans ce palais : les invités y gravissent un escalier extérieur.
Selon Meiss, la miniature, attribuable à Paul de Limbourg, fut achevée par Jean Colombe ; d'après Cazelles, elle date de 1440 au vu des bâtiments représentés. Même si le dessin sous-jacent est de la main des frères de Limbourg, le peintre intermédiaire qui pourrait être Barthélemy d'Eyck y a laissé plusieurs indices montrant qu'il a au moins achevé la peinture : la peau blanche et les yeux des paysannes du premier plan laissant voir leurs pupilles et le blanc, mais aussi quelques ombres projetées sous la barque et la robe de la paysanne de droite, et enfin les petits personnages du palais.

#### Juillet, folio 7

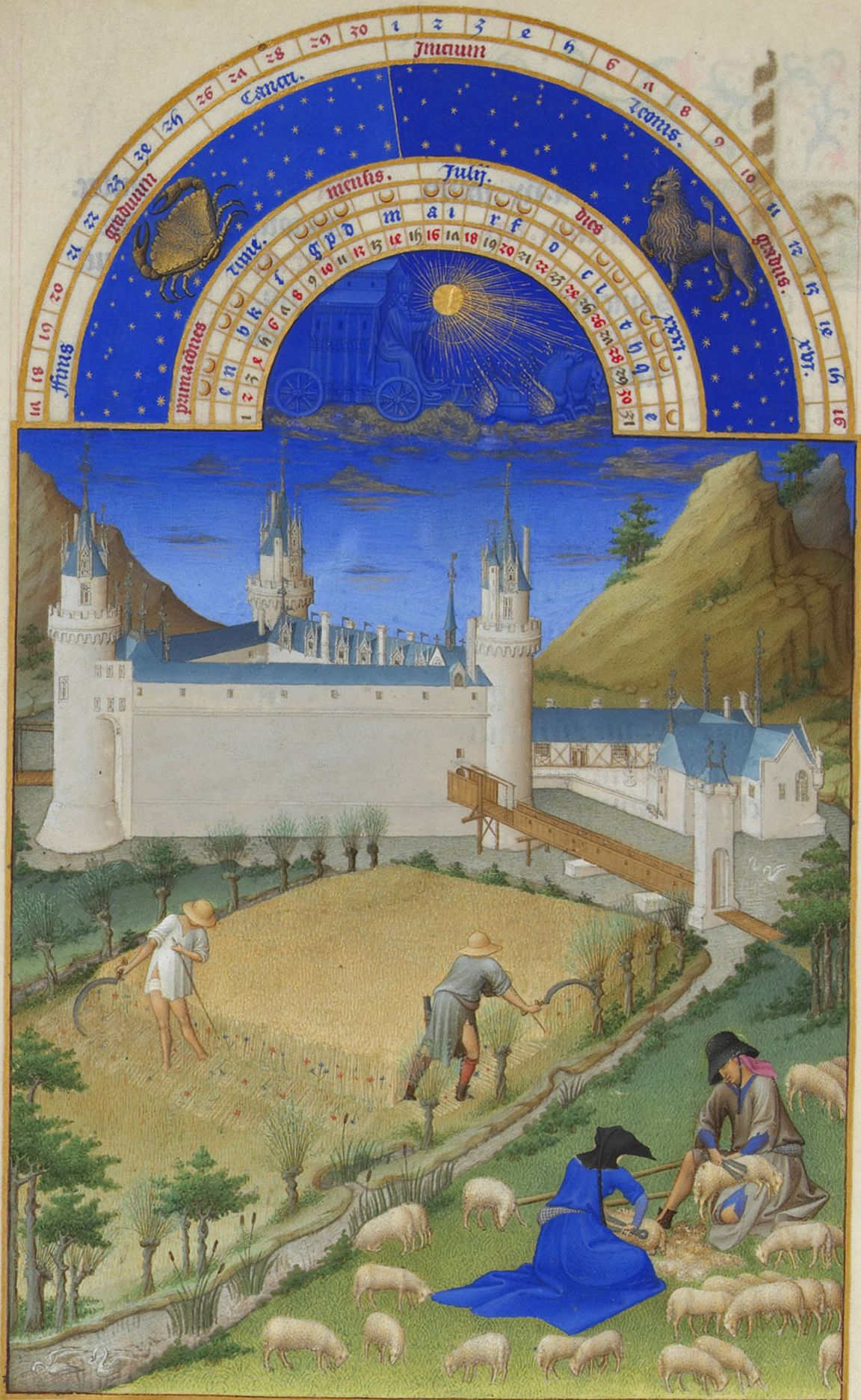
Juillet.

Les travaux du mois de juillet représentent la moisson et la tonte des moutons. Deux personnages fauchent les blés à l'aide d'un volant et d'une baguette. Un volant est une longue faucille ouverte dont le manche fait angle avec le plat de la lame. À l'aide de la baguette, ils dégagent un paquet de tiges qu'ils coupent en lançant le volant. Les moissonneurs avancent de l'extérieur de la parcelle en se dirigeant vers son centre en tournant. L'un d'entre eux porte une pierre à aiguiser à la ceinture. Deux autres personnages, dont une femme, coupent la laine des moutons à l'aide de forces.
Exception faite des montagnes imaginaires, le paysage représente, au premier plan, la rivière Boivre se jetant dans le Clain, à proximité du château triangulaire de Poitiers représenté au second plan, distinct du palais des Comtes du Poitou, situé lui sur le plateau. Propriété du duc de Berry, le château fut reconstruit sans doute à partir de 1378 sur ordre du duc par son architecte Guy de Dammartin. La représentation du château dans cette miniature est conforme aux travaux menés pour le duc, même si Millard Meiss a mis en doute cette identification. La miniature a été peinte par Paul de Limbourg selon Meiss, par le peintre des années 1440 selon Cazelles.

#### Août, folio 8

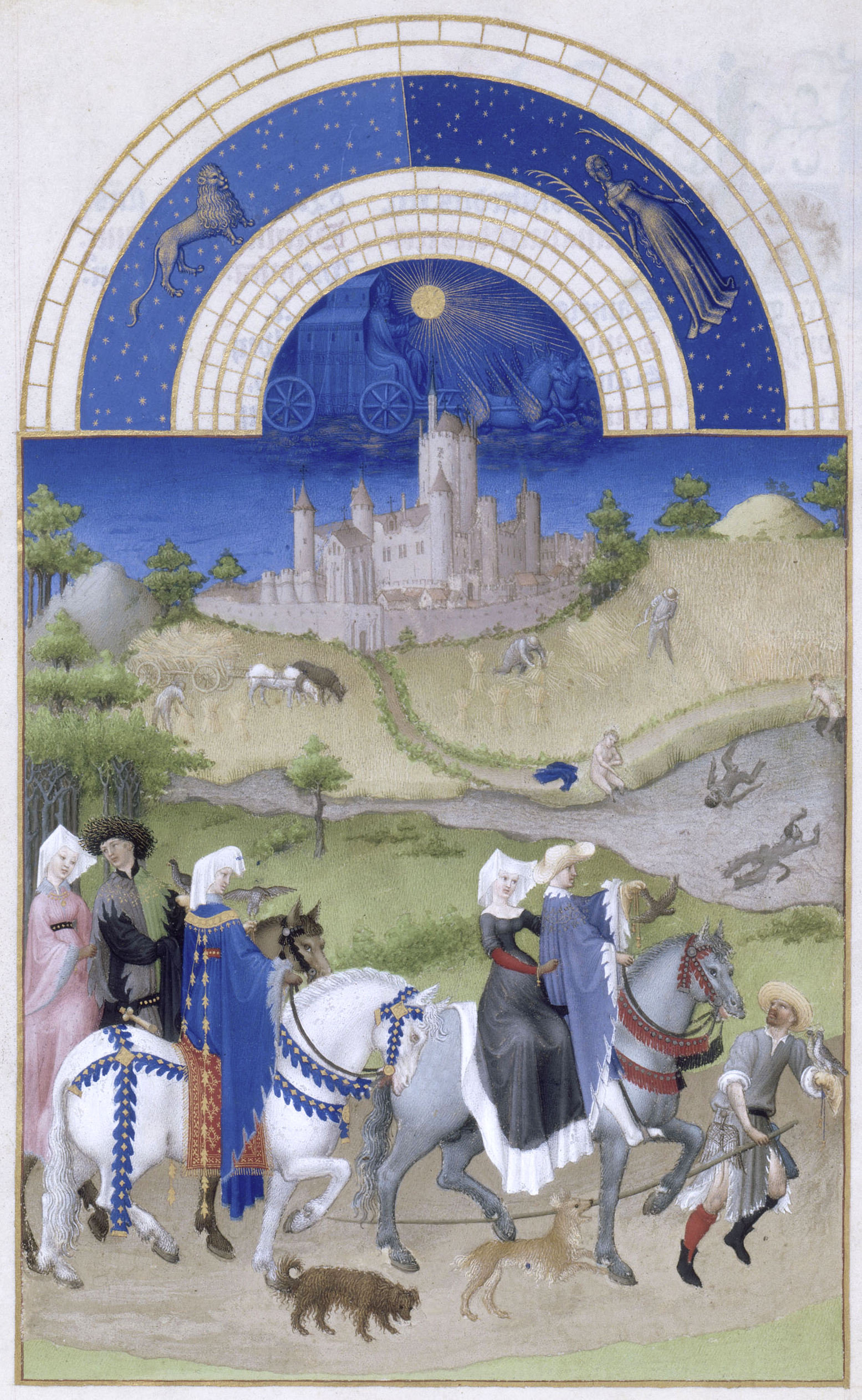
Août.

La miniature présente plusieurs plans. Au premier figure une scène de fauconnerie : le cortège à cheval part pour la chasse, précédé d'un fauconnier. Celui-ci tient dans la main droite le long bâton qui lui permettra de battre arbres et buissons pour faire s'envoler le gibier. Il porte deux oiseaux au poing et, à la ceinture, un leurre en forme d'oiseau que l'on garnissait de viande pour inciter les faucons à revenir. Le cortège est accompagné de chiens destinés à lever le gibier ou à rapporter celui qui aura été abattu. Sur leur cheval, trois personnages portent un oiseau, sans doute un épervier ou un faucon émerillon.
Au second plan sont représentés les travaux agricoles du mois d'août. Un paysan fauche le champ, un deuxième réunit les épis en gerbes alors qu'un troisième les charge sur une charrette tirée par deux chevaux. À proximité, d'autres personnages se baignent dans une rivière — peut-être la Juine — ou se sèchent au soleil. À l'arrière-plan se dresse le château d'Étampes, que le duc de Berry avait acquis en 1400, à la mort de Louis d'Évreux, comte d'Étampes. Derrière les remparts, on distingue le donjon quadrangulaire et la tour Guinette, qui existe toujours. Le duc de Berry offrit le château à Charles d'Orléans, mari de sa petite-fille Bonne d'Armagnac, peut-être représentée ici sur un cheval blanc. Selon Saint-Jean Bourdin, cette scène représente la prise de possession du château par cette dernière, avant 1411, hypothèse confirmée par Patricia Stirnemann. Mais pour lui, le couple est représenté à gauche : le duc de Berry est sur le cheval blanc (bien qu'assis en amazone) et le duc et la duchesse d'Alençon se trouvent à droite. Pour Meiss, la miniature est de Jean de Limbourg alors que pour Cazelles, elle est de « Limbourg B », avec peut-être un ajout de la scène centrale vers 1440.

#### Septembre, folio 9

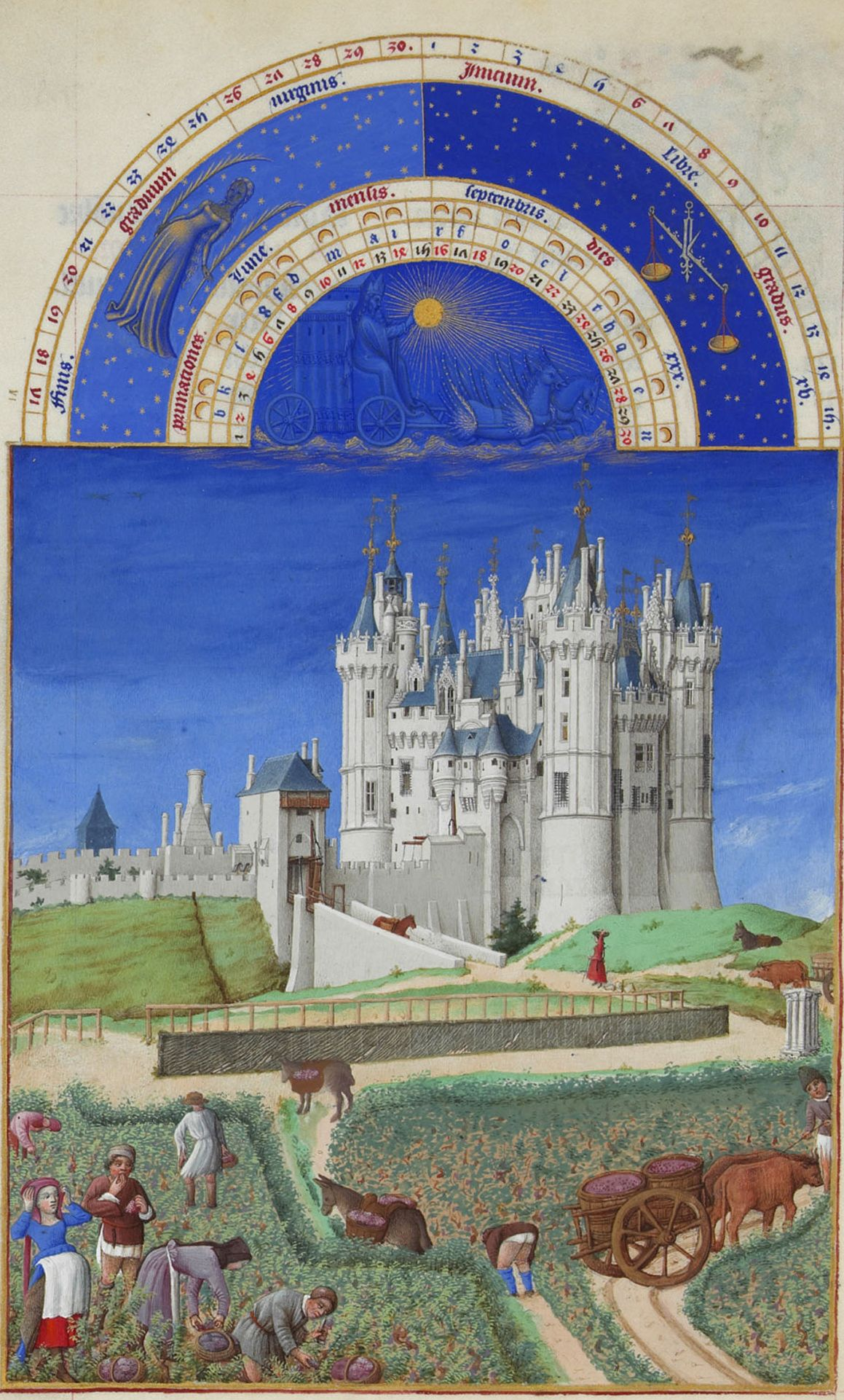
Septembre.

Septembre est illustré par les vendanges. Au premier plan, cinq personnages cueillent du raisin tandis qu'un homme et une femme, apparemment enceinte, se reposent. Les grappes sont déposées dans des paniers qui sont ensuite vidés dans des hottes fixées sur des mulets. Ces hottes sont elles-mêmes déversées dans des cuves chargées dans des charrettes tirées par des bœufs.
L'arrière plan est entièrement occupé par le château de Saumur en Anjou, région déjà viticole à l'époque. Les tours sont coiffées de girouettes à fleurs de lys. Au second plan, une lice est représentée avec sa barre centrale et son mur de treillage. C'était le lieu habituel des tournois.
Tout le monde s'accorde à distinguer deux mains dans cette enluminure : l'une dans la scène de vendange, l'autre dans le château et ses abords. Longtemps, le château a été attribué aux frères de Limbourg, et plus particulièrement à Paul par Meiss. Cependant, entre 1410 et 1416, le propriétaire du château était Louis II d'Anjou, allié du duc de Bourgogne Jean sans Peur puisqu'il fiança en 1410 son fils aîné Louis III d'Anjou à l'une des filles de celui-ci. Cela en faisait donc un opposant au parti du roi de France, donc au duc de Berry.
Le style de la partie supérieure de la miniature fait plutôt penser au peintre des années 1440, Barthélemy d'Eyck selon Inès Villela-Petit. Cette hypothèse est confirmée par le fait que le château appartenait alors à René d'Anjou, fils de Louis II et mécène de ce peintre. À l'extrémité droite de la lice se trouve un édicule quadrangulaire orné de colonnes engagées appelé « perron ». Il s'agit d'un édifice qui fut utilisé lors d'un tournoi de chevalerie, le « Pas de Saumur », organisé sur place par René d'Anjou en 1446 en l'honneur du roi de France Charles VII, qui a pour épouse Marie d'Anjou, sœur de René. Le compte-rendu de ce tournoi, aujourd'hui disparu, a été illustré par Barthélemy d'Eyck, représentant sans doute ces lices et ce perron. La représentation du château pourrait être un souvenir d'enfance de Marie d'Anjou en même temps qu'un rappel du pas d'arme récent. Quant à la partie inférieure, elle pourrait avoir été achevée par Jean Colombe ou son atelier.

#### Octobre, folio 10

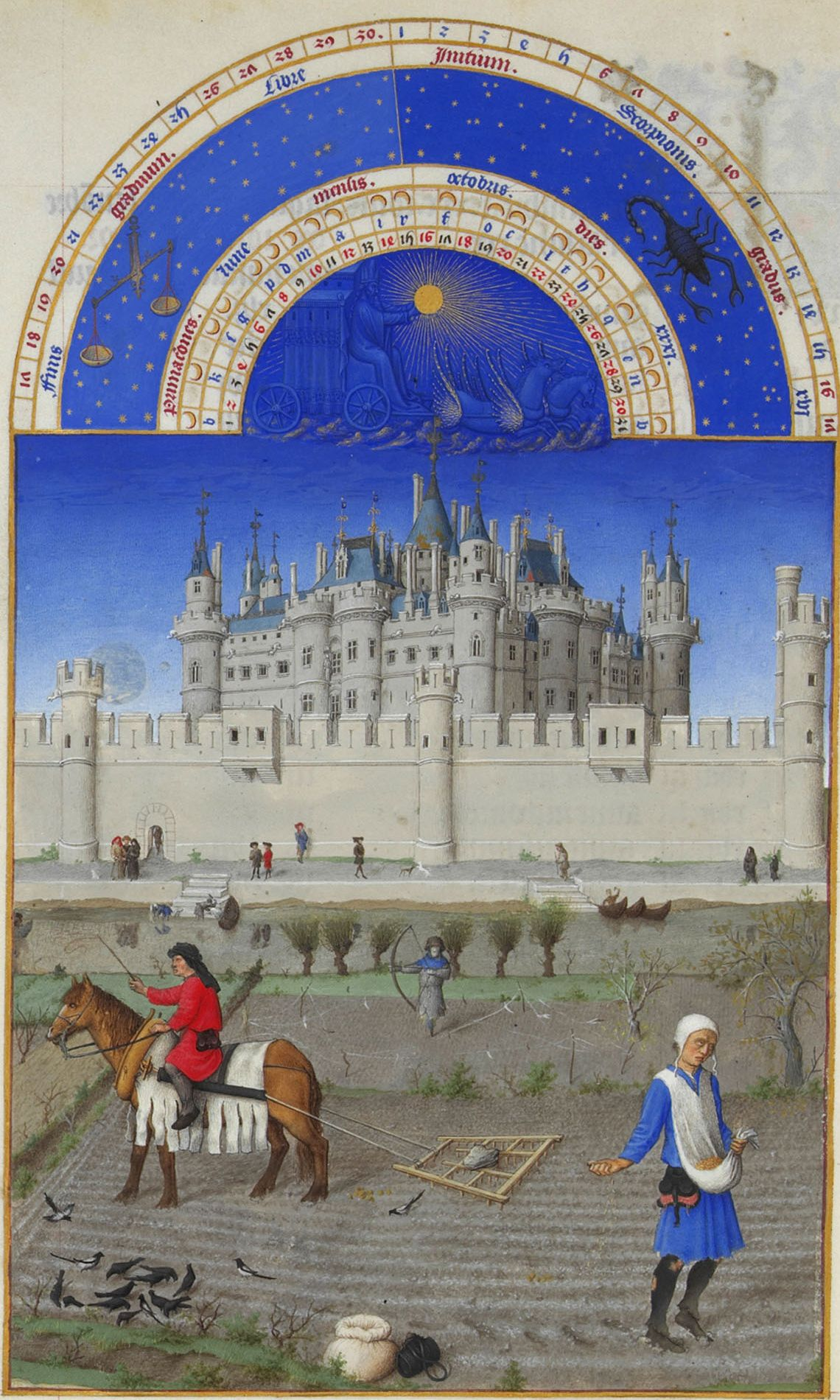
Octobre.

La scène paysanne du premier plan représente les semailles. À droite, un homme sème à la volée. Des pies et des corneilles picorent les graines qui viennent d'être semées, à proximité d'un sac blanc et d'une gibecière. Au fond du champ, un épouvantail en forme d'archer et des fils tendus, sur lesquels sont accrochés des plumes, sont destinés à éloigner les oiseaux. À gauche, un paysan à cheval passe la herse sur laquelle est posée une pierre qui permet aux dents de pénétrer plus profondément dans la terre. Il recouvre ainsi les grains qui viennent d'être semés. C'est un cheval qui herse et non des bœufs car ses sabots plus légers écrasent moins le sol. Sa couverture est découpée en lanière afin d'éloigner les insectes.
À l'arrière-plan, le peintre a représenté le palais du Louvre, tel qu'il fut reconstruit par Charles V. Du château au centre, on distingue, outre le donjon central qui accueillait alors le trésor royal, la façade orientale à droite, encadrée par la tour de la Taillerie et la tour de la Chapelle, et à gauche la façade méridionale, avec ses deux tours jumelées au centre. L'ensemble est entouré d'une enceinte ponctuée de trois tours et de deux bretèches, visibles ici. Sur la rive, des personnages conversent ou se promènent. C'est la seule représentation de bourgeois de tout le calendrier, personnages habituellement plus présents dans les livres d'heures flamands de l'époque. Des barques sont amarrées à la berge. Comme celle de juin, la scène est prise depuis les bords de Seine, à proximité de l'hôtel de Nesle, en regardant vers le nord.
Si le château est sans doute l'œuvre des frères de Limbourg avec des gargouilles en tortillons qui se retrouvent fréquemment dans les bâtiments qu'ils représentent, toute la partie basse est sans doute de la main du peintre intermédiaire, et donc peut-être Barthélemy d'Eyck, sur un dessin préparatoire des Limbourg. Luciano Bellosi a souligné le fait que les petits personnages sur la berge sont habillés d'une tunique cintrée et en trapèze au-dessus du genou, tel qu'on peut le voir dans la mode des années 1440 et notamment dans le frontispice des Chroniques de Hainaut peint par Rogier van der Weyden. Si cette hypothèse a été contestée, la présence des ombres projetées systématiques près des personnages, des animaux, et même des objets, ainsi que les détails triviaux (crottin de cheval dans le champ) rappellent à de nombreuses reprises le style de Barthélemy d'Eyck.

#### Novembre, folio 11

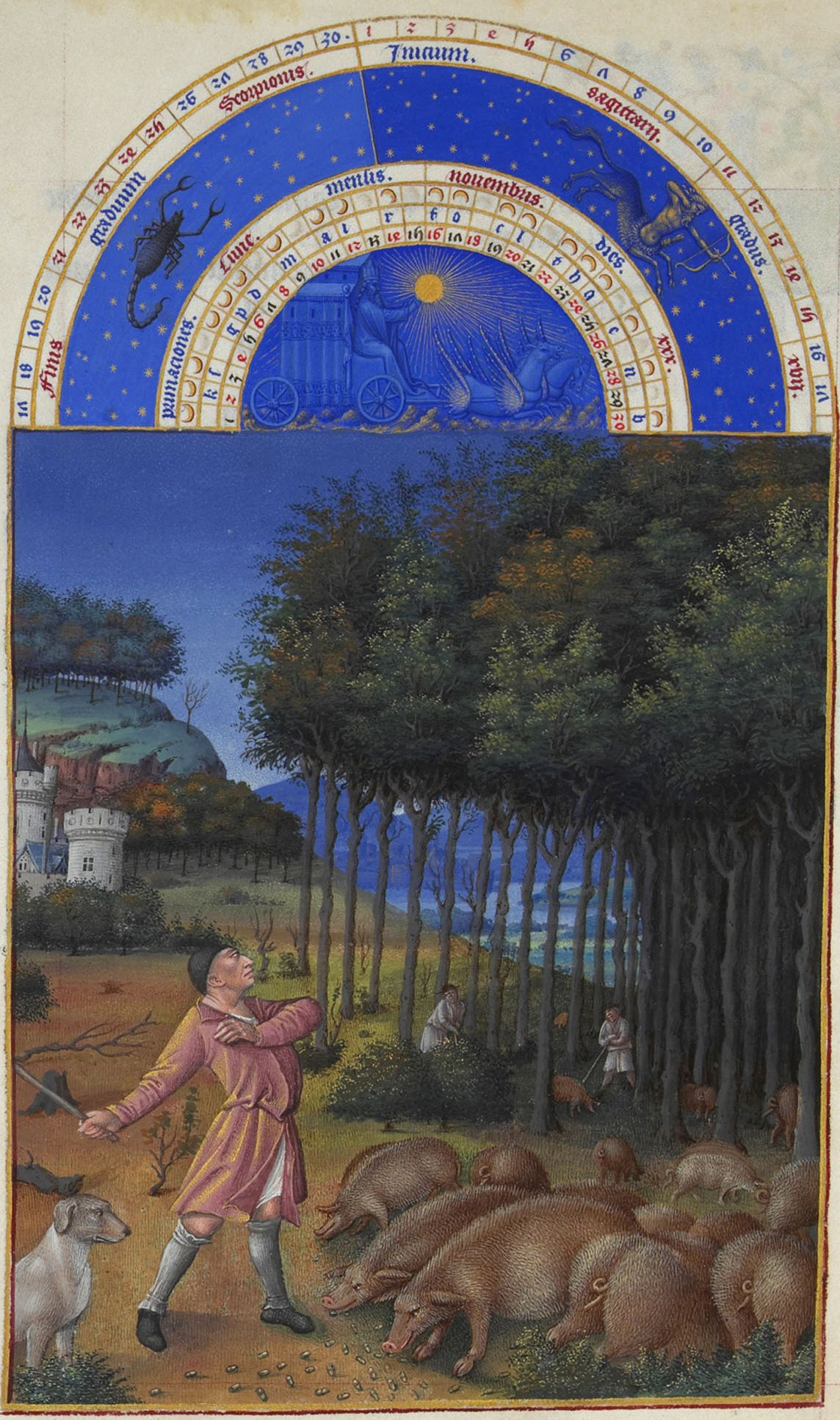
Novembre.

La miniature représente une scène paysanne traditionnelle d'automne : la glandée. Un porcher, accompagné d'un molosse, fait paître un troupeau de porcs dans un bois de chênes. À l'aide d'un bâton qu'il jette, il frappe les branches pour en faire tomber les glands. Le porc, engraissé puis tué et salé, permettra de préparer l'hiver et de se nourrir toute l'année. Le droit de pratiquer la glandée ou paisson est généralement accordé de la Saint-Rémi, le 1er octobre, quand les glands tombent, à la Saint-André, le 30 novembre.
On aperçoit à l'arrière-plan un château accroché aux rochers et une rivière qui serpente entre les montagnes bleuies. Ce paysage rappelle ceux de la Savoie. La miniature, réalisée vers 1485-1486, est attribuée à Jean Colombe, qui travaillait alors pour Charles Ier de Savoie. Cependant, un dessin très similaire se retrouve dans une miniature du calendrier des Heures de Dunois datées de 1436 : le maître de Dunois, auteur de cette miniature pourrait s'être inspiré d'un dessin préparatoire réalisé par les frères de Limbourg pour les Très Riches Heures. Jean Colombe aurait alors achevé ce dessin 70 ans après la mort des trois frères et 50 ans après le maître parisien.
La position du corps du paysan rappelle celle d'un autre personnage de Colombe : celle du bourreau frappant saint Marc dans la miniature mettant en scène le martyre de ce dernier (f.19v.). Il pourrait alors s'agir ici d'une évocation de la légende qui rapporte que les reliques du saint auraient été rapportées d'Alexandrie à Venise sous un tas de viande de porc pour éviter qu'elles ne soient inspectées par les douaniers musulmans.

#### Décembre, folio 12

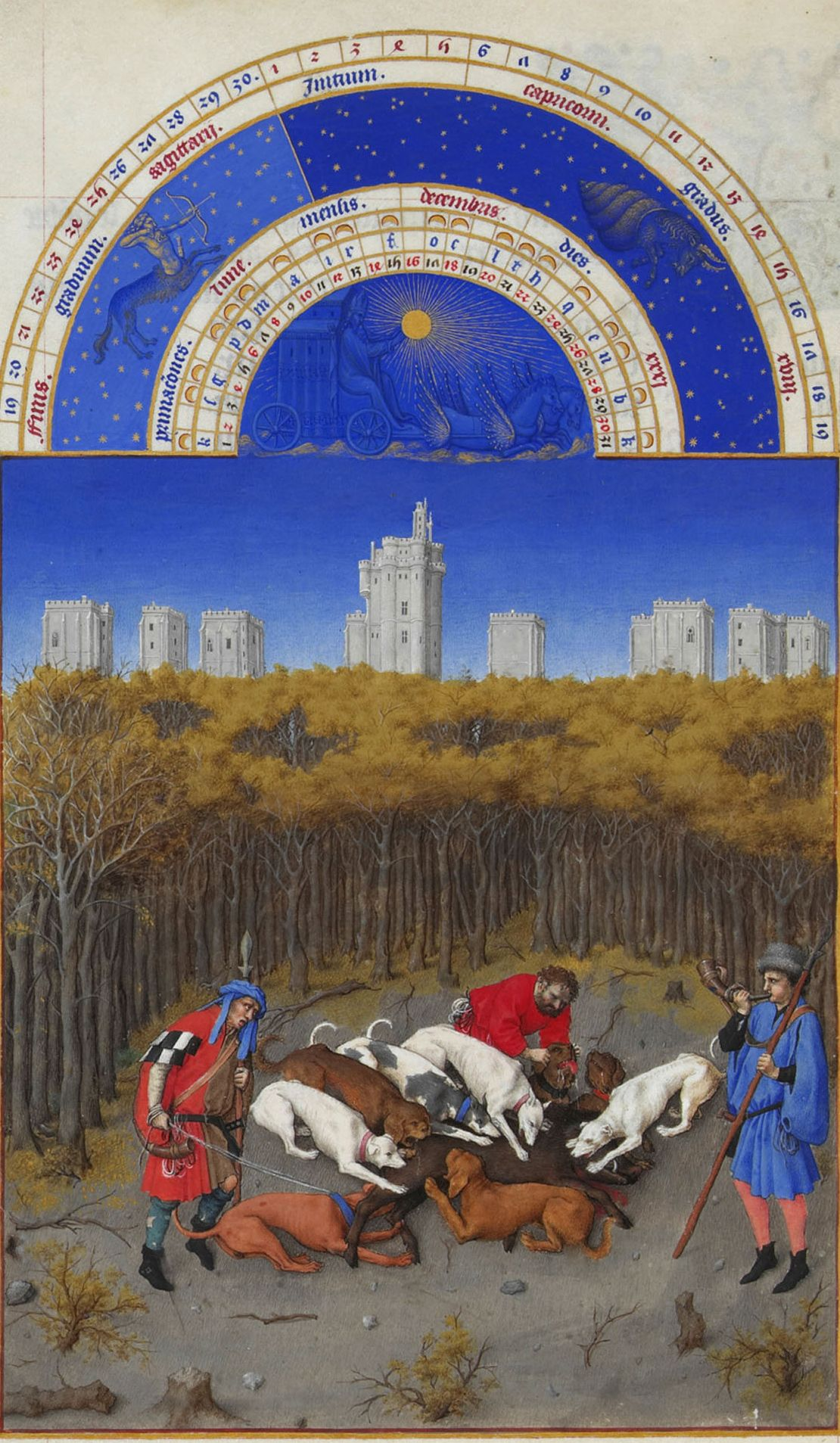
Décembre.

Pour le dernier mois de l'année, le peintre choisit une scène de vénerie plutôt que l'iconographie traditionnelle de la tuerie de cochon pour Noël. Il s'agit plus précisément de la curée, au moment où l'un des chasseurs, à droite, achève de sonner l'hallali. Les chiens dépècent le sanglier. La scène se déroule au centre d'une forêt dont les arbres sont encore en feuilles.
À l'horizon se dresse le château de Vincennes, achevé par Charles V, avec son donjon central et ses tours, aujourd'hui en grande partie arasées. Ce château est le lieu de naissance du duc Jean de Berry, ce qui pourrait expliquer sa présence ici. Il fut aussi choisi par Jean Fouquet, vers 1455, comme arrière-plan de l'enluminure Job sur son fumier dans le livre d'heures d'Étienne Chevalier.
Cette scène de curée est souvent rapprochée d'un dessin attribué à Giovannino de' Grassi, actuellement conservé à la bibliothèque de Bergame, au contenu presque identique, avec les mêmes animaux dans les mêmes postures, mais quelques chiens en moins. Pour Meiss, la miniature du mois de décembre serait le modèle de ce dessin et Paul de Limbourg en serait l'auteur. Cependant, le fait que des chiens ont été ajoutés impliquerait l'inverse. Luciano Bellosi y voit plutôt une œuvre du peintre des années 1440. Cette hypothèse est renforcée par la forme des visages des personnages, aux yeux révulsés et aux visages maussades, qui rappellent les personnages du Livre du cœur d'Amour épris.

### Les huit grandes miniatures exceptionnelles
Huit miniatures ont été insérées dans le manuscrit sur des feuillets isolés sans appartenir à l'origine à un autre cahier du livre. Paul Durrieu les repère et les qualifie d'« exceptionnelles » dès sa publication de 1904. Elles sont toutes plus grandes que les autres et ne comprennent aucun texte, ni à côté de la peinture, ni au verso. Lorsque du texte est présent, il a été ajouté par une autre main — sans doute celle de Jean Colombe — dans les années 1480. Leur disposition sur la page est à chaque fois originale et décalée par rapport au reste du manuscrit. Enfin, elles ne s'insèrent pas véritablement dans le plan du livre d'heures. Paul Durrieu pense même qu'à l'origine elles n'étaient pas destinées aux Très Riches Heures mais qu'elles ont été commandées aux frères de Limbourg pour un autre manuscrit. Elles ne sont d'ailleurs pas signalées dans l'inventaire après-décès du duc en 1416. Les thèmes développés dans ces enluminures sont surtout inspirés de l'Antiquité ou de l'Italie.

#### L'Homme anatomique, folio 14

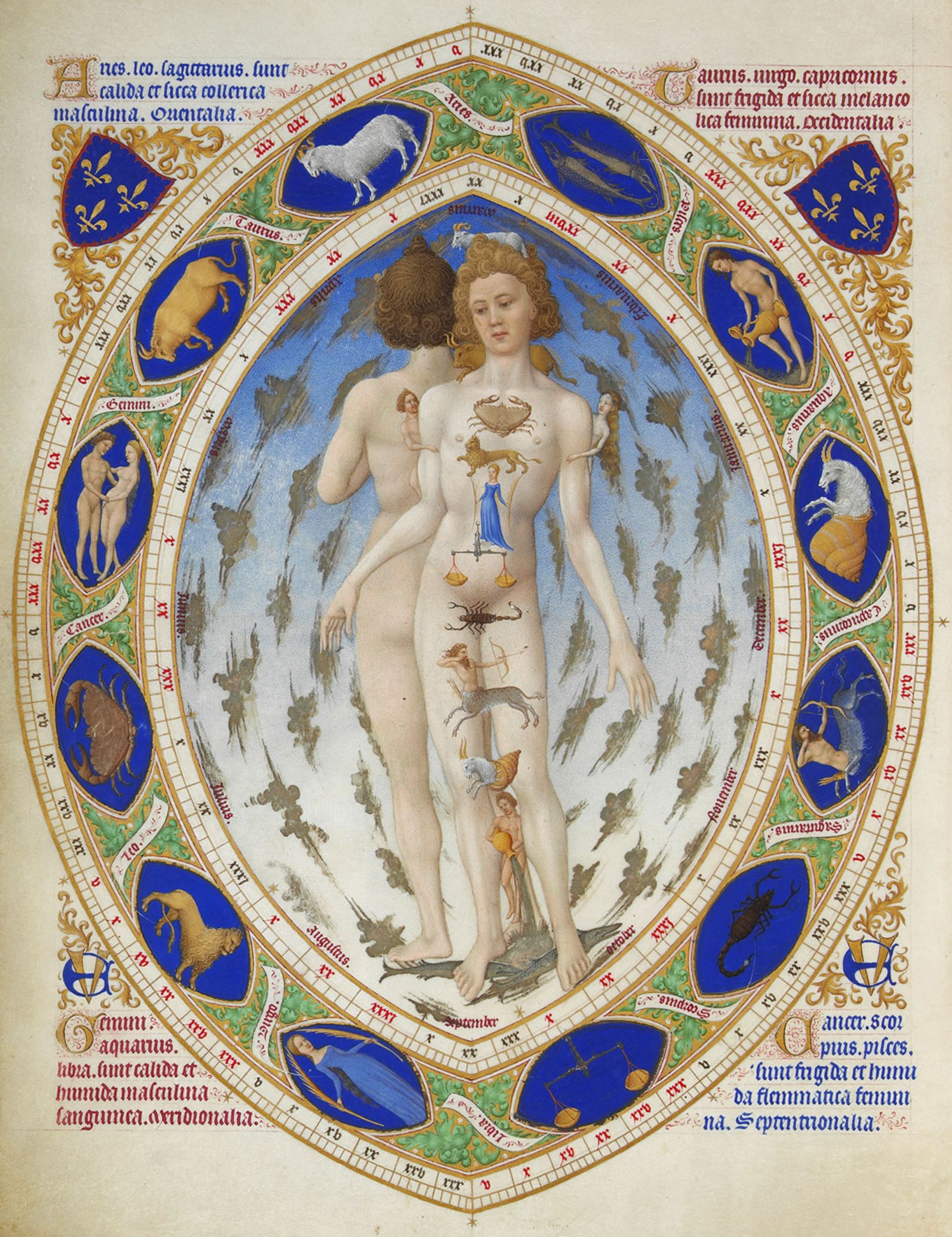
L'Homme anatomique, f.14.

Cette miniature prend place à la fin du calendrier. Un tel thème, ne se retrouve dans aucun autre livre d'heures de cette époque. Elle représente l'influence des astres sur l'homme. Il se peut qu'elle soit inspirée d'ouvrages traitant de médecine ou d'astrologie. Plusieurs manuscrits avaient déjà représenté comme ici un homme dont les différentes parties du corps sont reliées à un des douze signes du zodiaque, sous le nom de homo signorum ou homme zodiacal. L'originalité tient ici dans le dédoublement de l'homme et la double mandorle qui l'entoure, dans laquelle sont reproduits à nouveau les signes du zodiaque. Si plusieurs hypothèses ont été avancées pour expliquer cette iconographie (allégories homme-femme ou encore jour-nuit), aucune d'entre elles ne permet d'expliquer de manière définitive ce dédoublement.
Dans chaque coin supérieur de la miniature sont peintes les armes du duc de Berry : « trois fleurs de lys d'or sur fond d'azur avec bordure engrêlée de gueule ». Dans chaque coin inférieur, est placé le chiffre « VE » ou « UE » enlacés. Ces lettres ont fait l'objet d'interprétations diverses : il s'agit soit d'une allusion aux premières lettres d'une devise du duc « En Vous » ; soit d'une allusion à la première et dernière lettre du nom « Ursine ». Ce nom fait lui-même l'objet d'une double interprétation : soit saint Ursin, le patron du duché de Berry, soit le nom d'une maîtresse que le duc aurait connue en captivité en Angleterre. Ce nom se retrouve dans des symboles héraldiques parlants qui parsèment à plusieurs reprises les marges du manuscrit : l'ours et le cygne,.
Chaque coin est complété par quatre inscriptions latines décrivant les propriétés de chaque signe selon les quatre complexions (chaud, froid, sec ou humide), les quatre tempéraments (colérique, mélancolique, sanguin et flegmatique) et les quatre points cardinaux : « le Bélier, le Lion et le Sagittaire sont chauds et secs, colériques, masculins, orientaux » en haut à gauche ; « le Taureau, la Vierge et le Capricorne sont froids et secs, mélancoliques, féminins, occidentaux » en haut à droite ; « les Gémeaux, le Verseau et la Balance sont chauds et humides, masculins, sanguins, méridionaux » en bas à gauche ; « le Cancer, le Scorpion et les Poissons sont froids et humides, flegmatiques, féminins, septentrionaux » en bas à droite. La miniature, datant d'avant 1416, est attribuée à l'un des frères de Limbourg,.

#### Le Paradis terrestre, folio 25

Sources d'inspiration de la miniature du Paradis terrestre
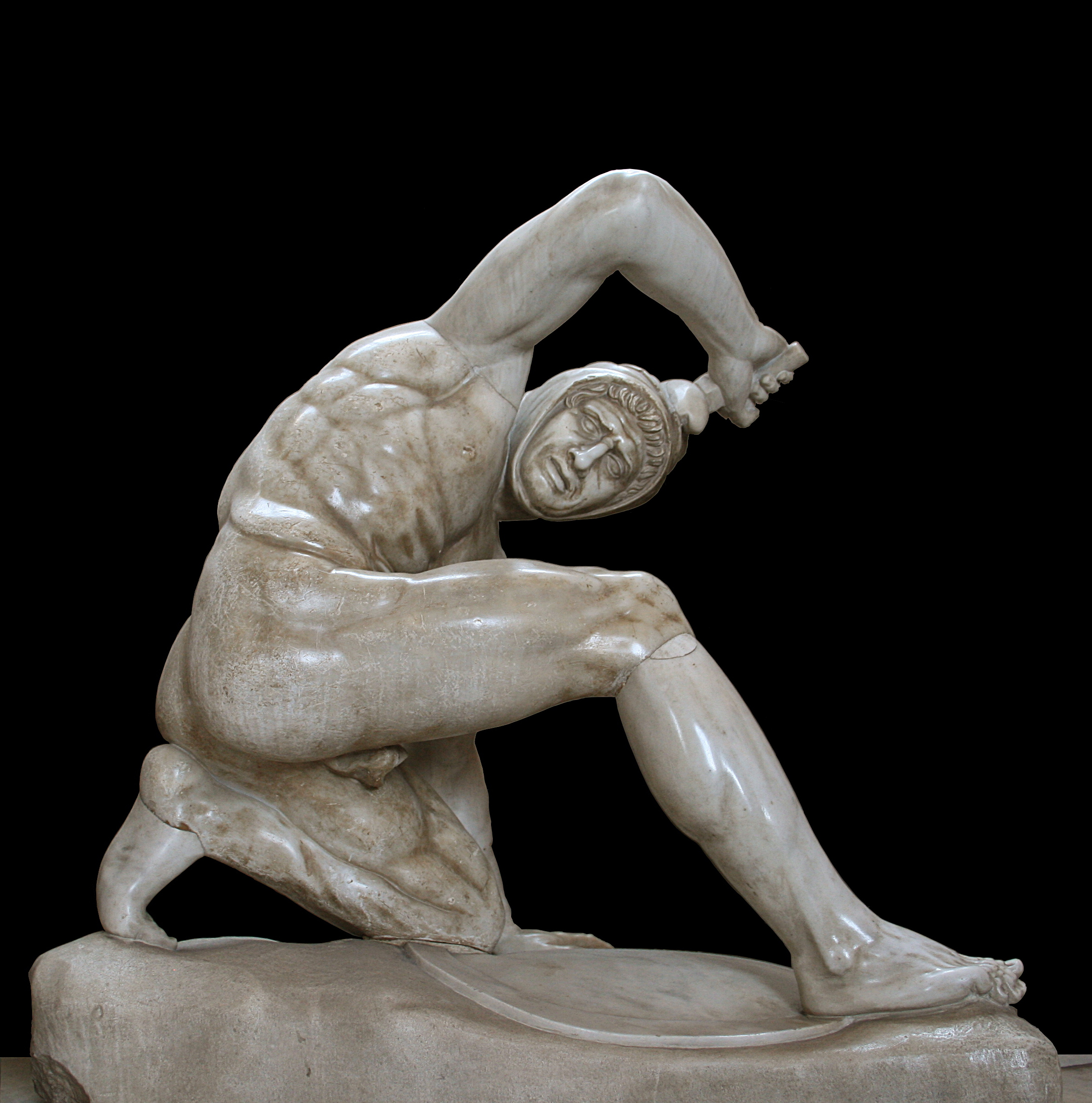
Le Guerrier perse agenouillé, galerie des Candélabres, musées du Vatican, inv 2794.
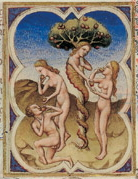
La Tentation d'Adam, Bible moralisée de Philippe le Hardi, BNF Fr 166, f.3v.
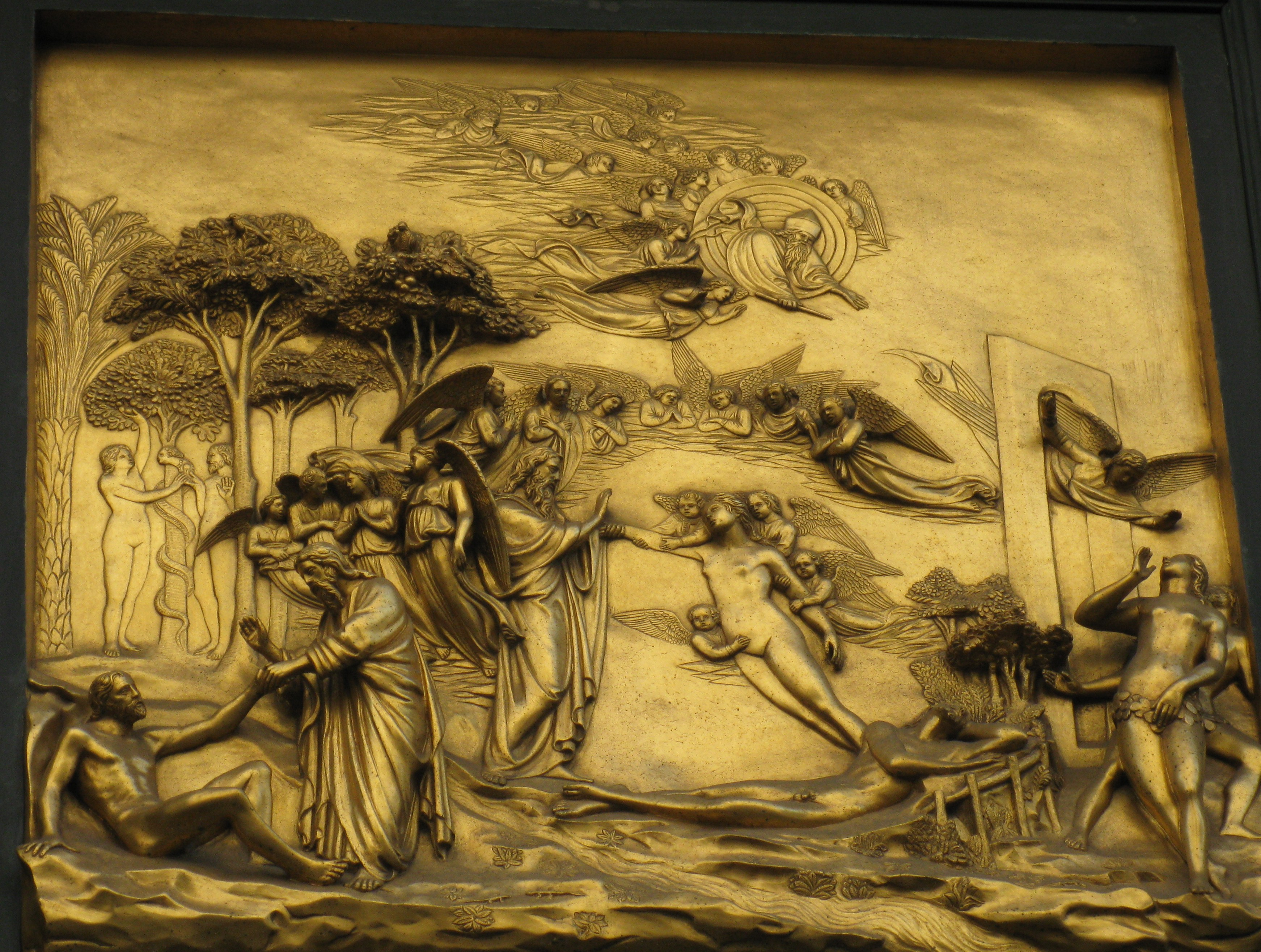
Le Paradis terrestre, bas-relief de la Porte du paradis du baptistère Saint-Jean de Florence.

Sur une seule et même miniature de forme ronde, située dans les Oraisons de la Vierge, sont représentées quatre scènes : de gauche à droite ; un serpent au corps de sirène tend à Ève le fruit de l'Arbre de la connaissance du bien et du mal ; Ève offre le fruit à Adam ; Dieu punit Adam et Ève, qui sortent du Paradis et prennent conscience de leur nudité en se couvrant d'une feuille de vigne.

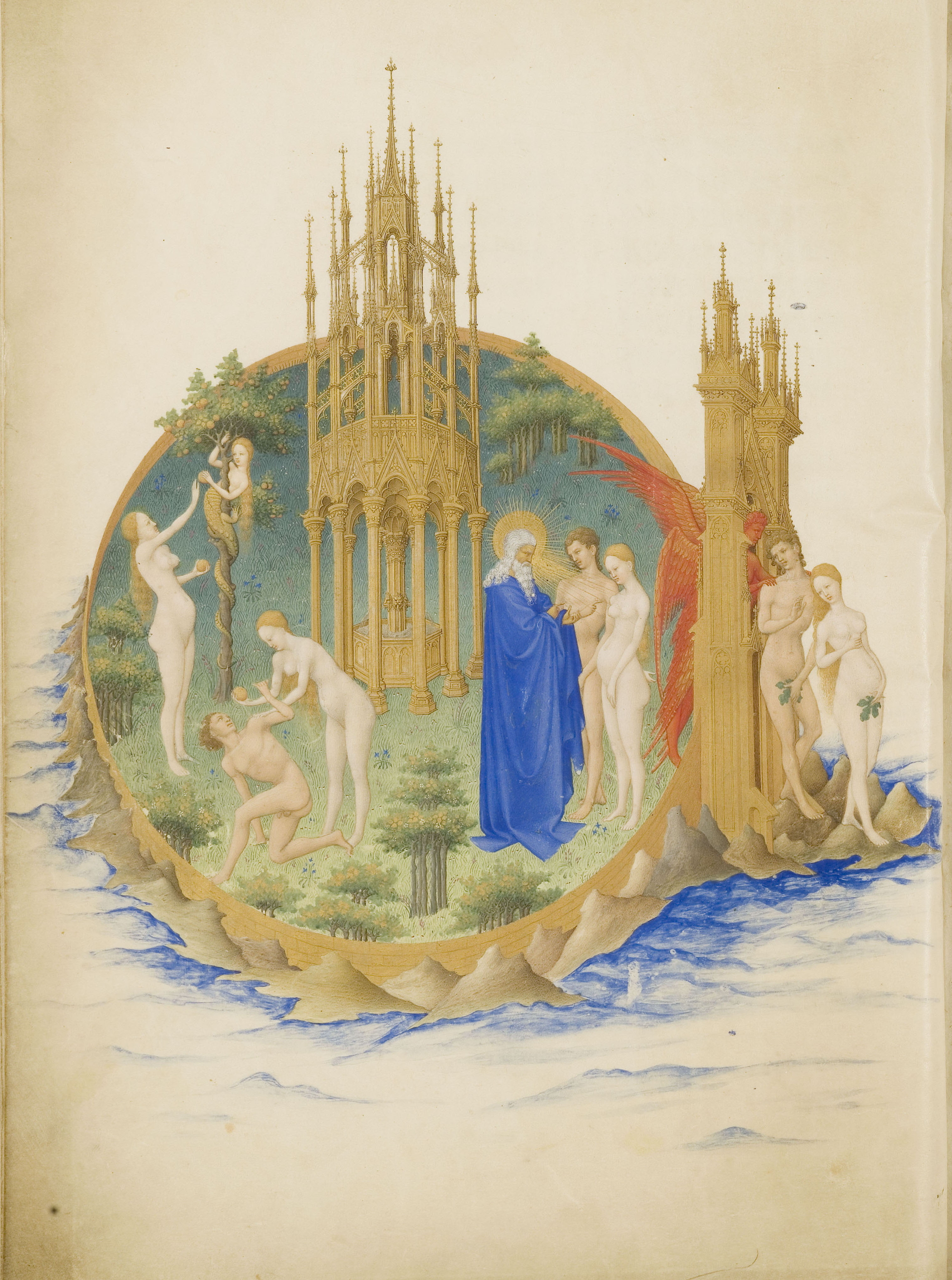
Le Paradis terrestre, f.25.

Parmi les sources d'inspiration, la figure d'Adam, à qui Ève donne le fruit défendu, est souvent identifiée à la statue d'un Perse agenouillé conservée à la galerie des Candélabres des musées du Vatican. Les frères de Limbourg ont déjà représenté un Adam dans la même position dans le folio 3 verso de la Bible moralisée de Philippe II de Bourgogne (1402). Au centre de la composition, se trouve un monumental dais de style gothique, surmontant une fontaine de jouvence. Pour le dessin d'ensemble, on peut établir une relation avec le bas-relief de la porte du baptistère Saint-Jean (Florence) par Lorenzo Ghiberti. Selon Meiss, la miniature est l'œuvre de Jean de Limbourg, « Limbourg C » selon Cazelles.

#### La Rencontre des mages, folio 51

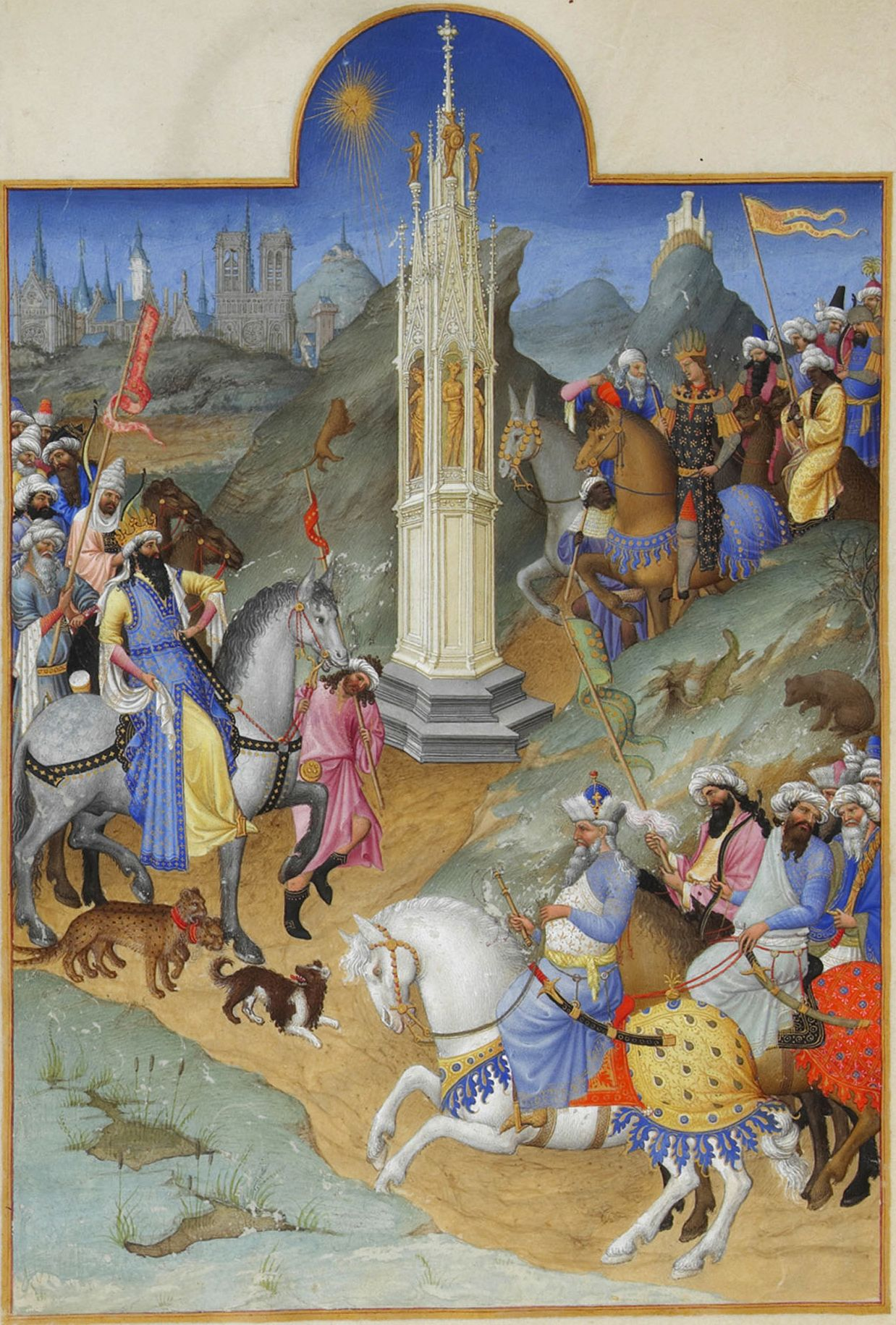
La Rencontre des rois mages, f.51.

Cette miniature, placée dans les Heures de la Vierge, est peinte sur un parchemin un peu plus épais que le reste du manuscrit. Ce thème iconographique provient de l'ouvrage La Légende des rois mages de Jean de Hildesheim, écrit au XIVe siècle. Chaque roi dirige un cortège. Les trois groupes prennent la direction d'un édicule situé au centre, appelé aussi montjoie, surmonté de l'étoile. Les rois mages ne représentent pas les trois continents, comme c'est le cas dans la Légende dorée, mais les trois âges de la vie : l'adolescent, l'homme et le vieillard. Gaspard, le jeune en haut à droite, est suivi de deux personnages noirs, comme le veut une tradition iconographique italienne. Balthasar, l'homme, est placé à gauche et Melchior, le vieillard, en bas à droite. Ce dernier possède la même couronne que l'empereur Auguste représenté au folio 22. Par ailleurs, divers animaux sauvages sont peints : des guépards, un lion, un lézard ainsi qu'un ours, symbole du duc de Berry.
Plusieurs historiens ont fait le lien entre l'inspiration orientale de ces personnages ou animaux et la visite à Paris de l'empereur byzantin Manuel II Paléologue en 1400, que les frères de Limbourg ont peut-être eu l'occasion de voir. Le mage de gauche est la copie presque exacte d'un revers d'une médaille byzantine représentant l'empereur Constantin à cheval, acquise par le duc de Berry en 1402 auprès d'un marchand italien et mentionné dans un de ses inventaires. La ville en haut à gauche est censée représenter Jérusalem mais elle reprend plusieurs monuments parisiens : Notre-Dame de Paris, la Sainte-Chapelle et peut-être une partie du palais de la Cité.

#### L'Adoration des mages, folio 52

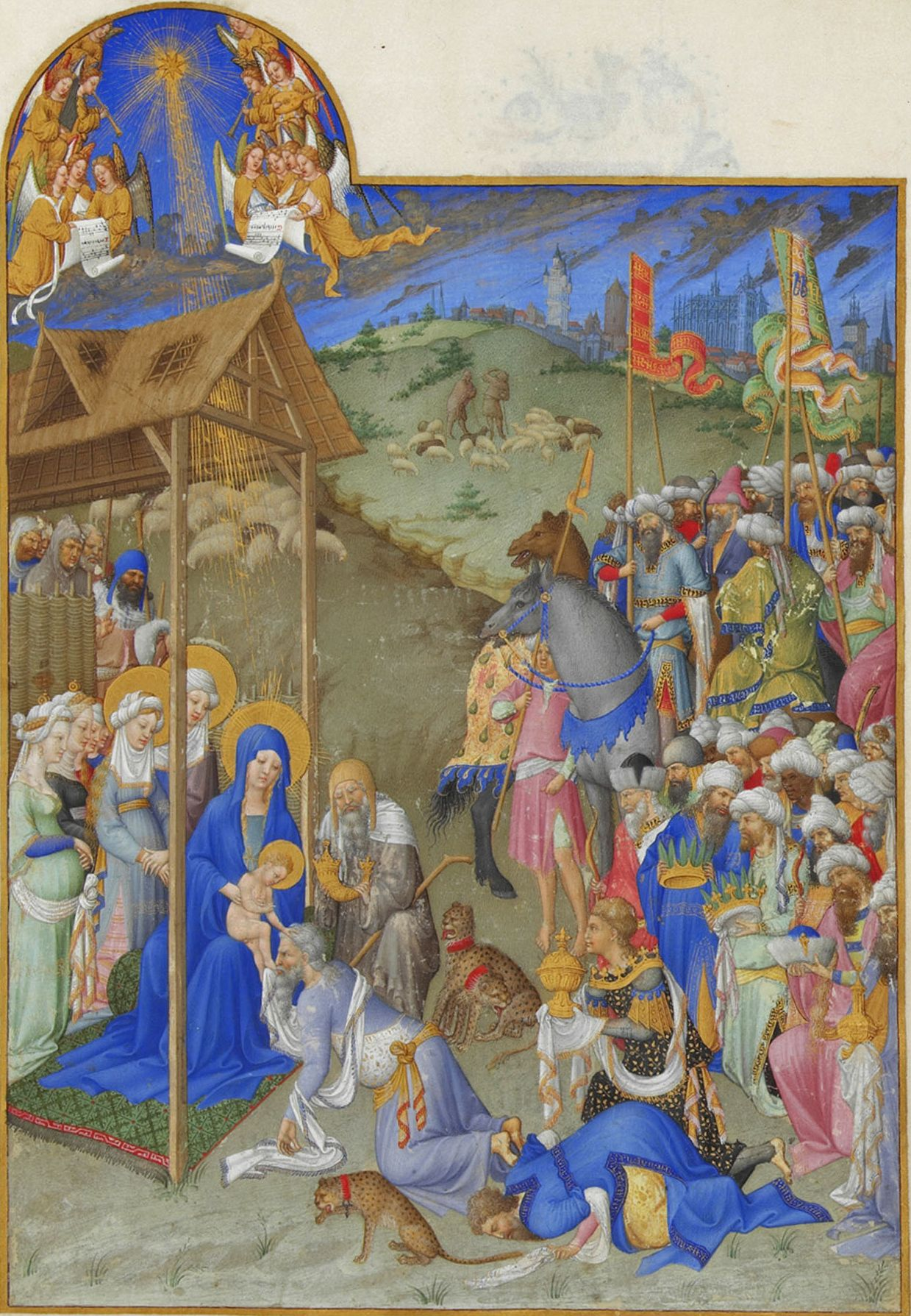
L'Adoration des mages, f.52.

À droite de la miniature sont représentés les rois mages ainsi que leur suite. Ayant enlevé leur couronne, les trois rois sont prosternés : l'un — Melchior — baise les pieds du Christ, le deuxième — Balthasar — embrasse le sol, comme dans le livre de Jean de Hildesheim, et le troisième — Gaspard — porte son présent. En même temps que les mages sont représentés, les bergers sont eux aussi en adoration devant l'Enfant Jésus. Ils sont présents l'un à côté de la Vierge, les autres derrière la crèche, leurs moutons paissant sur les collines à l'arrière. Les jours de Noël et de l'Épiphanie sont ainsi représentés simultanément sur la même image. La Vierge est entourée de femmes habillées en costumes à la mode du début du XVe siècle. La ville à l'arrière, censée représenter Bethléem, reprend peut-être l'apparence de la ville de Bourges avec la Grosse Tour, la cathédrale et la Sainte-Chapelle.
La disposition des personnages autour du Christ a été rapprochée d'une scène d'adoration des mages représentées sur un retable actuellement conservé au Museum Mayer van den Bergh d'Anvers (inv.2, vers 1395). Outre le fait que ces personnages se présentent dans la même position autour du Christ, le roi mage à gauche de la Vierge, transformé en saint Joseph par les Limbourg, tient dans ses mains la même pièce d'orfèvrerie en forme de corne, forme relativement rare à l'époque. D'après le style, le peintre de cette Adoration ne serait pas le même que celui de la Rencontre. Meiss l'attribue à Paul de Limbourg.

#### La Purification de la Vierge, folio 54

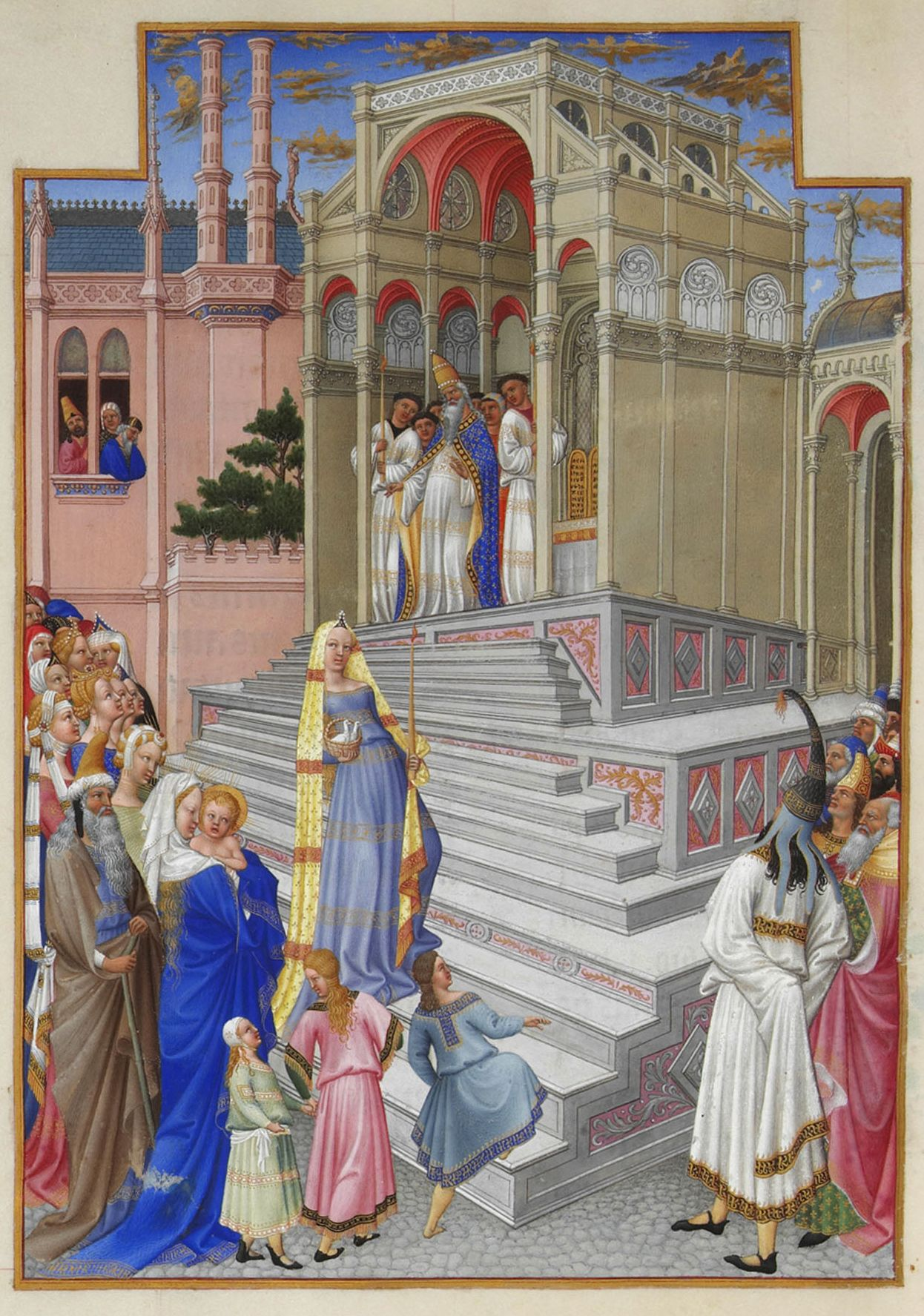
La Purification de la Vierge, f.54.

D'après l'Évangile selon Luc, le moment de la présentation de Jésus au Temple correspond à la cérémonie de purification de sa mère, quarante jours après sa naissance. Ce feuillet a été placé dans les Heures de la Vierge au début de none, mais aurait tout aussi bien pu se trouver dans les Heures de l'année liturgique, avant l'office de la Chandeleur situé au folio 203.
La Vierge tient le Christ dans ses bras ; une auréole émane de sa tête et se mêle à celle de son fils. Elle est suivie de Joseph et d'un cortège de personnages. Une servante, seule sur les marches, assure la transition avec le grand prêtre situé plus haut. Elle porte les deux colombes offertes en sacrifice, ainsi qu'un cierge allumé.
Par sa composition, la miniature peut être rapprochée d'une fresque de la basilique Santa Croce de Florence dans la chapelle Baroncelli, attribuée au Maître de la Chapelle Rinuccini (identifié à Matteo di Pacino). L'escalier y est presque identique, ainsi que l'expression de certains personnages. Une reproduction sous forme de dessin est aujourd'hui conservée au musée du Louvre. Selon l'historien de l'art allemand Harald Keller, le dessin aurait pu servir de modèle aux frères de Limbourg, mais cette hypothèse a été mise en doute par Meiss.

#### La Chute des Anges rebelles, folio 64

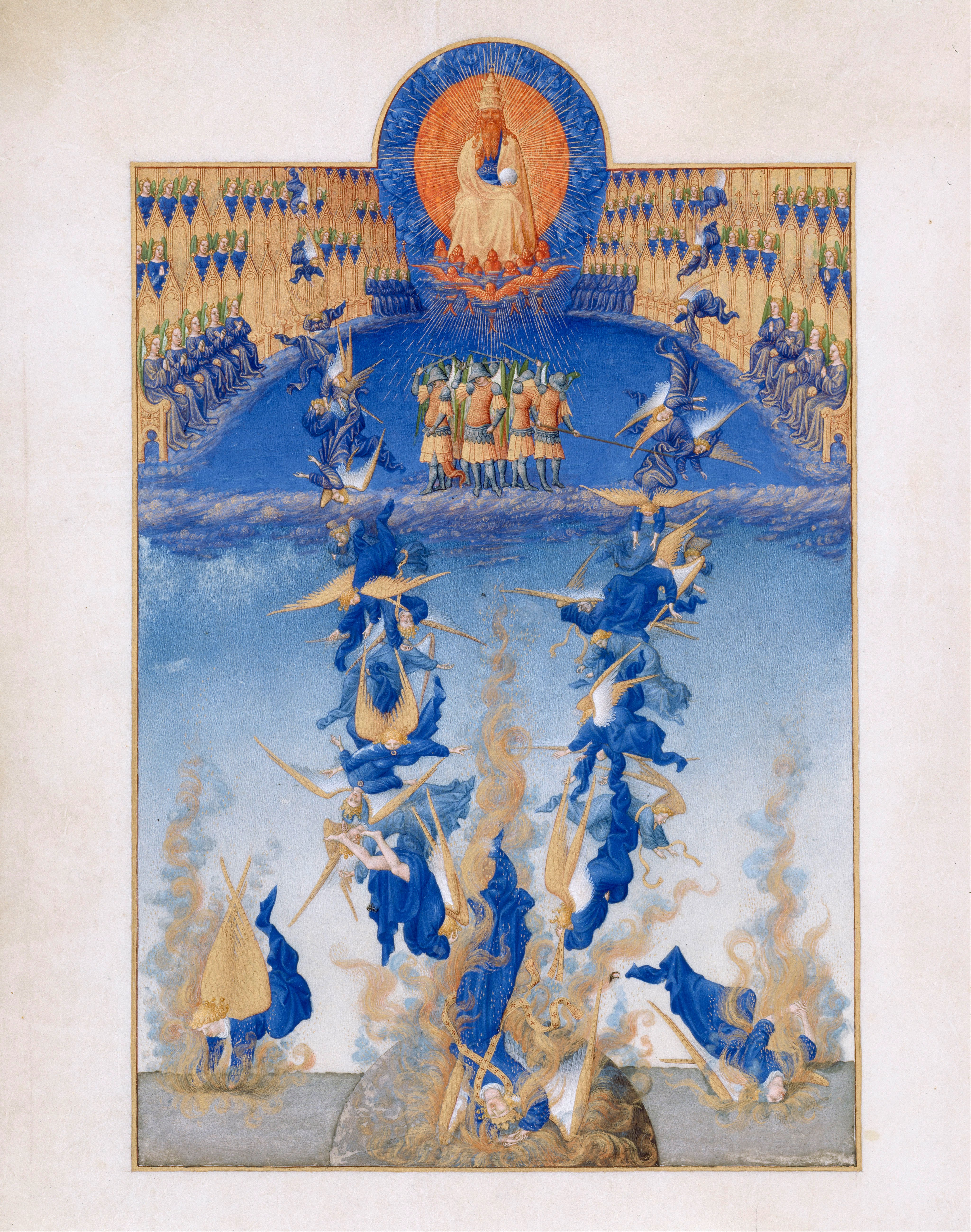
La Chute des anges rebelles, f.64.

Cette miniature se trouve au tout début des Psaumes pénitentiaux. Pourtant, cette scène n'est pas évoquée dans cette partie de l'Ancien Testament mais seulement dans quelques passages du Nouveau Testament. Il s'agit de la révolte de Lucifer contre Dieu et, plus précisément ici, de sa défaite et de sa chute entraînant des légions d'anges avec lui.
Le Seigneur, assis sur un trône, domine la scène. Il tient le globe de sa main gauche et, de sa main droite, indique le jugement de Lucifer. Les anges fidèles se tiennent à ses côtés, assis dans des stalles que les anges révoltés ont laissées vides. La milice de Dieu, bardée de casques et de cuirasses et armée d'épées, précipite les anges rebelles dans l'abîme. Lucifer est représenté tout en bas, entouré d'un halo formant comme une anti-auréole, mais toujours pourvu de ses attributs d'ange, la couronne et l'étole.
Cette iconographie, très rare dans un livre d'heures, a pu être inspirée par un panneau sur bois appartenant à un retable datant de 1340-1345, provenant de Sienne, attribué à un peintre anonyme surnommé le Maître des anges rebelles, et actuellement conservé au musée du Louvre. La principale différence réside dans le fait que les anges du panneau siennois prennent l'apparence de démons. Cette miniature est l'œuvre de Paul de Limbourg selon Meiss, de « Limbourg C » pour Cazelles.

#### L'Enfer, folio 108

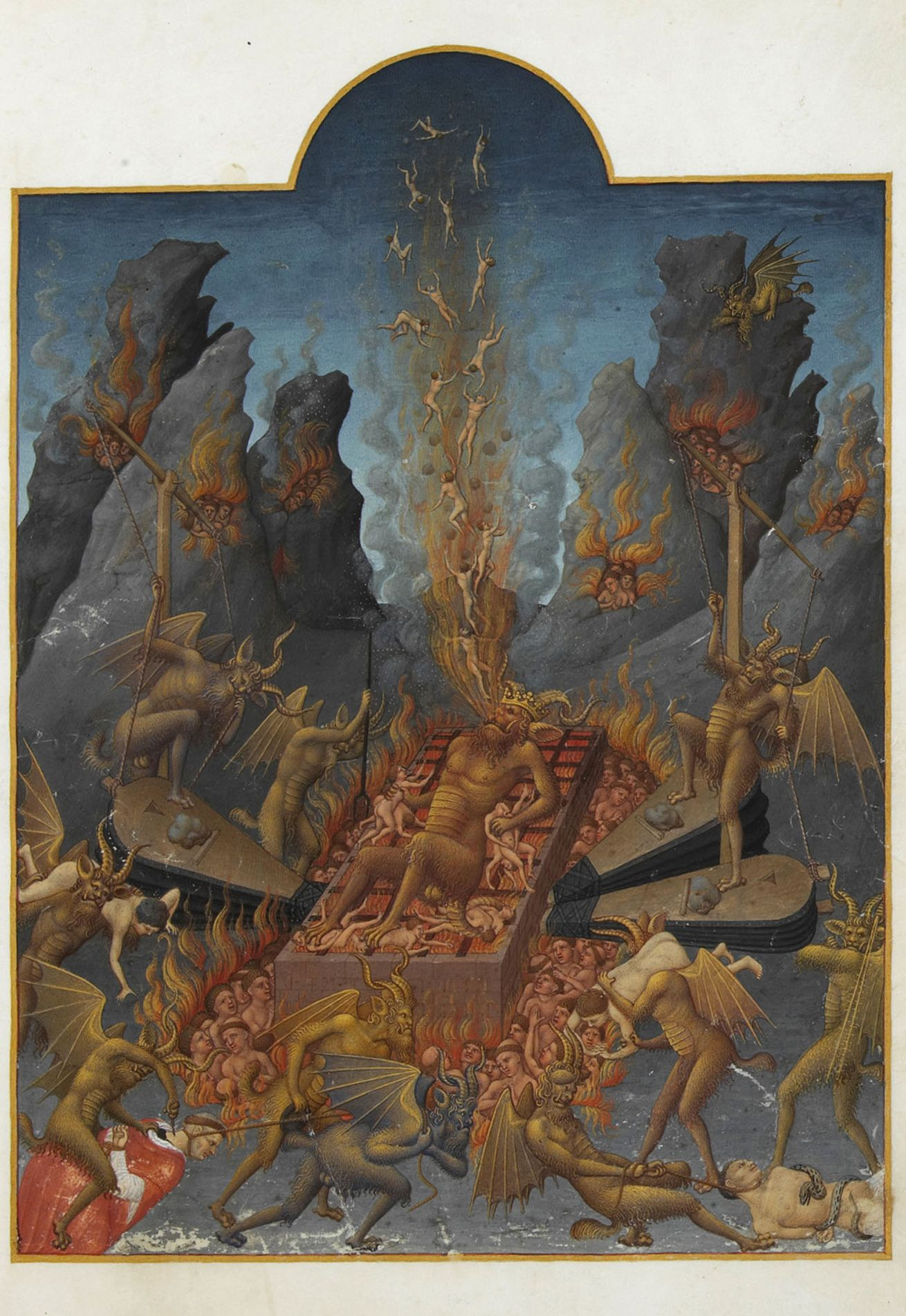
L'Enfer, f.108.

Cette miniature est placée à la fin de l'Office des Morts. Elle est inspirée d'un texte du milieu du XIIe siècle, La Vision de Tondale, récit d'un moine irlandais dénommé Marcus décrivant une vision de l'enfer et qui a fortement influencé l'imaginaire médiéval,.
Au centre de la composition, Satan est allongé sur un gril gigantesque d'où il saisit les âmes pour les projeter vers le haut par la puissance de son souffle brûlant. Des flammes sortent de lucarnes ouvertes dans les montagnes tourmentées se dressant à l'arrière-plan, où l'on aperçoit d'autres âmes damnées. Au premier plan, deux diables attisent le feu sous le gril à l'aide de trois grands soufflets. D'autres démons font subir des sévices aux hommes qui ont mal vécu, y compris un religieux tonsuré qui porte encore ses vêtements sacerdotaux.
Selon Meiss, la place de cette miniature aurait été prévue entre l'office de la Trinité et le petit office des morts, soit entre les feuillets 113 et 114. Jean de Limbourg en serait l'auteur. Cependant, comme les autres miniatures exceptionnelles, elle aurait tout aussi bien pu ne pas être peinte pour ce manuscrit. Il s'agirait de « Limbourg C » selon Cazelles.

#### Le Plan de Rome, folio 141

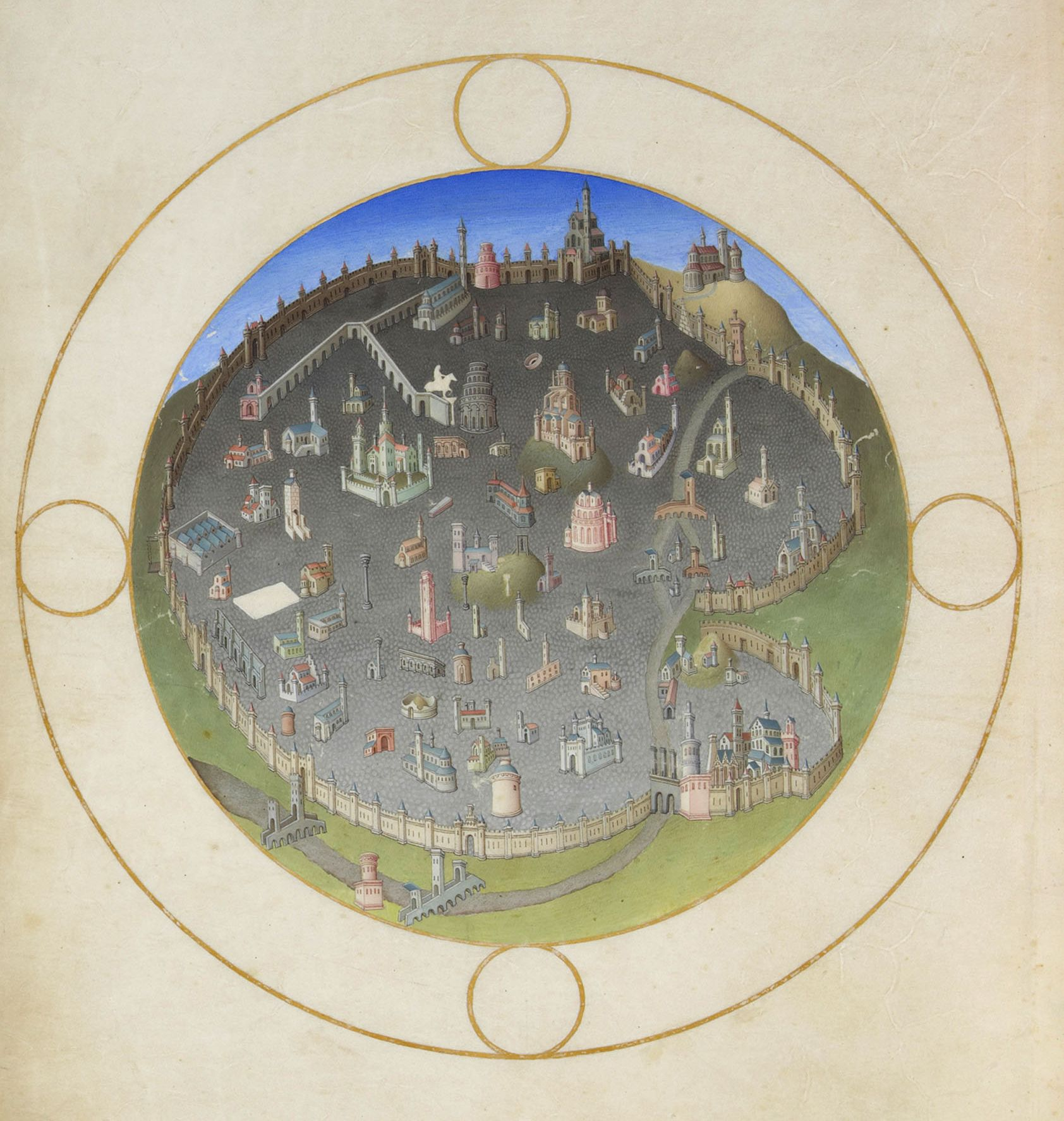
Le Plan de Rome, f.141.

La miniature, de forme ronde, s'insère entre les Offices de la Semaine et les Heures de la Passion. Sans aucun lien apparent avec cette partie du manuscrit, elle était peut-être destinée à illustrer, à l'origine, un Office de saint Pierre et saint Paul, tous deux martyrisés à Rome. Ce plan de la ville éternelle est réalisé comme une vue à vol d'oiseau, avec le nord en bas et le sud en haut. Ne sont représentés que les monuments antiques ou chrétiens, sans aucun bâtiment résidentiel ni aucune rue. Le plan semble centré sur le Capitole.
C'est une tradition antique de réaliser des cartes de formes rondes, tradition qui se poursuit tout au long du Moyen Âge. Ce sont surtout les mappemondes qui sont représentées ainsi mais beaucoup moins fréquemment les plans de villes. Le duc de Berry lui-même possédait plusieurs mappemondes de cette forme. Symboliquement, la ville de Rome renvoie au monde et le monde renvoie à la ville.
Il existe plusieurs œuvres en rapport avec ce plan. En premier lieu celui peint par Taddeo di Bartolo au Palazzo Pubblico de Sienne, dans la série de fresque des Allégories et figures de l'histoire romaine (1413-1414). Meiss a retrouvé un autre plan de Rome très proche, mais représentant plus de monuments, dans un manuscrit de la Conjuration de Catilina de Salluste, attribué au Maître d'Orose datant de 1418. Cependant, Meiss ne pense pas qu'il y ait une relation directe avec celui des Très Riches Heures, mais plutôt une influence par le biais d'œuvres intermédiaires aujourd'hui disparues. Un autre plan de Rome proche de celui des Très Riches Heures a été identifié dans un manuscrit du XIVe siècle du Compendium de Paolino da Venezia (it) (f.98),.
Une autre hypothèse voit dans le centre du plan des Très Riches Heures, la basilique Sainte-Marie d'Aracœli, située sur le Capitole : cette église serait située sur le lieu où la Vierge et l'Enfant seraient apparus à l'empereur Auguste, scène de prédilection du duc de Berry : elle se retrouve dans les Heures du Maréchal Boucicaut, dans les Belles Heures (f. 26v) ainsi que dans les Très Riches Heures (f. 22r). Le duc vouait en effet une admiration à l'empereur et aimait être comparé à lui. La miniature est de Jean de Limbourg selon Meiss, de « Limbourg C » selon Cazelles.

### Interprétation de l'iconographie

#### Les sources d'inspiration
Les Frères de Limbourg et leurs continuateurs ont travaillé sur le manuscrit en France, à Paris ou à Bourges sans doute, et se trouvent ainsi à l'époque au croisement entre l'influence de l'art des Pays-Bas et celui venu d'Italie. L'influence des Pays-Bas peut sembler évidente quand on sait que les frères de Limbourg sont originaires de Nimègue, alors dans le duché de Gueldre. Cependant, il est difficile de distinguer dans les Très Riches Heures une influence directe de l'art des provinces du nord. Parmi les rares œuvres de cette époque que l'on peut rapprocher du manuscrit, un retable, actuellement conservé au musée Mayer van den Bergh, présente des similitudes avec certaines scènes peintes par les trois frères. Il provient de la région mosane ou du sud des Pays-Bas et prend la forme d'une tour, présentant des scènes de l'enfance du Christ. Les Limbourg ont peut-être pu observer cette œuvre à l'occasion d'un passage dans le Brabant où le retable semble avoir été conservé. Mais il reste difficile trouver des traces d'autres œuvres nordiques ayant pu inspirer les Limbourg. D'autres oeuvres rappellent les postures et costumes des personnages des Limbourg : c'est le cas d'un dessin conservé à la Bibliothèque de l'université d'Uppsala ou dans une miniature représentant Marie de Gueldre dans un livre d'heures dont elle a été la propriétaire. Mais la datation de ces deux oeuvres étant peu précise, il est difficile de savoir si elles ont influencé les trois frères ou si elles ont été influencées par eux.

Exemples d'œuvres nordiques ayant pu influencer certaines miniatures des Très Riches Heures
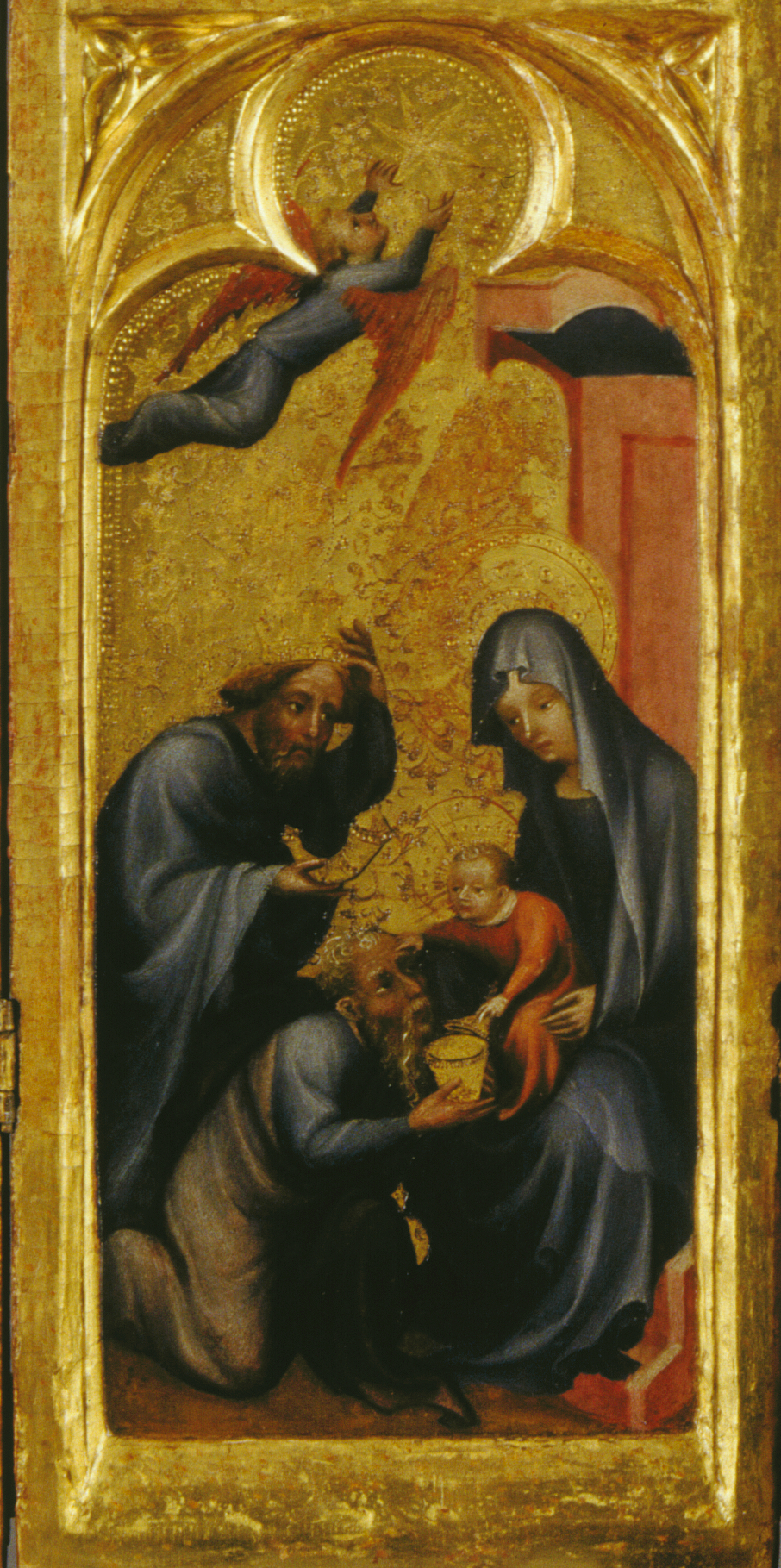
Adoration des mages, détail d'un retable, vers 1390-1400, musée Mayer van den Bergh.
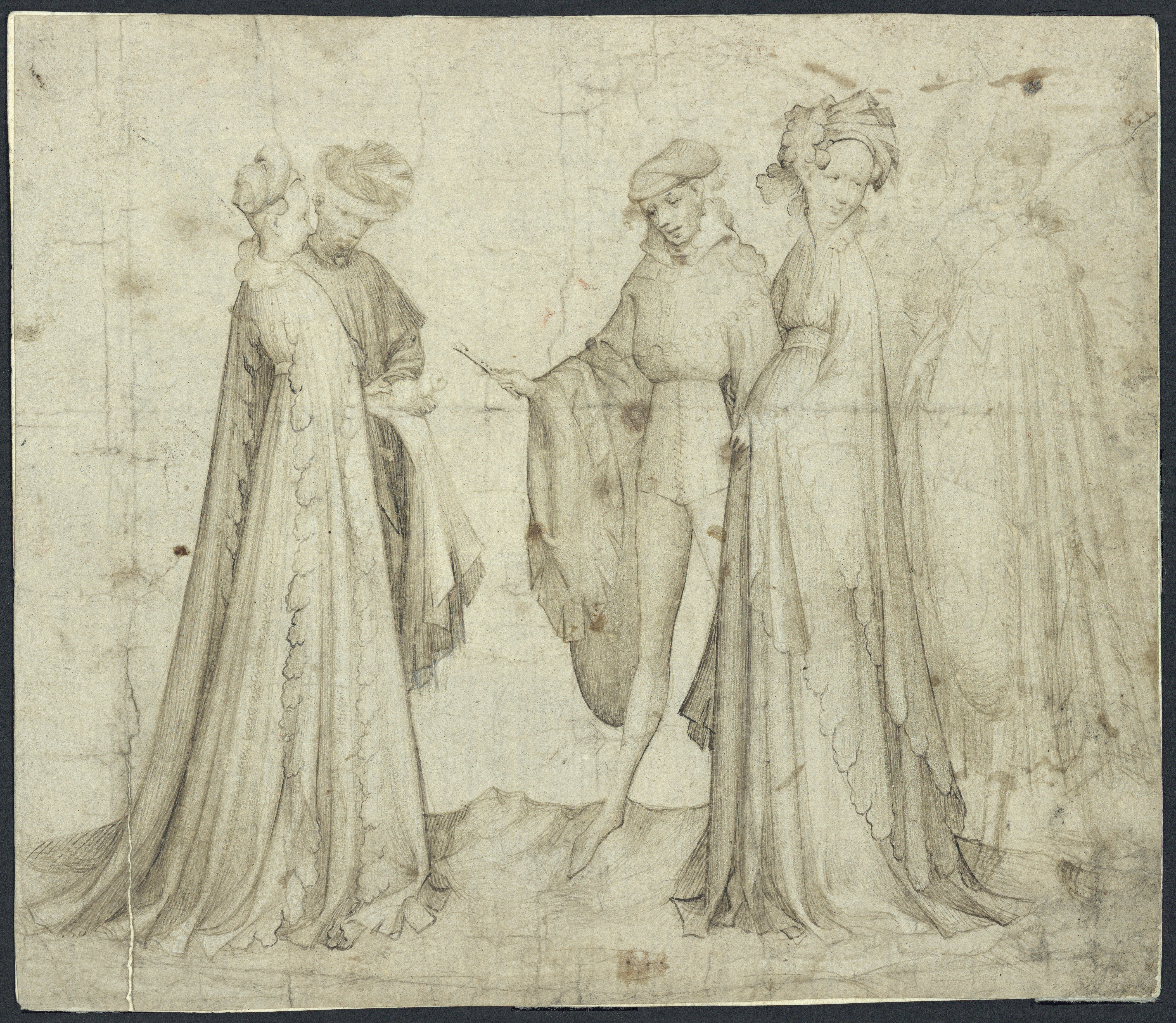
Société en habits de cour, vers 1410-1415, Bibliothèque de l'université d'Uppsala.
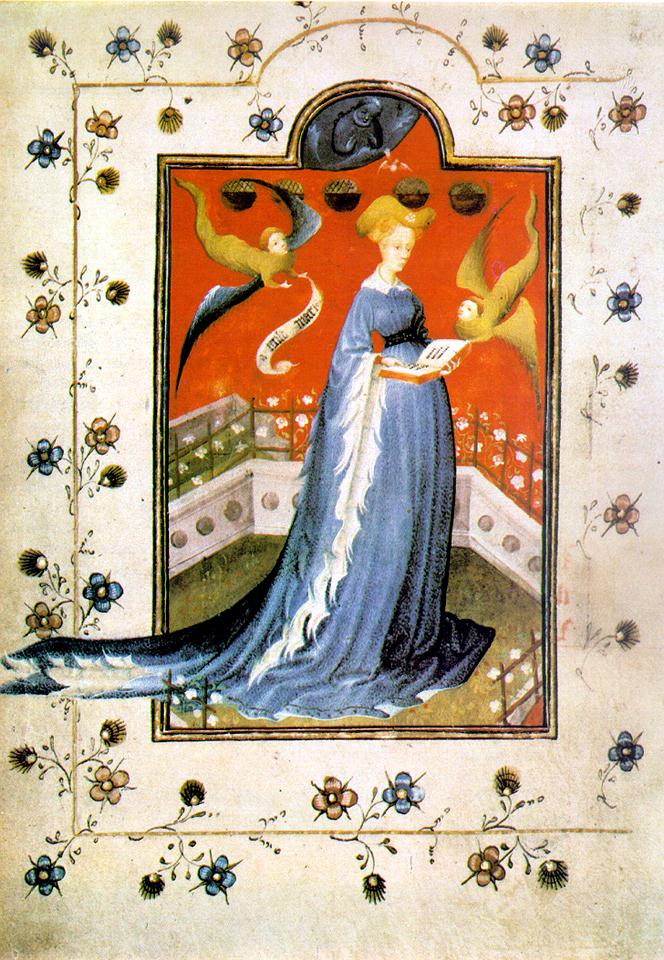
Marie d'Harcourt, duchesse de Gueldre, Livre d'heures de Marie d'Harcourt, Bibliothèque d'État de Berlin.

Ce n'est pas le cas en revanche des sources d'inspiration italienne. Elles sont relativement abondantes dans plusieurs miniatures. Outre celles déjà citées, on note par exemple une influence du retable Orsini peint par le siennois Simone Martini dans plusieurs scènes de la Passion du Christ des Très Riches Heures : Le Portement de la croix (f.147), ou encore La Descente de croix (f.156v). L'influence italienne est tellement évidente que pour Meiss, l'un des trois frères, peut-être Paul, a fait le voyage en Italie, et ce par deux fois. Cependant, l'influence des œuvres italiennes se fait essentiellement à travers certaines compositions et certains motifs, notamment dans la position des personnages ou des animaux. Si les frères de Limbourg avaient véritablement été confrontés à des œuvres italiennes, l'influence aurait été ressentie jusque dans les modelés des figures ou des draperies. Sans avoir traversé les Alpes, les trois frères peuvent tout à fait avoir été influencés par des croquis ou dessins rapportés de là-bas, des manuscrits enluminés ou par quelques panneaux peints italiens déjà présents en France à l'époque.

Exemples d'œuvres italiennes ayant pu influencer certaines miniatures des Très Riches Heures
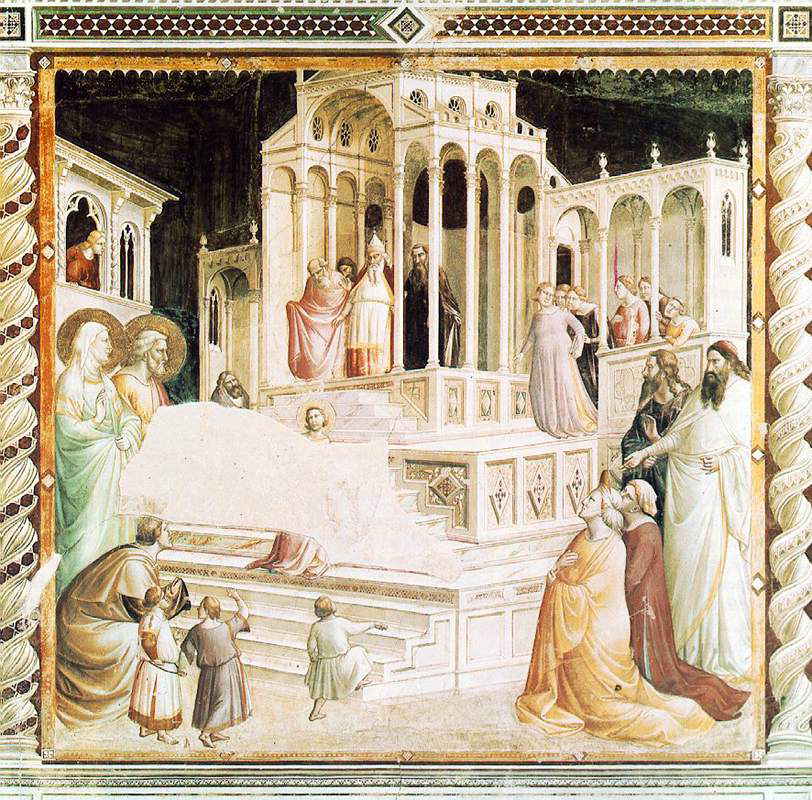
Présentation de la Vierge au temple, fresque, basilique Santa Croce de Florence, 1328-1330.
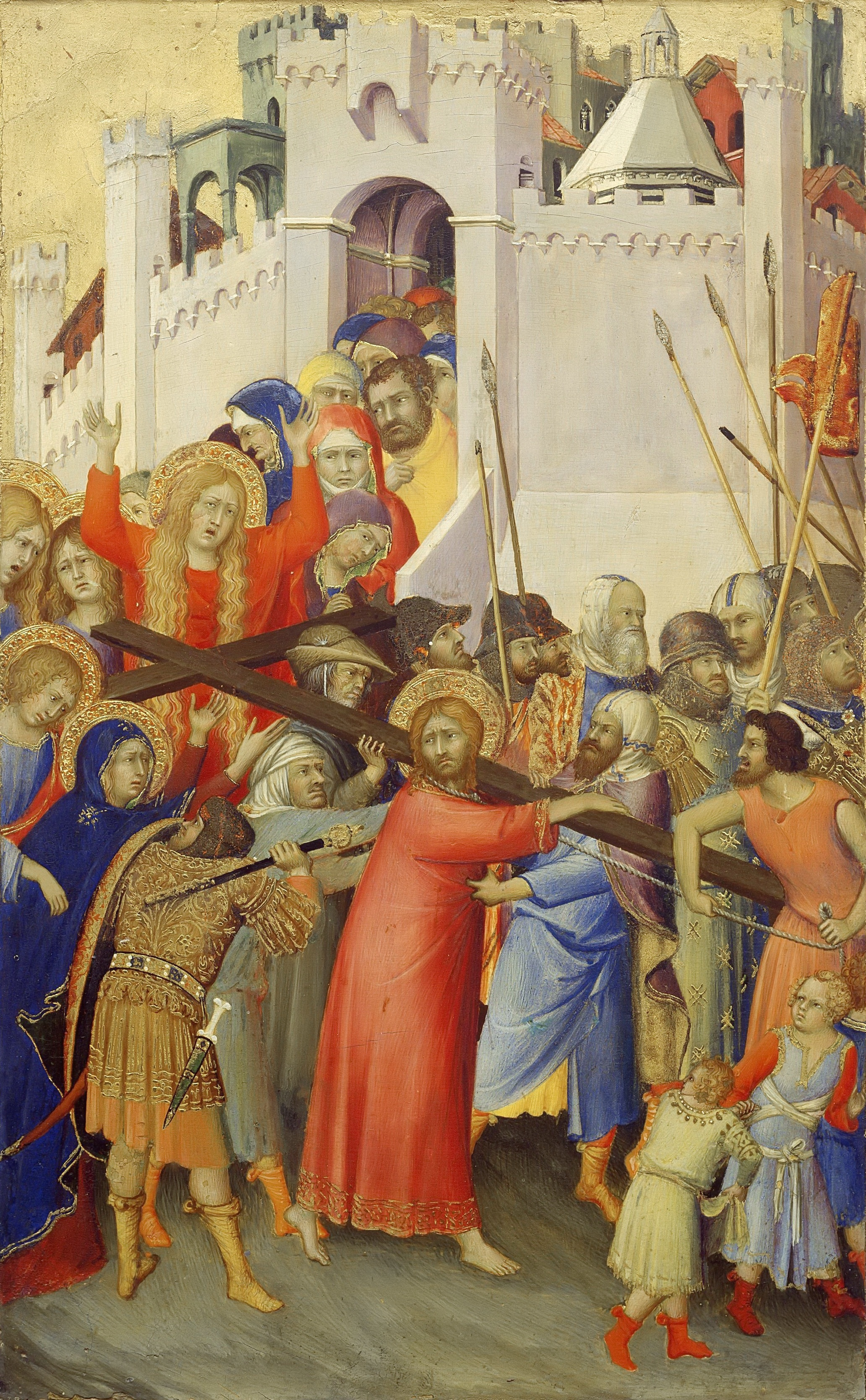
Le Portement de Croix, retable Orsini, Simone Martini, musée du Louvre, vers 1320-1330.
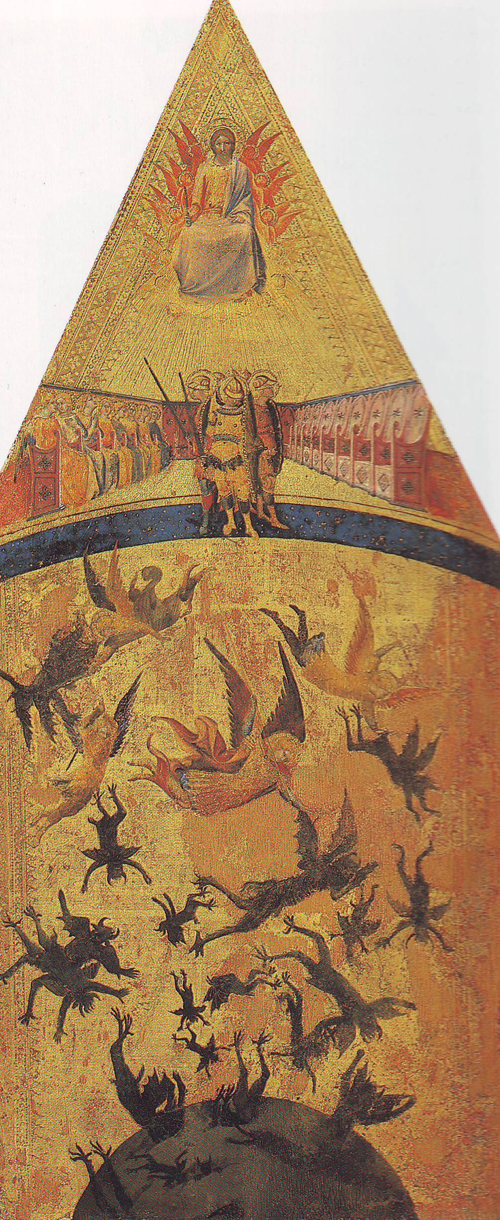
La Chute des anges rebelles, panneau, musée du Louvre, vers 1340.
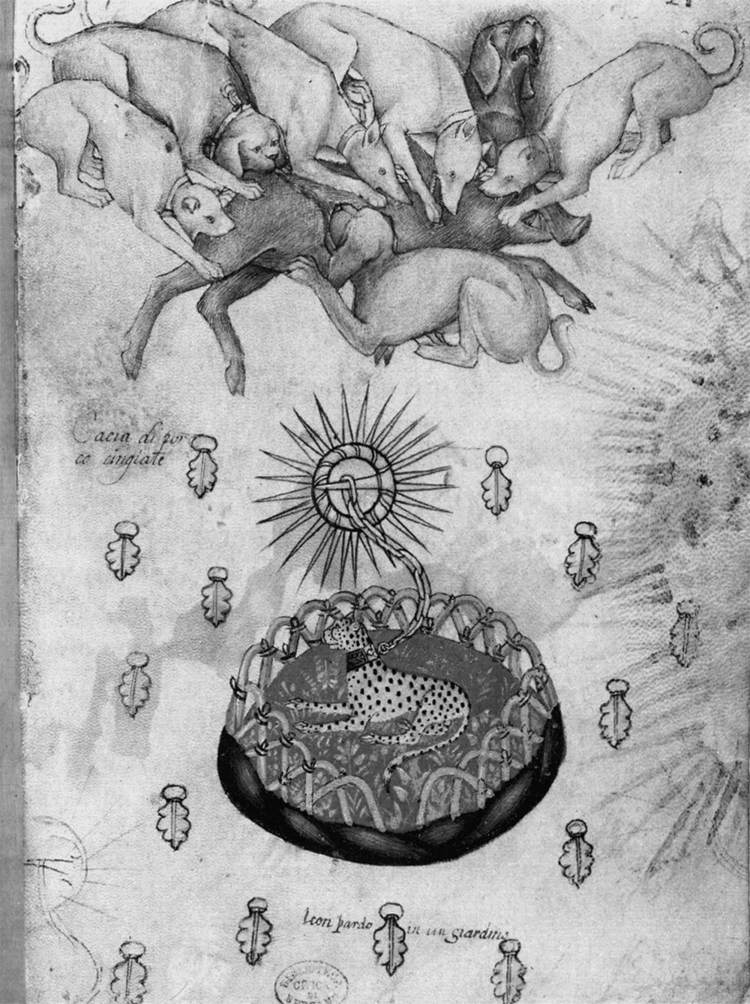
Scène de chasse, Giovannino de' Grassi, bibliothèque de Bergame, vers 1380-1400.

#### L'identification des personnages et des symboles
Dès les premières études, les iconographes ont tenté d'identifier des personnes ayant existé dans les personnages des enluminures et notamment dans ceux du calendrier. Lors de sa première observation du manuscrit, le duc d'Aumale reconnaît Jean de Berry dans la miniature de janvier et par la suite, de nombreux chercheurs ont tenté d'identifier d'autres personnages. Mais autant la première identification n'a jamais posé de problème, autant les autres n'ont jamais permis d'accorder les historiens de l'art entre eux. Les tentatives d'identification se sont multipliées au sujet de la miniature de janvier, mais aussi pour celles d'avril, de mai et d'août, car beaucoup de scientifiques pensent que les personnages devaient être connus des personnes amenées à consulter l'ouvrage au XVe siècle. La tentative la plus affirmée est celle de Saint-Jean Bourdin pour qui chaque scène correspond à un événement précis de l'histoire de Jean de Berry, tel un album de famille ; mais les universitaires ont presque tous repoussé ses identifications, soulignant des incohérences de générations et de dates.

Exemples de tentatives d'identification de personnages
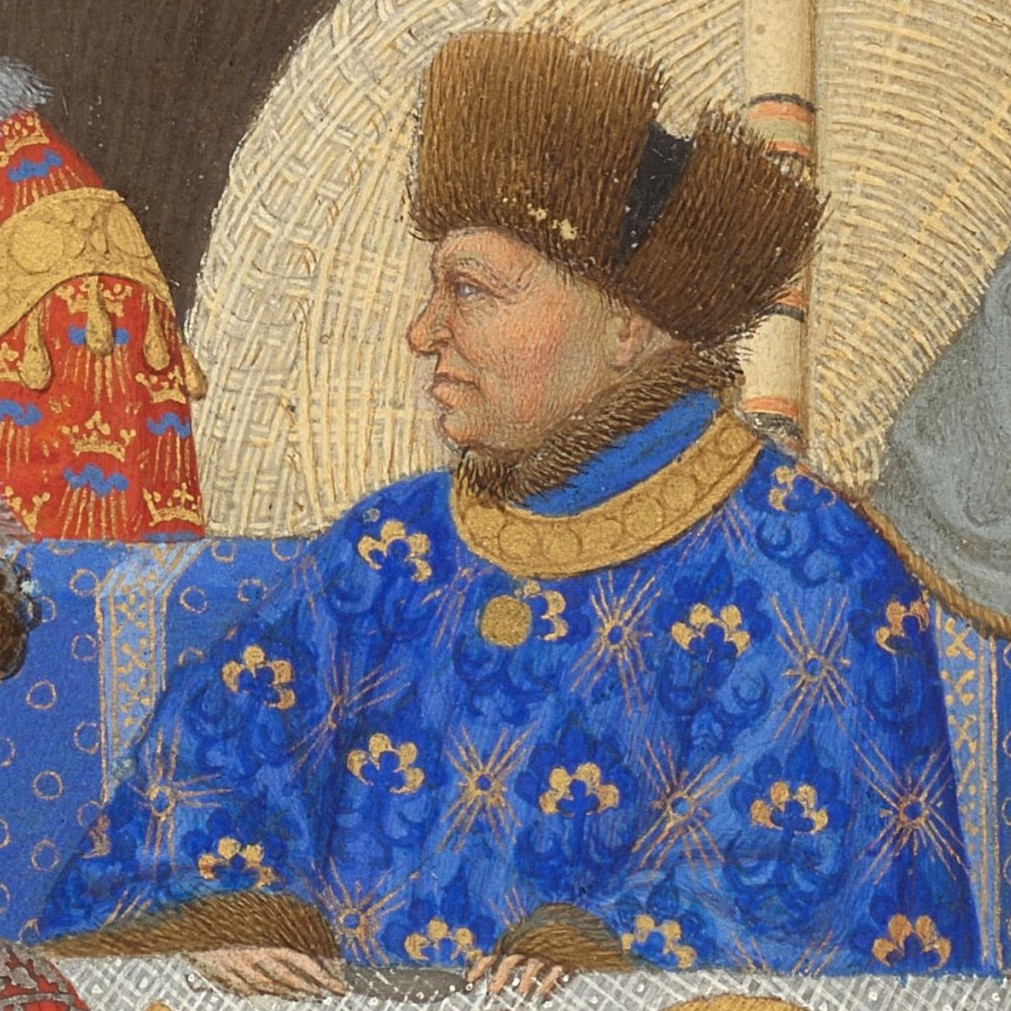
Représentation de Jean de France, duc de Berry, Janvier, f.1.
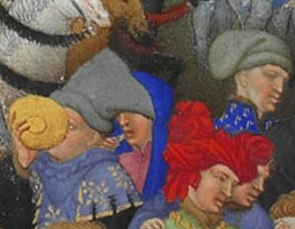
Représentation des frères de Limbourg ? Janvier, f.1.
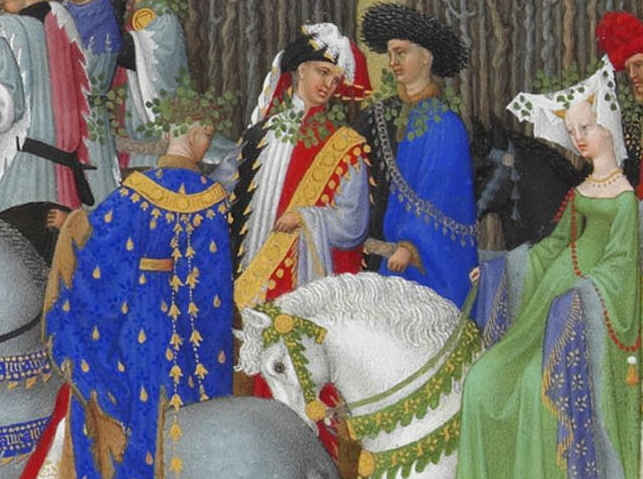
Jean Ier de Bourbon à gauche et Marie de Berry ? Mai, f.5.
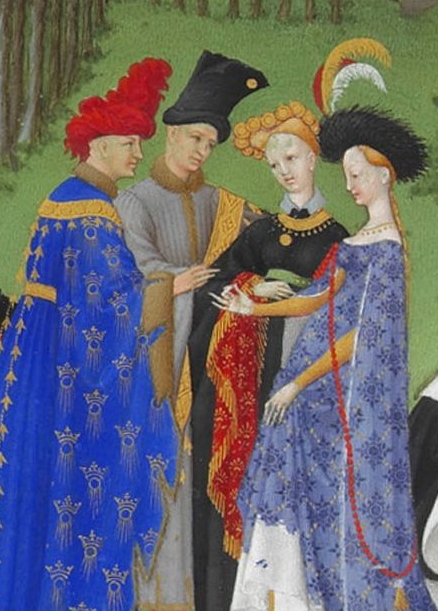
Fiançailles de Marie de Berry, fille du duc de Berry, et de Jean Ier de Bourbon le 27 mai 1400 ou celles de Bonne d'Armagnac avec Charles Ier d'Orléans, le 18 avril 1410 ? Avril, f.4.

De plus en plus d'historiens de l'art ont tenté de se défaire de cette vision, selon eux insoluble, de l'ouvrage pour rechercher une explication de cette représentation réaliste des personnages. Pour Erwin Panofsky, cette représentation est à mettre en perspective avec la tendance, toujours plus affirmée dans le courant du XVe siècle, des artistes à verser dans le naturalisme. Cependant, selon des études plus récentes comme celle de Stephen Perkinson, cette explication quelque peu téléologique de l'histoire de l'art doit être mise de côté pour une explication plus en phase avec les mentalités des peintres de cour à cette époque.
Selon Perkinson, l'identification d'un personnage à cette époque se faisait, non pas par la représentation réaliste d'un visage, mais bien davantage par tout un ensemble de signes para-héraldiques, tels qu'ils ont été définis notamment par Michel Pastoureau. L'étude de ces signes permet ainsi de reconnaître des messages politiques contenus dans certaines miniatures. Lorsque les soldats, qui accompagnent le Christ dans sa Passion (folios 143, 146v et 147), portent en sautoir la croix blanche de Saint-André, signe de ralliement des Bourguignons lors de la guerre de Cent Ans, c'est un moyen pour le duc de Berry, chef du parti adverse des Armagnacs de désigner ses ennemis comme les ennemis de Dieu.
L'entourage du duc ou ses artistes pouvaient facilement distinguer ces signes à l'époque, mais ils nous restent profondément obscurs aujourd'hui : la couleur d'un habit, les motifs d'un costume, les décors d'une tenture, la devise partiellement inscrite. Autant de signes volontairement obscurs car réservés à quelques privilégiés se voulant proches du duc et seuls capables de distinguer ces symboles. Seul le portrait de Jean de Berry est réaliste car c'est le commanditaire de l'ouvrage et patron des artistes. Un portrait réaliste des autres personnages n'était donc pas nécessaire, mais seulement accessoire parmi les nombreux signes permettant de les identifier. Pour autant, rien ne nous dit jusqu'à présent que ces personnages pourraient être identifiés formellement. Cet ensemble de signes complexes et difficilement déchiffrables est un moyen pour les frères de Limbourg de montrer leur familiarité avec le duc et sa famille ainsi que leur fidélité envers leur commanditaire.

#### Les représentations architecturales
Plusieurs miniatures représentent de manière très détaillée des bâtiments contemporains des Très Riches Heures, à tel point que Panofsky parle de « portraits architecturaux ». Neuf peintures du calendrier représentent des châteaux : le château de Lusignan pour le mois de mars, le château de Dourdan pour avril, le Châtelet et le palais de la Cité pour mai, le palais de la Cité en juin, le château de Poitiers en juillet, le château d'Étampes en août, le château de Saumur en septembre, le château du Louvre en octobre et le château de Vincennes en décembre. D'autres bâtiments sont identifiables dans les autres miniatures du manuscrit : c'est le cas par exemple de plusieurs bâtiments de Poitiers dans L'Annonce aux bergers (f.48), une vue de Paris dans La Rencontre des rois mages (f.51v), une vue de Bourges dans L'Adoration des mages (f.52r), la façade de la cathédrale Saint-Étienne de Bourges dans La Présentation de la Vierge au temple (f.137), le château de Mehun-sur-Yèvre dans La Tentation Christ (f.161v) et enfin le Mont Saint-Michel dans La Fête de l'Archange (f.195).

Exemples de miniatures des Très Riches Heures représentant des bâtiments identifiés
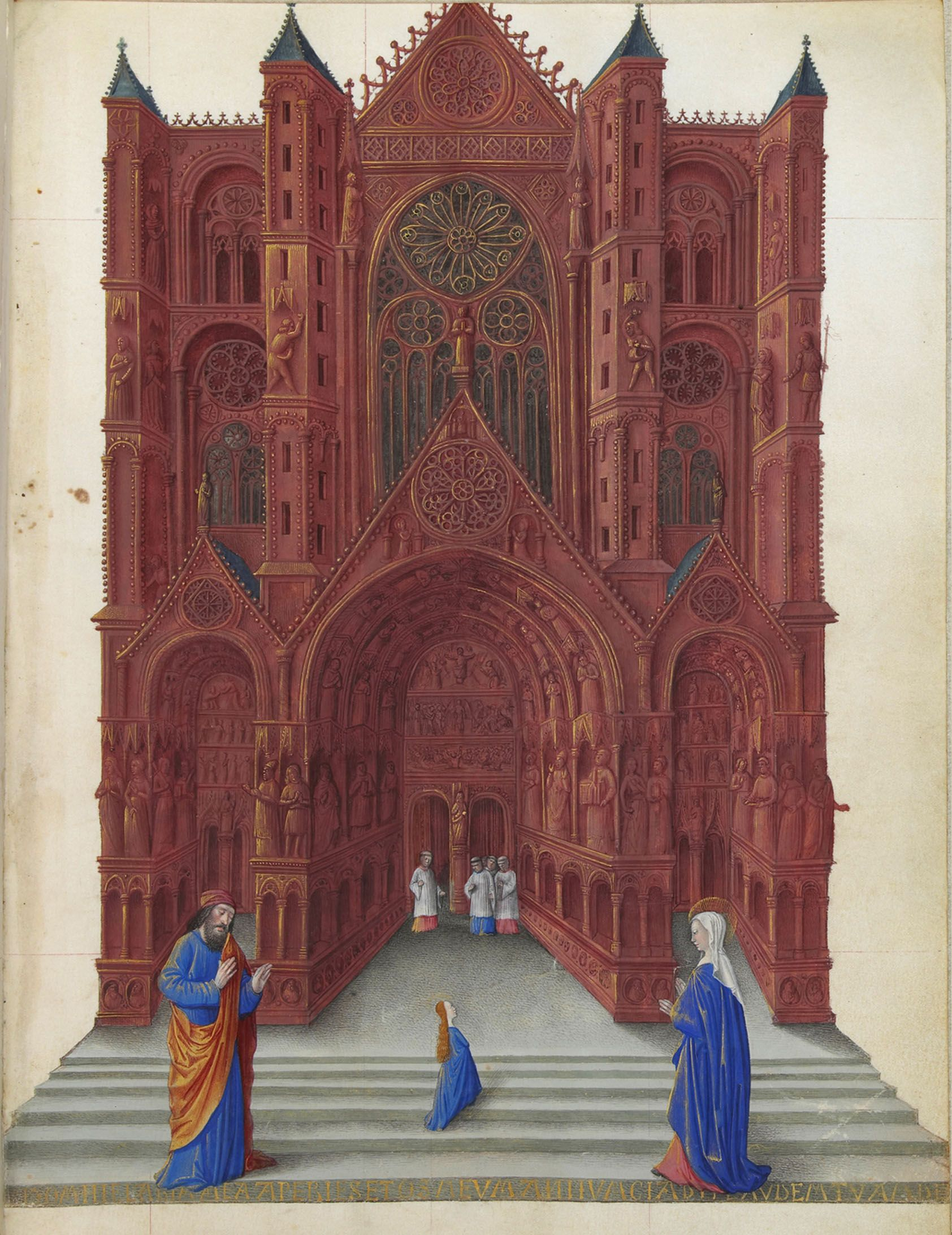
La façade de la cathédrale Saint-Étienne de Bourges dans La Présentation de la Vierge au temple, f.137.
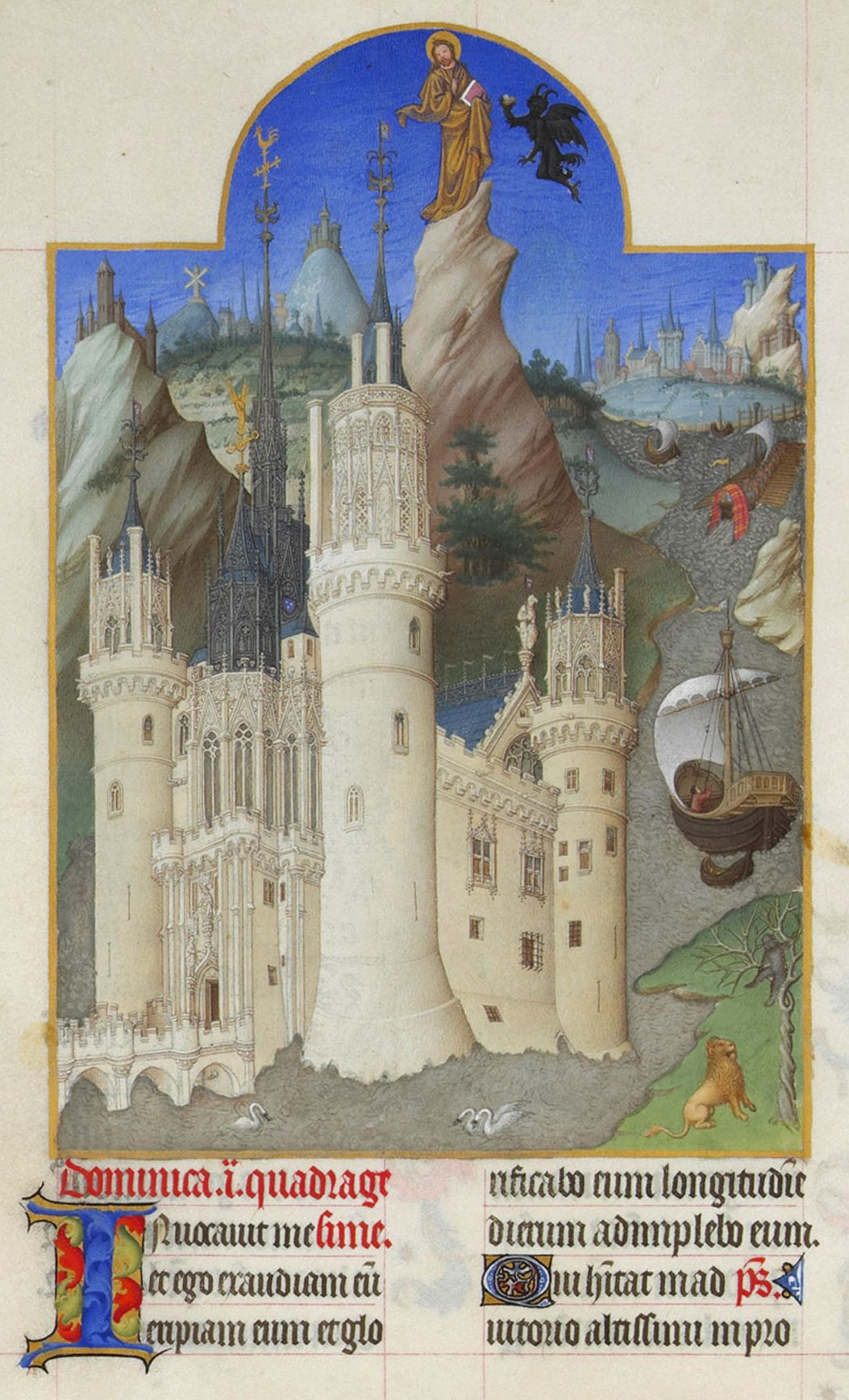
Le château de Mehun-sur-Yèvre dans La Tentation Christ, f.161v.
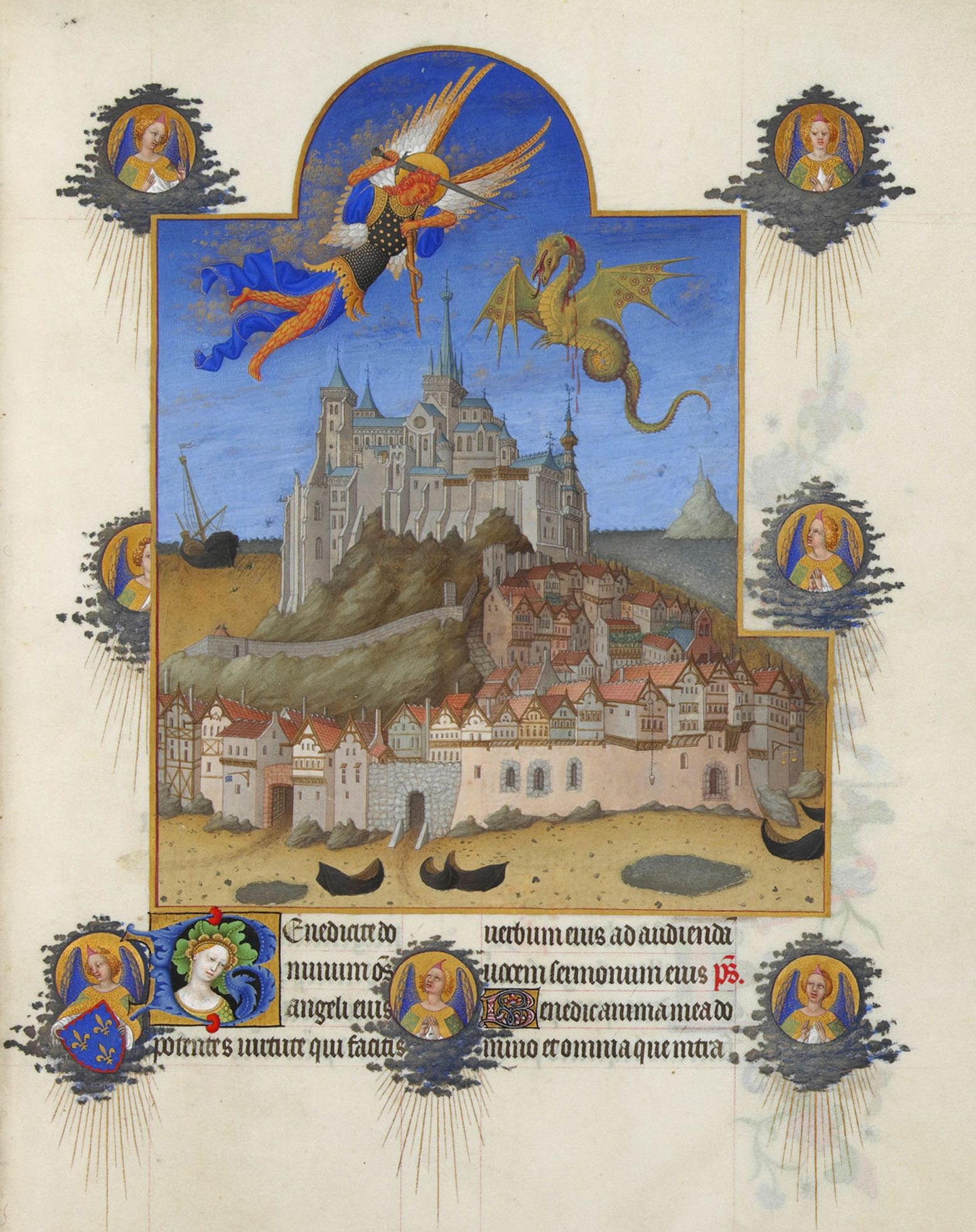
Le Mont Saint-Michel dans La Fête de l'Archange, f.195.
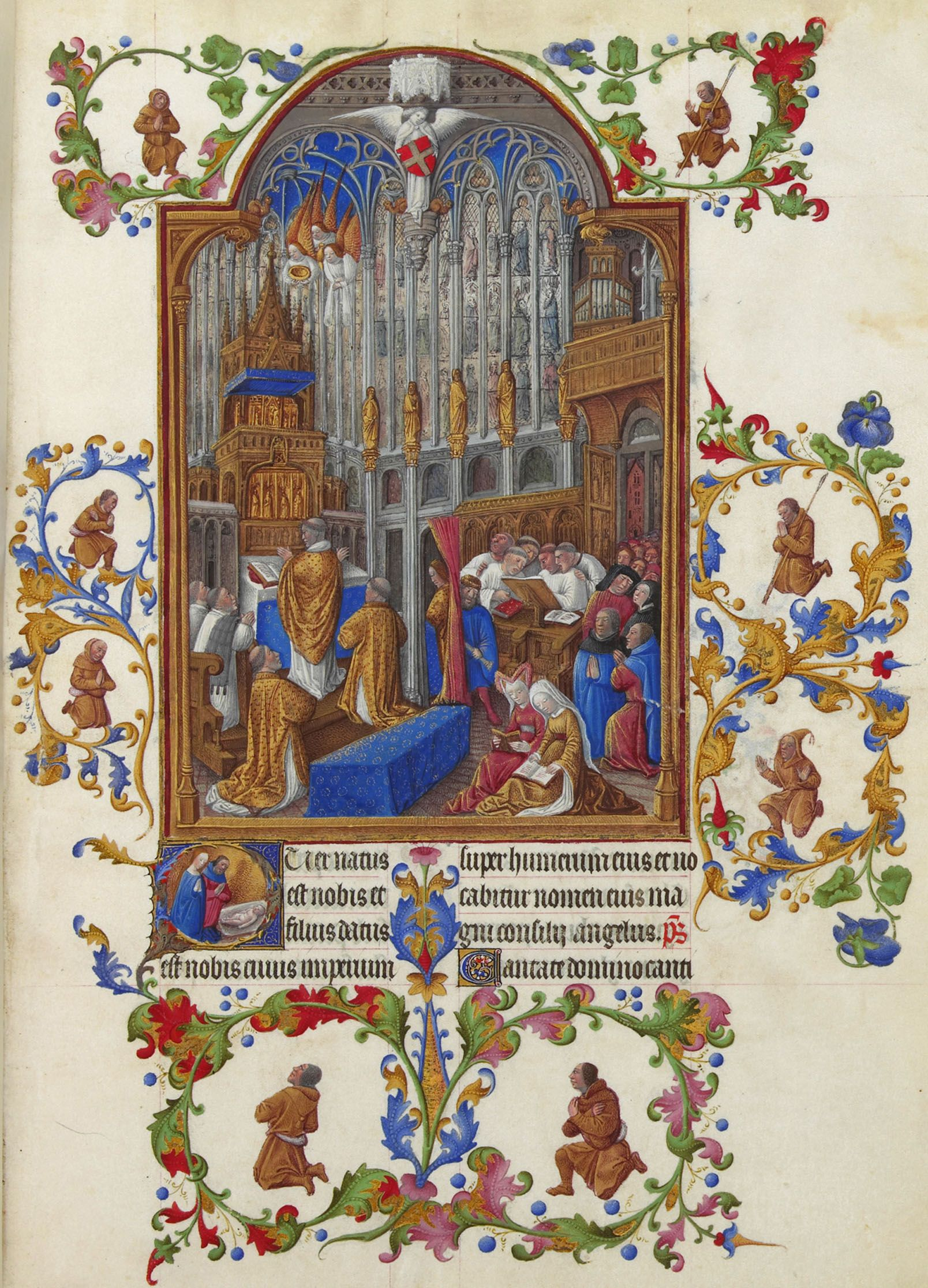
Intérieur de la Sainte-Chapelle du château des ducs de Savoie de Chambéry, f.158r.

Pour la miniature de Mai, on hésite entre les toits de Riom ou ceux de Paris, même si la majorité des historiens y voit plutôt la capitale du royaume. Plusieurs bâtiments sont liés plus ou moins au duc de Berry. Le château de Poitiers a été construit par le duc à la fin du XIVe siècle, celui de Mehun-sur-Yèvre lui appartient jusqu'en 1412, celui de Lusignan jusqu'à sa mort, le château d'Étampes lui appartient à partir de 1400. Le duc a fait réaliser la grande fenêtre et le pignon qui réunissent les deux tours de la cathédrale de Bourges représentées sur la miniature. Le palais de la cité, le château du Louvre et celui de Vincennes sont des résidences officielles du roi de France, soit successivement le père, le frère et le neveu du duc. Le lien entre le duc et le château de Saumur est plus ténu : il a appartenu à Yolande d'Aragon, belle-sœur de Jean de Berry mais surtout belle-mère de Charles VII. Ce lien a fait penser que Yolande avait été la seconde propriétaire des Très Belles Heures, d'autant qu'elle a été, de manière attestée, propriétaire des Belles Heures du duc de Berry. Cette miniature a en effet été réalisée par le peintre intermédiaire des années 1440. Cependant, ce peintre a aussi réalisé les vues des châteaux de Lusignan, Poitiers, la Cité, le Louvre, Vincennes. Un seul personnage fait le lien entre ces six châteaux, il s'agit du roi Charles VII lui-même, ce qui fait dire que ce peintre intermédiaire vivait dans l'entourage immédiat du roi.
La chapelle de La Messe de Noël (f.158) est parfois identifiée à la Sainte-Chapelle de Bourges mais plusieurs détails distinguent le bâtiment représenté de celui présent par exemple dans le livre d'heures d'Étienne Chevalier. Il pourrait s'agir plus vraisemblablement de la Sainte-Chapelle du château des ducs de Savoie de Chambéry construite à l'initiative d'Amédée VIII et représentée ici par Jean Colombe dans son état des années 1480. En bas de la miniature du saint Sacrement (f.129v.), est figuré le miracle de la mule de saint Antoine de Padoue à l'origine de la fondation de l'église Saint-Pierre-le-Guillard de Bourges. Jean Colombe y aurait représenté, de manière inversé, la façade occidentale du Palais Jacques-Cœur.
Pour expliquer la raison de ces représentations réalistes, là encore, plusieurs historiens de l'art comme Panofsky et Meiss ont avancé la tendance au plus grand naturalisme de la peinture à l'époque. Il s'agit aussi, par ailleurs, de montrer, au duc et au propriétaire suivant du manuscrit, l'étendue de ses actuelles et anciennes possessions. Ces représentations pourraient avoir été inspirées par un registre des fiefs du duc illustré de ses principales propriétés, aujourd'hui disparu, tout comme l'avait fait auparavant Louis II de Bourbon dans son Registre des fiefs du comté de Clermont-en-Beauvaisis (vers 1371-1376) ou plus tard Charles Ier de Bourbon dans l’Armorial de Guillaume Revel,.

#### La représentation des paysans
Les miniatures des Très Riches Heures sont souvent présentées comme proches des réalités de la vie quotidienne. Elles s'attachent particulièrement à représenter deux des trois ordres, ceux qui combattent et travaillent, les seigneurs et les paysans. Si cette représentation des paysans s'attache à un certain naturalisme, elle reste sans doute empreinte de l'idéologie du commanditaire selon l'historien Jonathan Alexander. En effet, même si ces représentations semblent réalistes dans les détails des travaux des champs, les paysans sont systématiquement représentés selon lui comme des personnages « incultes, grossiers, vulgaires ». On les voit ainsi souvent dans des positions scabreuses, avec leurs parties génitales visibles par exemple dans la miniature de février, tournant leur postérieur vers le lecteur dans celles de mars ou de septembre, les bergers ont leurs vêtements en lambeaux dans celle de juillet. Même les boutons dorés que porte le berger de gauche sur son manteau déchiré dans L'Annonce aux bergers (f.48), sont un moyen de le ridiculiser, tel un vulgaire voulant s'habiller au-dessus de son statut. Ces représentations sont mises systématiquement en opposition avec les représentations idylliques des aristocrates dans les autres miniatures du calendrier ou parfois même dans la même miniature comme dans celle d'août.

Exemples de représentations de paysans
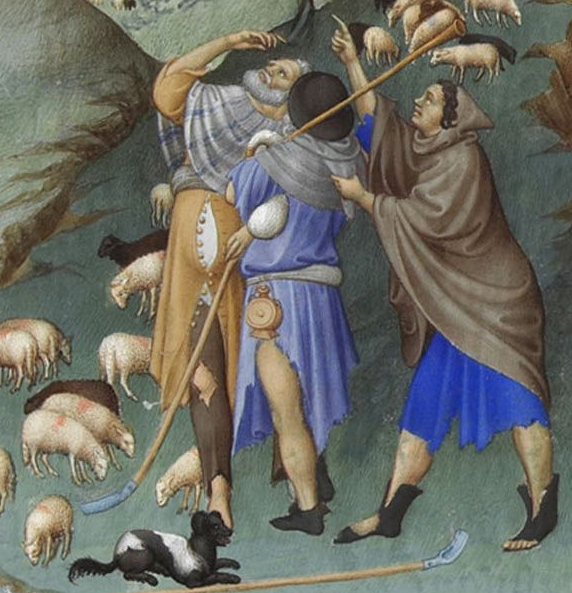
Bergers dans L'Annonce aux bergers, f.48.
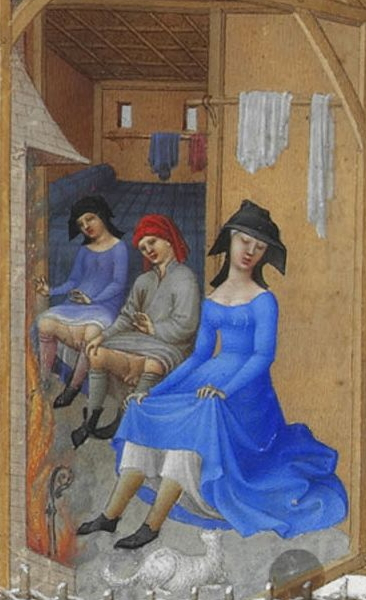
Intérieur paysan, Février, f.2.
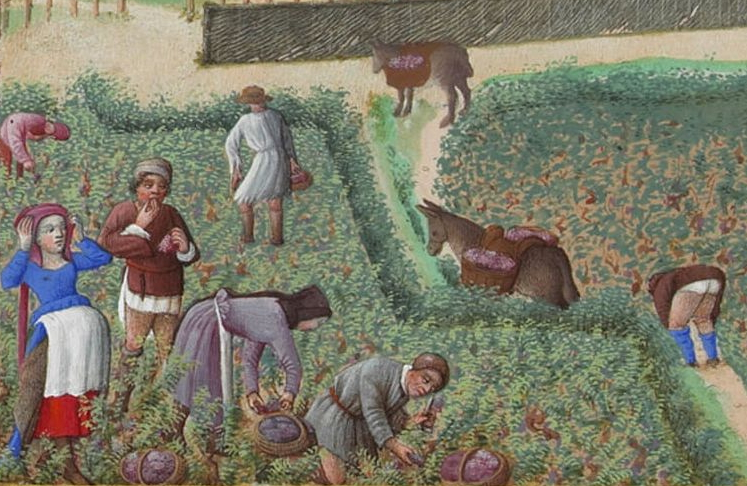
Scène de vendange, Septembre, f.9.

Pour Panofsky, le calendrier des Très Riches Heures marque un tournant dans l'histoire des calendriers du Moyen Âge : « une présentation purement descriptive de travaux et de passe-temps saisonniers dans le cadre d'une société stratifiée, mais essentiellement homogène [tels qu'ils sont figurés dans les premiers calendriers] se transforme ici en une caractérisation antithétiques de deux classes divergentes ». Pour Jonathan Alexander, cette représentation va plus loin, il s'agit de la vision véritablement méprisante du monde paysan par le commanditaire de l'ouvrage. En effet, Jean de Berry, prince dépensier, est connu pour avoir particulièrement pressuré ses sujets pour en extorquer des impôts en grande quantité. Jean Froissart va même jusqu'à le qualifier d'« homme le plus avare du monde ». La présence de ses châteaux dominant les scènes paysannes rappelle cette pression exercée sur ses sujets.

## Influence et diffusion de l'œuvre

### L'influence du manuscrit sur les autres enlumineurs
Les frères de Limbourg ont été pendant une importante partie de leur carrière des artistes de cour et non des artistes d'atelier formant des élèves. Ils n'ont donc pas influencé directement une génération de peintres enlumineurs. Pourtant, les historiens de l'art sont parvenus à trouver de multiples traces de l'influence des enluminures des Très Riches Heures sur les œuvres des autres artistes contemporains ou postérieurs.
Les frères de Limbourg exercent dans un premier temps une influence directe sur les enlumineurs contemporains : en embauchant d'autres peintres pour compléter le manuscrit, ceux-ci accèdent à leurs dessins et motifs qu'ils vont pouvoir copier ou imiter dans les manuscrits qu'ils réalisent pour leur propre compte, au même moment ou un peu plus tard. Cette influence est toujours partielle : en effet, les peintres collaborateurs ne devaient disposer que des cahiers qu'ils étaient chargés de compléter et non de la totalité de l'ouvrage. Ainsi le Maître de Bedford, en collaborant avec les frères de Limbourg, réutilise plusieurs éléments et détails dans plusieurs de ses œuvres telles que le Bréviaire de Louis de Guyenne dit aussi de Châteauroux, les Heures Lamoignon ou les Heures de Vienne, mais surtout dans les Heures de Bedford, notamment pour L'Adoration des mages (f.75r). C'est le cas aussi dans le Bréviaire de Jean sans Peur. Une influence plus indirecte et un peu plus tardive, se retrouve chez le Maître de Spitz, actif à Paris dans les années 1420, dans le Livre d'Heures de Spitz et notamment le portement de croix (f.31) très similaire à celui des Très Riches Heures,.
L'influence des Très Riches Heures se retrouve aussi dans les manuscrits contemporains de Jean Colombe. En effet, celui-ci, en réalisant l'achèvement du manuscrit à Bourges, a contribué à faire connaître ses miniatures dans les milieux des enlumineurs berrichons. Ainsi dans les Heures à l'usage de Rome, réalisé dans l'entourage du peintre Jean de Montluçon vers 1500, l'influence des Très Riches Heures se retrouve dans le calendrier illustré en pleine page, le motif du laboureur, du semeur, de la vigneronne remettant sa coiffe en place ainsi que la scène de la glandée, identique mais inversée. Cette influence se retrouve également dans les manuscrits enluminés par Colombe lui-même : ainsi dans le Livre d'heures à l'usage de Troyes , on retrouve le palais de la cité, ainsi que des démons dans une scène infernale semblables à ceux de L'Enfer.

Exemples de miniatures influencées par Les Très Riches Heures
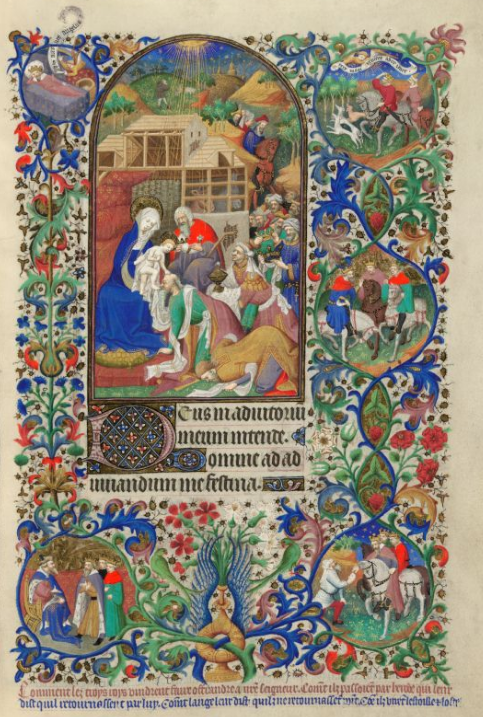
Les Heures de Bedford, L'Adoration des Mages, f.75r.
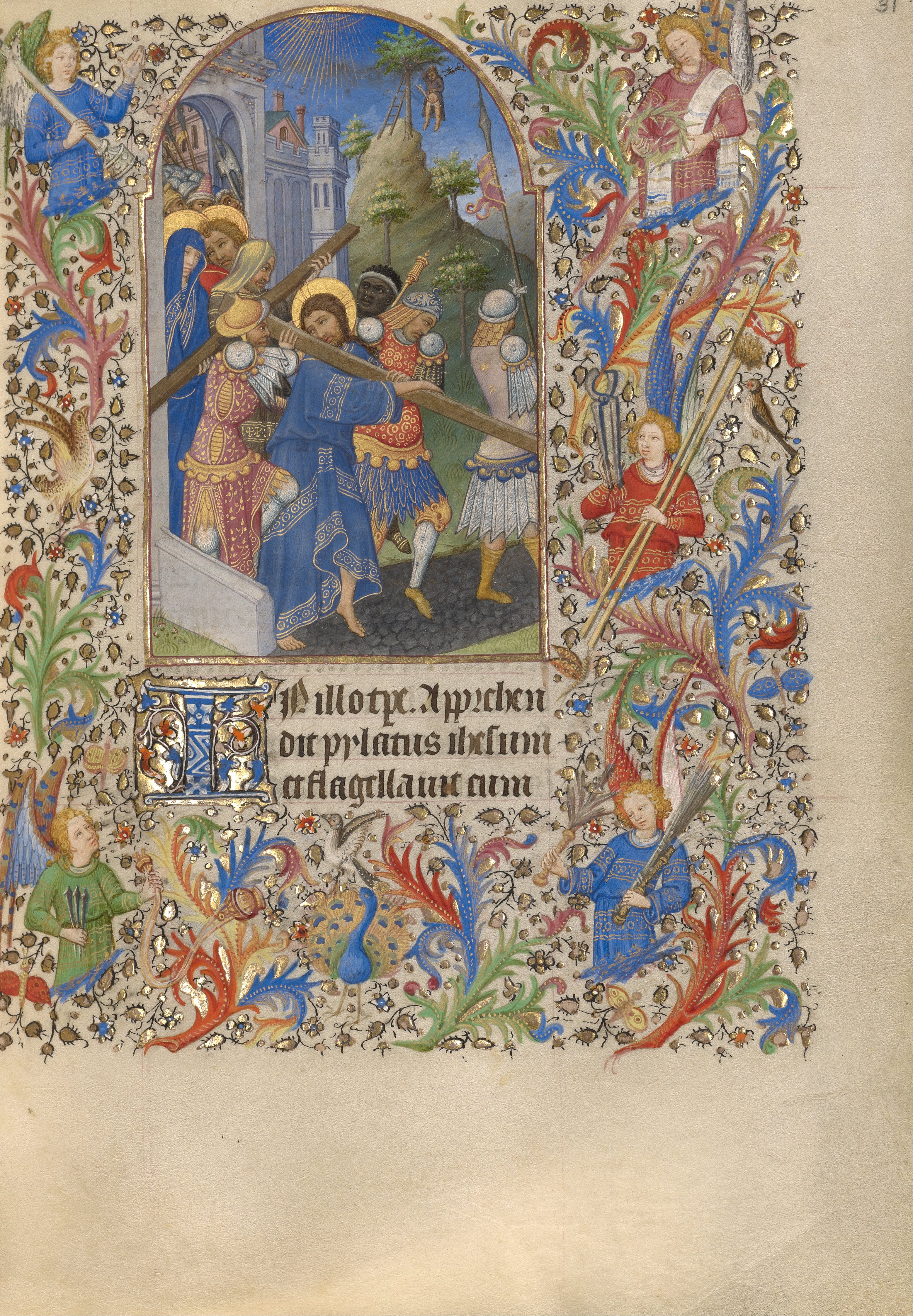
Les Heures de Spitz, Le Portement de croix f.31.
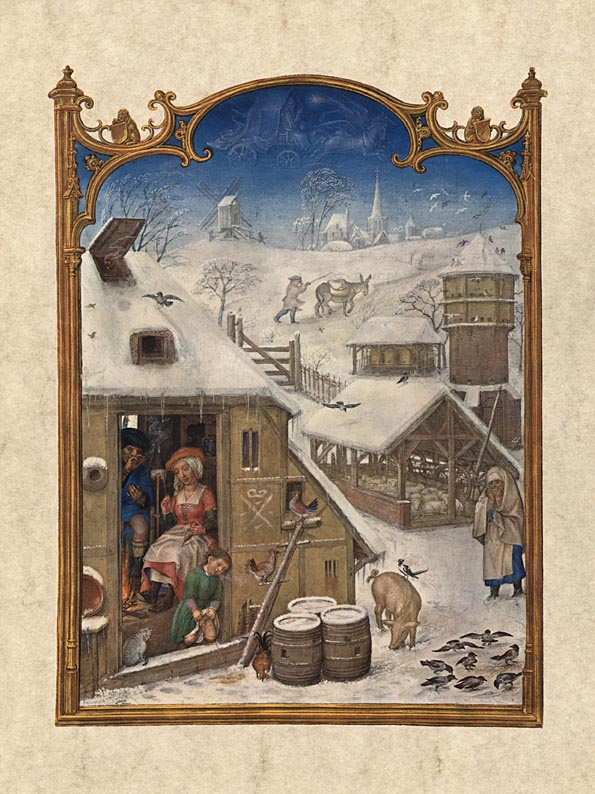
Bréviaire Grimani, le mois de février, fol. 3v.
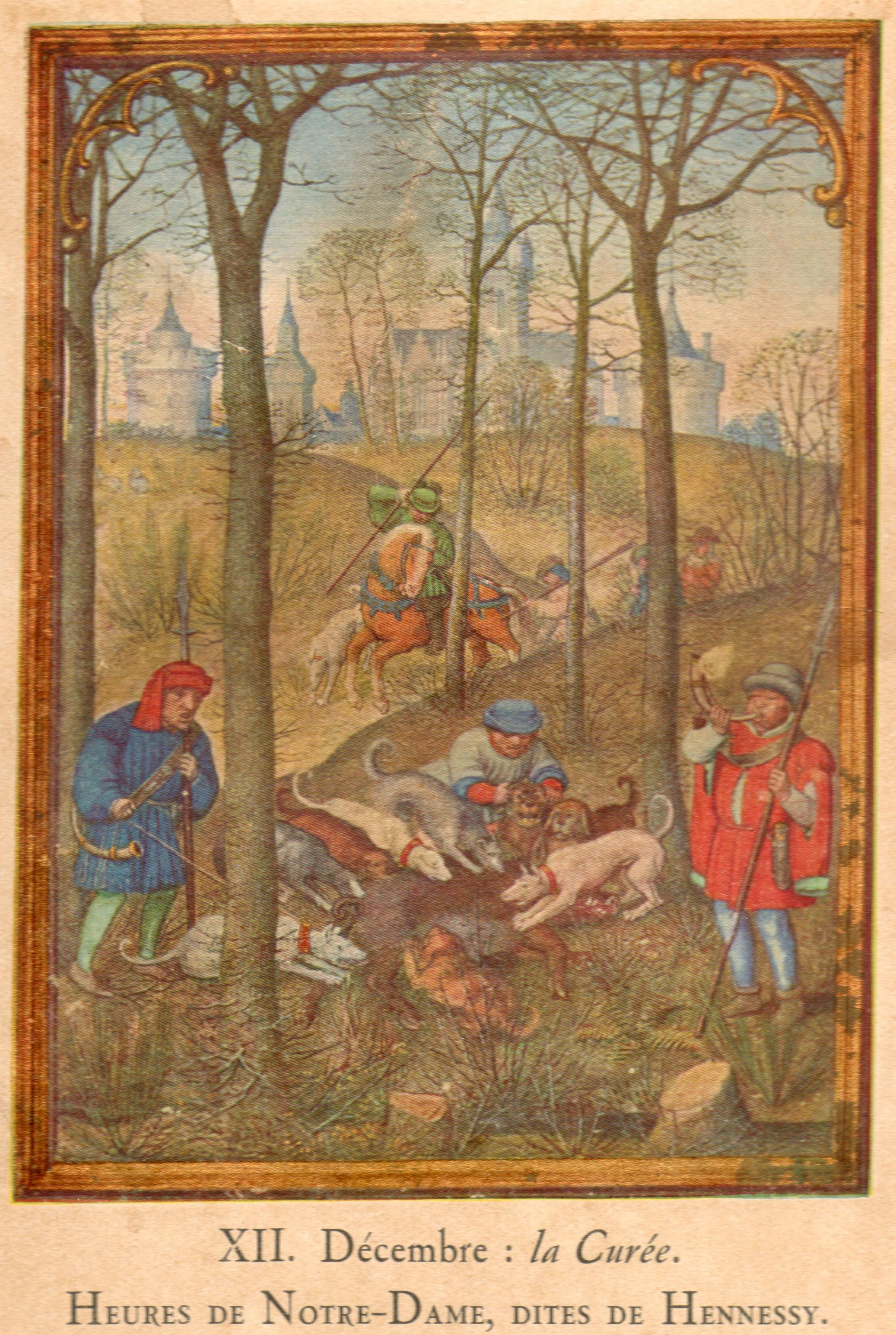
Livre d'heures de Notre Dame ou Hennessy, mois de décembre.

Pour l'historien belge Georges Hulin de Loo, « le calendrier du livre d'heure de Chantilly a exercé une influence énorme sur les miniaturistes flamands subséquents » cependant, « on ne sait comment il a été connu en Flandre ». Pour Paul Durrieu, les enluminures du calendrier des Très Riches Heures, sont en effet reprises dans le calendrier du Bréviaire Grimani qui date de 1510 et notamment les mois de février, mai, octobre, novembre (avec la même composition mais inversée) et décembre. C'est aussi le cas dans le Livre d'Heures de Hennessy, daté de 1530 avec par exemple le mois de décembre. Or ces deux manuscrits ont été réalisés dans le milieu des miniaturistes flamands du XVIe siècle, notamment par Simon Bening. Pour Durrieu, cela renforce son hypothèse d'une présence des Très Riches Heures aux Pays-Bas à cette époque, propriété de Marguerite d'Autriche. Elle a, en effet, passé plusieurs commandes à ces mêmes peintres. Il se peut aussi que cette influence résulte de livrets recopiant le livre d'heures et desquels ils ont repris ces motifs.

### Études, conservation et diffusion de l'œuvre à l'époque contemporaine

#### Découvertes et premières études du manuscrit
Après un quasi oubli de plus de trois siècles, l'achat effectué par le duc d'Aumale en permet sa diffusion. Il le montre ainsi, alors qu'il est encore en Angleterre, à Gustav Friedrich Waagen, qui en fait une première description dans son Galleries and cabinets of art in Great Britain publié en 1857. Mais c'est surtout Léopold Delisle, alors conservateur à la Bibliothèque nationale qui fait paraître la première véritable étude sur le manuscrit en 1884 dans un article consacré aux « Livres d'heures de Jean de Berry » : il le qualifie déjà de « roi des livres d'heures du duc de Berry » et en fait reproduire quatre miniatures. Une nouvelle étude complète est publiée en 1903 par Hulin de Loo qui le qualifie alors de « roi des manuscrits enluminés ».
Ces premières études sont concomitantes d'une véritable mode de l'enluminure médiévale en France à la fin du XIXe siècle et début du XXe siècle dans les milieux de la très haute bourgeoisie et de l'aristocratie. Nombreux sont ceux parmi les plus riches à collectionner les manuscrits, tel Edmond de Rothschild, qui possède notamment les Belles Heures. Jean de Berry fait l'objet d'une véritable fascination dans ces milieux de collectionneurs.

#### Les publications

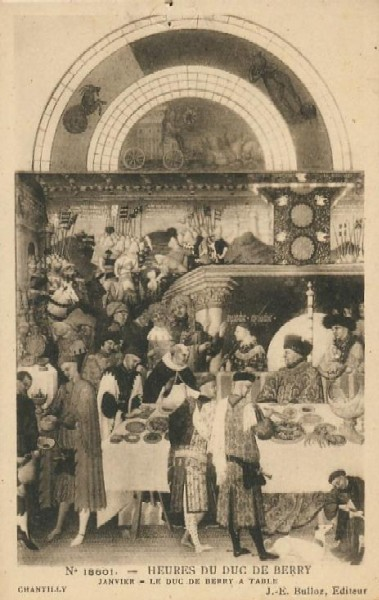
Carte postale de la miniature du mois de janvier éditée par Jacques-Ernest Bulloz en 1925.

C'est par les publications des Très Riches Heures que celles-ci acquièrent leur renommée. Selon Michael Camille, le livre d'heures le plus célèbre n'a pas perdu de son aura par sa reproduction, contrairement à ce que dit Walter Benjamin dans son essai L'Œuvre d'art à l'époque de sa reproductibilité technique, mais à l'inverse, il l'a gagné grâce cette nouvelle diffusion. En effet, celle-ci a constamment été particulièrement limitée et contrôlée, encourageant le mythe de l'ouvrage célèbre mais inaccessible.
En 1904, Paul Durrieu publie la totalité des 65 grandes miniatures, imprimées en héliogravure et en noir et blanc, sauf une seule en couleur (Janvier). Mais le tirage de la publication est limité à 300 exemplaires. À l'occasion de l'exposition sur « Les Primitifs français » qui se déroule la même année au pavillon de Marsan, le manuscrit original n'est pas exposé, ne pouvant sortir de Chantilly, seules douze héliogravures tirées de l'ouvrage de Durrieu sont présentées. Cela n'empêche pas les commentateurs de l'exposition de glorifier la grandeur de la peinture française produite par les artistes du duc de Berry.
Il faut attendre 1940 pour qu'une première édition complète en couleur des miniatures du calendrier soit réalisée par l'éditeur Tériade dans sa revue Verve en photogravure. Certaines enluminures sont d'ailleurs censurées au niveau des parties intimes de certains personnages. Cette première publication rencontre un grand succès, dans un contexte de retour aux traditions et à la glorification de l'histoire de la France éternelle du régime de Vichy. Les miniatures des scènes de la vie du Christ sont éditées en 1943. Le calendrier est diffusé auprès du public américain à l'occasion d'une parution dans le magazine Life en 1948. Là encore, les parties intimes de certains personnages sont censurées.
Ce n'est qu'en 1969 que la totalité des miniatures sont publiées en couleur, selon la technique de la lithographie offset par l'imprimeur Draeger,. Un fac-similé complet est édité en 1984, au tirage limité à 980 exemplaires, il est vendu 12 000 dollars américains. Un tel choix éditorial ne contribue pas là encore à sa large diffusion : 80 % de ses acheteurs sont des collectionneurs et non des bibliothèques.

#### Conservation et exposition
Conservé dans une chambre forte, son accès est très restreint voire interdit, même pour les chercheurs. Selon Christopher de Hamel, il est « plus facile de rencontrer le pape ou le président des États-Unis que de toucher Les Très Riches Heures. »
Le manuscrit n'a été exposé au grand public qu'à quatre reprises, toujours au château de Chantilly. Une première fois en 1937, en écho à l'Exposition universelle qui se déroule au même moment à Paris, puis en 1956, au même moment qu'une grande exposition sur les manuscrits à peinture à la Bibliothèque nationale et, en 2004, à l'occasion d'une série d'expositions sur les arts en France vers 1400 pour une quarantaine de feuillets seulement dans la chapelle du château.

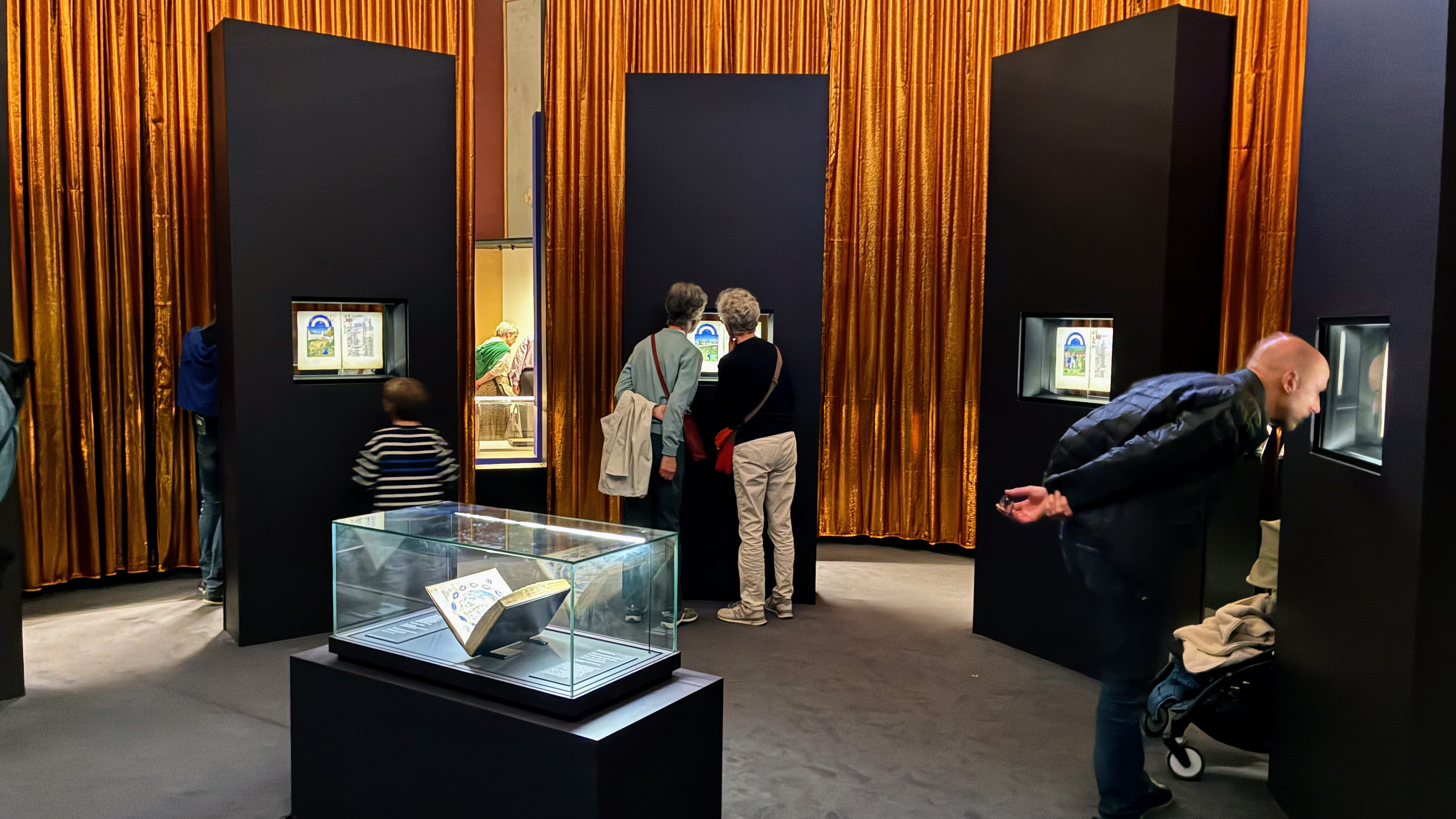
Vue de l'exposition du manuscrit en juin 2025.

En 2023, un processus de restauration du manuscrit est lancé avec le Centre de recherche et de restauration des musées de France,. Une étude préalable est menée à l'aide de photographies ultraviolettes, infrarouges et rasantes, mais également d'imagerie hyperspectrale et microscopique, afin d'analyser l'état du livre et d'apporter des informations sur les étapes de sa réalisation. Ces premières analyses permettent de constater le mauvais état de la reliure du XVIIIe siècle. C'est pourquoi les premiers cahiers sont déreliés pour pouvoir procéder à leur restauration. Cela permet de présenter pour la première fois ces cahiers à plat, et notamment les folios du calendrier, lors d'une grande exposition en 2025 au château de Chantilly réunissant également les autres livres d'heures du duc de Berry.

#### Une source d'inspiration contemporaine
Les reproductions des miniatures ont contribué à façonner une image idéale du Moyen Âge dans l'imaginaire collectif. La parution des miniatures dans la revue Verve aurait donné l'idée à Jacques Prévert de la rédaction du scénario du film Les Visiteurs du soir, sorti en décembre 1942. Même le carton d'invitation à l'avant-première, dessiné par René Péron, est directement issu de l'iconographie du manuscrit. C'est le cas aussi pour les décors du film britannique Henry V, réalisé par Laurence Olivier en 1944. Par ailleurs, les miniatures du livre d'heures ont servi de source artistique à un film d'animation comme celui de la Belle au bois dormant de Walt Disney, qui a visité le château de Chantilly en 1935. Les miniatures des frères de Limbourg ont inspiré non seulement le château du film, sorti en 1959, mais aussi ses paysages et la représentation de la nature. De manière plus ironique, les miniatures ont inspiré une œuvre graphique à l'artiste surréaliste belge Marcel Broodthaers en 1974 intitulée Les Très Riches Heures du duc de Berry (huile et cartes postales sur toile, 53,5 × 58,5 cm) : constituée de deux panneaux, celui de droite reprend des extraits de cartes postales représentant les miniatures du calendrier tandis que le panneau de gauche représente un abécédaire imprimé. L'artiste fait ainsi allusion à la fois au fétichisme de l'œuvre d'art et à l'imaginaire qui en découle dans la mémoire collective. Enfin, dans un épisode hors-série de Mr Bean tourné en 1990 intitulé La Bibliothèque, le personnage détruit un manuscrit copie des Très Riches Heures.